# Massif du Mercantour-Argentera
Pour les articles homonymes, voir Mercantour et Argentera.
Le massif du Mercantour-Argentera est un massif des Alpes situé à cheval entre les départements français des Alpes-Maritimes et des Alpes-de-Haute-Provence et le Piémont italien. Le nom du massif provient de la cime du Mercantour, un sommet central secondaire, et du mont Argentera, point culminant du massif, à 3 297 m, entièrement en Italie.
Le massif est partiellement couvert par deux parcs naturels, le parc national du Mercantour côté français et le parc naturel des Alpes maritimes côté italien. Ces espaces protègent des espèces animales et végétales rares, comme le Spélerpès de Strinati, ou présentes uniquement au sein du massif, comme la Saxifrage à nombreuses fleurs, ancien symbole du parc du Mercantour. Le massif est riche en cours d'eau et en lacs. Ces derniers, issus largement de la dernière glaciation, sont situés dans les cuvettes des roches cristallines du massif.
Ce territoire est occupé par l'homme, d'abord de manière saisonnière, depuis l'âge du bronze ancien. Ces traces d'occupation sont visibles notamment sur le site de la vallée des Merveilles, dans la haute vallée de la Roya. Cette occupation humaine se développe durant l'Antiquité, puis au Moyen Âge avec la route du sel, et se poursuit aux XXe et XXIe siècles, le massif devenant une zone de villégiature et de tourisme. De nombreuses activités et sports de montagne peuvent être pratiqués au sein du massif. Les aménagements permettent de s'adonner, entre autres, au ski de randonnée, au ski alpin, au ski de fond, à la randonnée pédestre, à l'alpinisme et au canyoning. Au XXIe siècle, l'économie du massif est d'ailleurs tournée préférentiellement vers le secteur du tourisme, lequel domine largement les activités agricoles et industrielles.
Le massif est associé à un important patrimoine culturel, à travers une typicité gastronomique et linguistique. Il inspire également les artistes, comme en témoignent ses représentations et apparitions dans la peinture, le cinéma, la musique et la littérature.

## Toponymie
En France, en dehors des milieux académiques, on désigne communément le massif sous le nom de massif du Mercantour. Cette dénomination fait généralement référence à la partie française du massif, qui tend à être confondue avec le territoire du parc national éponyme, bien que ce dernier soit de taille plus restreinte.
L'appellation massif du Mercantour, qui, au XXIe siècle, est passée dans le langage courant, résulte en réalité d'une erreur des topographes militaires français du XIXe siècle qui faisaient des visées de triangulation depuis la Côte d'Azur. Ils apercevaient une cime qui leur semblait la plus haute et, se rendant sur les lieux, ils apprirent des bergers que cette montagne était la cime du Mercantour. En fait, celle-ci n'atteint pas 3 000 mètres d'altitude mais, vue depuis la côte, elle avait masqué le mont Argentera qui était derrière elle, dans l'axe de visée,,.
En France, la partie italienne de ce territoire est appelée massif de l'Argentera. Cependant, en Italie, l'intégralité du massif (c'est-à-dire à la fois ses parties italienne et française) est nommée Alpi Marittime. Enfin, pour des raisons géologiques, les milieux scientifique et académique ne séparent pas la partie française de la partie italienne du massif et nomment l'ensemble massif de l'Argentera-Mercantour,.

## Géographie

### Situation
Au sens strict, le massif s'étend sur la partie frontalière de la chaîne de montagnes comprise entre le rocher des Trois-Évêques (it) (près du col de la Bonette) et le col de Tende. Au sens élargi, notamment touristique et d'organisation géographique, on y rattache certaines régions plus au nord et à l'ouest.

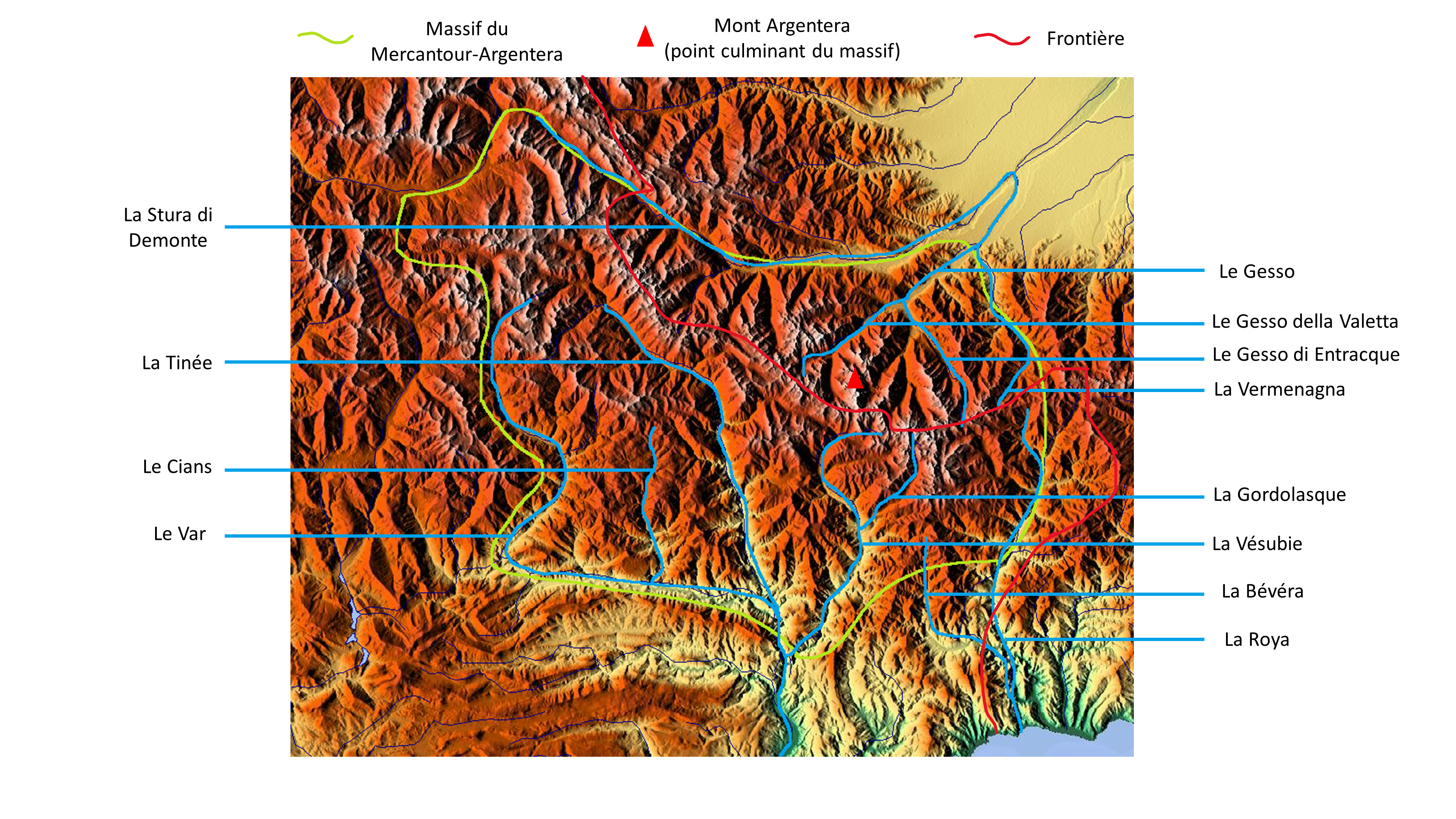
Vue schématique du massif du Mercantour-Argentera et de ses vallées.

Il est donc compris entre le massif du Parpaillon et l'Ubaye au nord-ouest, le massif de Chambeyron et la Stura di Demonte au nord, les Alpes ligures et la Vermenagna à l'est, les Préalpes de Nice et la Vésubie au sud-est, les Préalpes de Castellane et le Var au sud, et enfin le massif du Pelat à l'ouest. Il fait partie des Alpes maritimes.
Le parc national du Mercantour englobe entre autres le massif du côté français, à l'exclusion de la zone située entre la station d'Isola 2000 et le lac de Rabuons. Le parc naturel des Alpes maritimes couvre quant à lui le massif sur sa partie italienne.
La position particulière du massif offre, par temps clair, un panorama sur un large pan de l'arc alpin. Selon les sommets du massif où l'on se trouve, il est possible de voir au nord le mont Viso, sommet isolé qui se démarque. Le massif des Écrins et le massif du Mont-Blanc sont également visibles. Au nord-est, au-delà de la plaine du Pô, se distinguent le massif du Grand-Paradis et le mont Rose. Au sud, la mer Méditerranée puis plus loin la Corse sont également visibles. L'île peut être observée directement depuis les hauteurs du massif : il ne s'agit pas de réfraction atmosphérique, et ces observations ne sont donc pas un mirage.

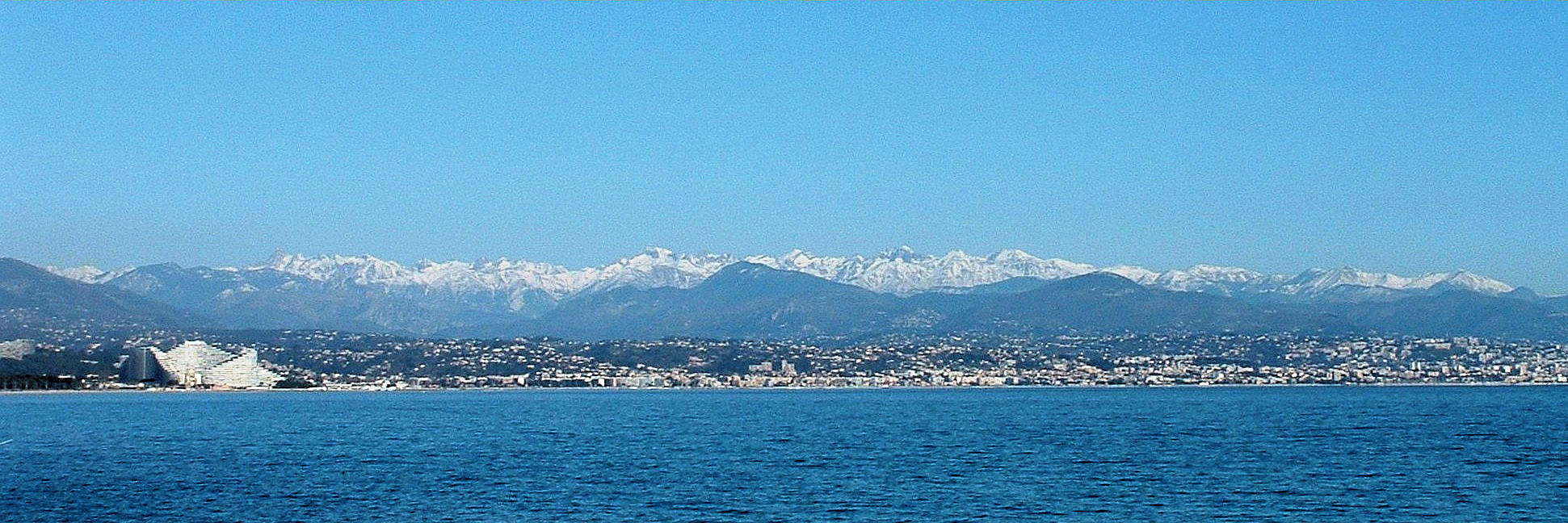
Le massif du Mercantour vu de la baie des Anges en hiver.

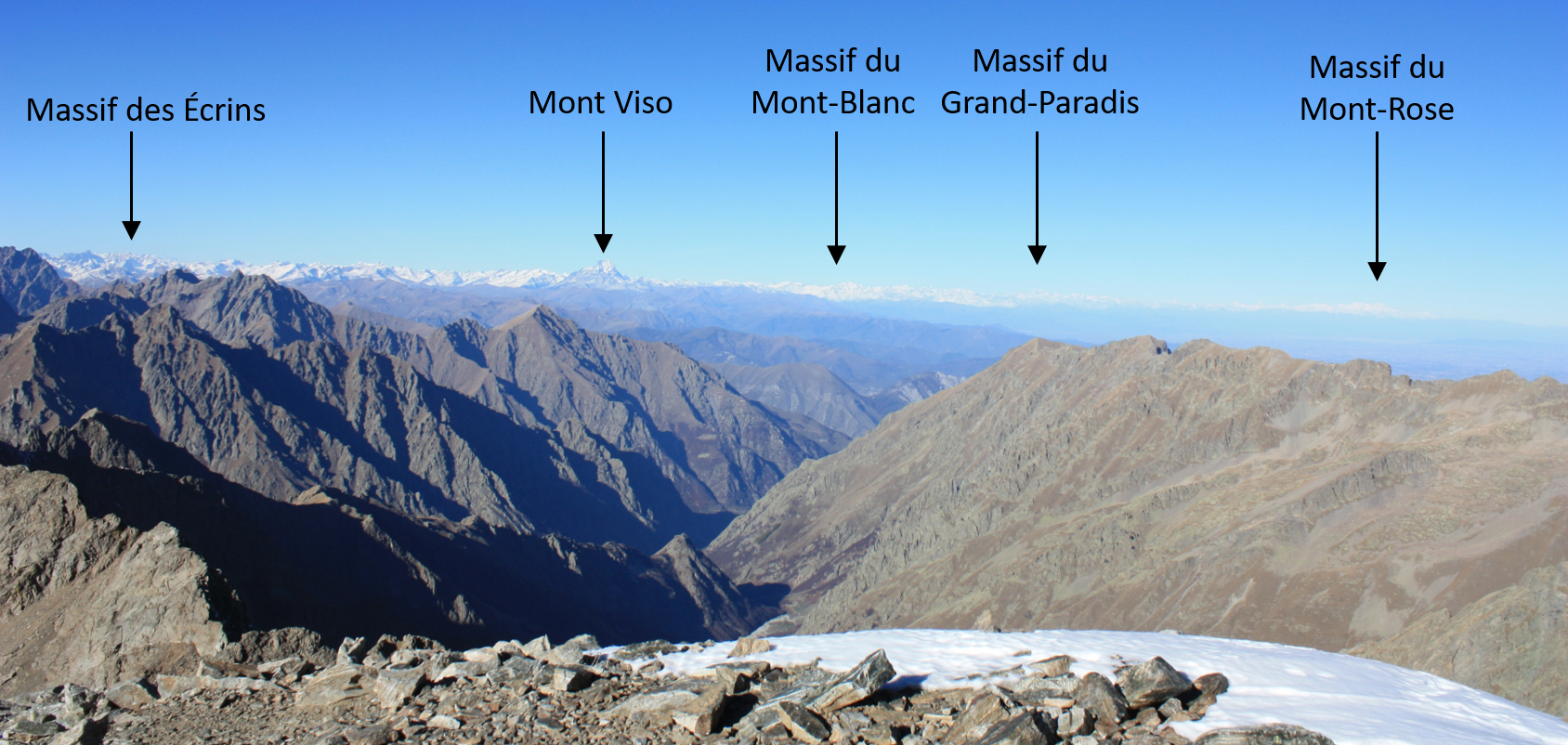
Panorama vers le nord depuis le mont Clapier.

### Géomorphologie
Le massif est constitué d'un chaînon principal, orienté nord-ouest / sud-est, qui sert de frontière naturelle franco-italienne. La ligne de crête de ce chaînon représente un peu plus de 70 km. Quatre nœuds orographiques principaux dépassant 3 000 m d'altitude se distinguent, de l'est à l'ouest, :
- le groupe Gélas-Malédie-Clapier (culminant à 3 143 m), le Gélas étant le plus haut sommet du massif côté français ;
- le groupe de l'Argentera (culminant à 3 297 m), dont la cime sud est le sommet le plus haut du massif ;
- le groupe Malinvern-Matto (3 097 m) ;
- le groupe du Corborant-Ténibre (3 031 m).

Six vallées principales traversent le massif ou délimitent ses frontières naturelles :
- en France, ce sont les vallées du Var, de la Tinée, de la Vésubie et de la Roya (à l'exception de l'extrémité sud de la Roya, qui se trouve en Italie) ;
- en Italie, il s'agit des vallées du Gesso, de la Stura di Demonte, et de la Vermenagna.

Ces vallées sont en général très encaissées, formant des gorges infranchissables dans leur partie basse, mais s'élargissant aux altitudes intermédiaires (600 à 1 000 m), où se retrouve la majorité des occupations humaines.
La déclivité est particulièrement forte dans cette zone des Alpes, que l'ont nomme également Alpes maritimes : on dit souvent que « les Alpes s'y jettent dans la mer ». En effet, le relief passe de sommets de plus de 3 000 m d'altitude, à la mer Méditerranée, sur une distance d'une quarantaine de kilomètres à vol d'oiseau.
Le relief du massif couvre toute la moitié nord du département des Alpes-Maritimes, en France, et l'extrémité est de la province de Coni, en Italie.

### Accès
Les zones ouest et centrale du massif sont accessibles par la route, au sud, depuis la métropole de Nice, en empruntant le « boulevard du Mercantour » (anciennement « route de Grenoble »), qui dessert les routes D6202, M2205 et M2565, respectivement dans les vallées du Var, de la Tinée et de la Vésubie. L'est du massif est accessible depuis Nice également, par la D2204, ou depuis Vintimille, par la SS20, qui rejoignent chacune la vallée de la Roya. Au nord du massif, la route départementale 900, en France, devenant la S21 puis la SS21 en Italie, permet de relier les villes de Barcelonnette et de Borgo San Dalmazzo : cet itinéraire contournant le relief dessert l'ensemble des vallées situées au nord du massif.
Le massif est également accessible par voie ferroviaire : le train des Pignes, qui relie Nice à Digne-les-Bains, longe l'extrémité sud-ouest du massif. Coté est du massif, les lignes de Nice à Breil-sur-Roya et de Coni à Vintimille, communément appelées lignes de Tende ou « train des Merveilles », permettent de rejoindre la commune de Tende.
Les principaux cols routiers du massif, ou en limite de massif, sont les suivants :
| Nom          | Altitude     | Situation                                                       | Vallée 1           | Vallée 2                      | Coordonnées                 | Illustration |
| ------------ | ------------ | --------------------------------------------------------------- | ------------------ | ----------------------------- | --------------------------- | ------------ |
| Bonette      | 2 715 mètres | Massif du Mercantour-Argentera, Alpes-Maritimes                 | Vallée de l'Ubaye  | Vallée de la Tinée            | 44° 19′ 12″ N, 6° 48′ 25″ E |              |
| Lombarde     | 2 347 mètres | Mercantour-Argentera Frontière franco-italienne                 | Vallée de la Tinée | Vallée de la Stura di Demonte | 44° 12′ 10″ N, 7° 09′ 00″ E |              |
| Cayolle      | 2 324 mètres | Pelat / Mercantour-Argentera, Alpes-Maritimes                   | Vallée de l'Ubaye  | Vallée du Var                 | 44° 15′ 32″ N, 6° 44′ 38″ E |              |
| Larche       | 1 991 mètres | Chambeyron / Mercantour-Argentera Frontière franco-italienne    | Vallée de l'Ubaye  | Vallée de la Stura di Demonte | 44° 25′ 18″ N, 6° 53′ 55″ E |              |
| Tende        | 1 871 mètres | Mercantour-Argentera / Alpes ligures Frontière franco-italienne | Vallée de la Roya  | Val Vermenagna                | 44° 08′ 57″ N, 7° 33′ 43″ E |              |
| Couillole    | 1 678 mètres | Mercantour-Argentera                                            | Cians              | Tinée                         | 44° 03′ 36″ N, 7° 00′ 44″ E |              |
| Valberg      | 1 672 mètres | Mercantour-Argentera                                            | Var                | Cians                         | 44° 05′ 22″ N, 6° 55′ 09″ E |              |
| Saint-Martin | 1 500 mètres | Mercantour-Argentera                                            | Vésubie            | Tinée                         | 44° 02′ 29″ N, 7° 07′ 54″ E |              |

À ces cols routiers s'ajoutent plusieurs cols pédestres, tels que :
- le col du Lausfer ;
- le col de Cerise ;
- le col de Fenestre ;
- le pas du Préfouns ;
- la baisse de Druos ;
- le pas des Ladres.

### Principaux sommets
- le mont Argentera, 3 297 m, le point culminant
- la cime Genova, 3 191 m
- la cime du Gélas, 3 143 m
- la cime de Nasta, 3 108 m
- le mont Matto, 3 097 m
- la cime Chafrion, 3 073 m
- la cime de Baus, 3 067 m
- la cime de la Malédie, 3 059 m
- la cime de Brocan, 3 054 m
- la cime Paganini, 3 051 m
- la Corno Stella, 3 050 m
- la cime Il Bastione, 3 047 m
- le mont Clapier, 3 045 m
- la cime Purtscheller, 3 040 m
- la tête de Siguret, 3 032 m
- le mont Ténibre, 3 031 m

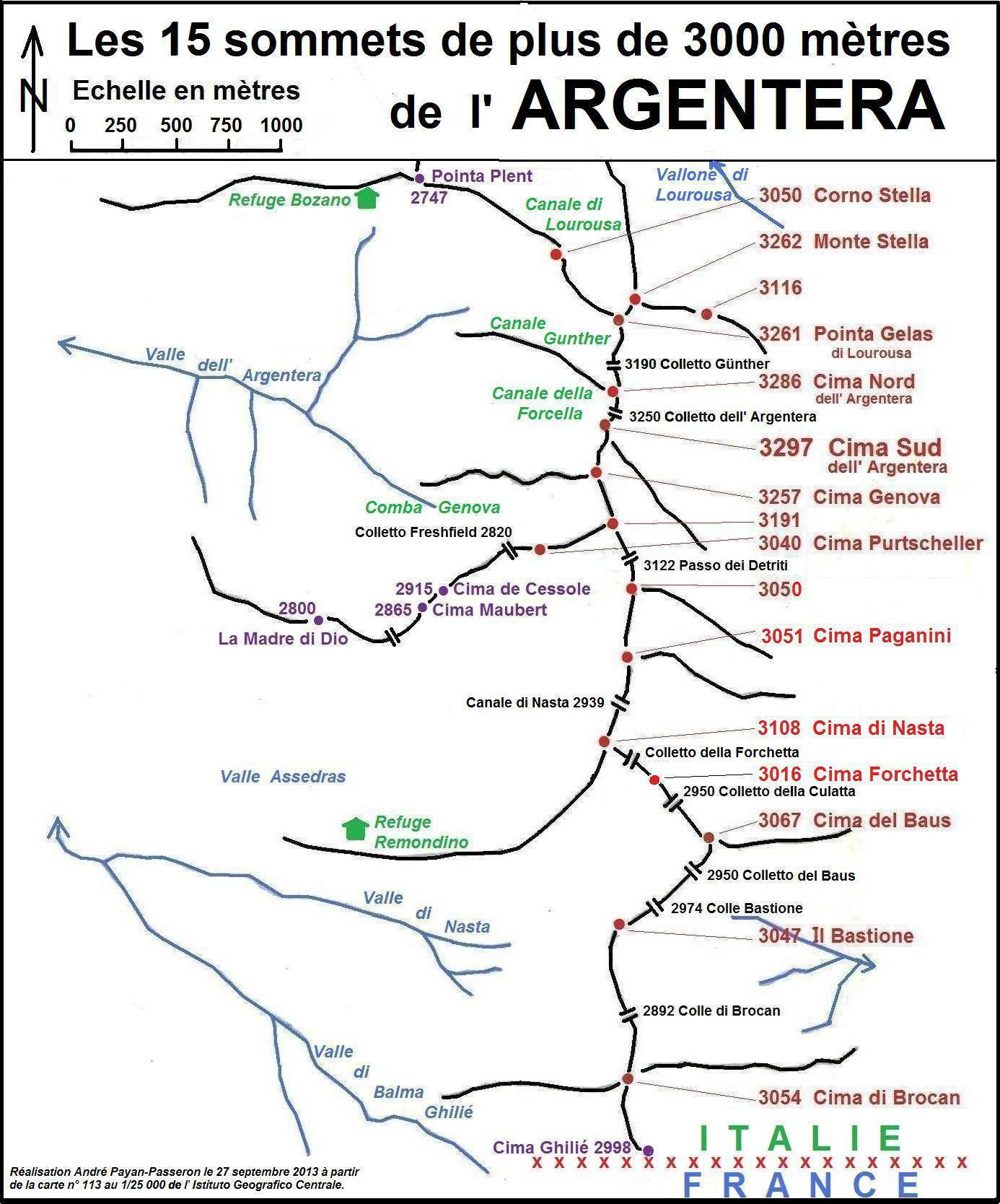
Schéma du chaînon de l'Argentera, sur la partie italienne du massif. Ce chaînon comporte une large part des sommets dépassant 3000 m.

- la cime de la Forchetta, 3 015 m
- le Corborant, 3 007 m
- la cime Guilié, 2 999 m
- la tête de la Ruine, 2 984 m
- le Claï supérieur, 2 982 m
- la tête de l'Enchastraye, 2 954 m
- la cime de Peirabroc, 2 947 m
- la cime Cabret, 2 938 m
- le mont Malinvern, 2 938 m
- le caïre de l'Agnel, 2 937 m
- le grand Capelet, 2 935 m
- la cime de l'Agnel, 2 927 m
- la cime Chamineye, 2 921 m
- les caïres de Cougourde, 2 921 m
- la cime Saint-Robert, 2 917 m
- la pointe Côte de l'Âne, 2 916 m
- la tête du Claus, 2 897 m
- la cime des Gaisses, 2 896 m
- la pointe Giegn, 2 888 m
- Fort Carra, 2 880 m
- le mont Bégo, 2 872 m
- la cime de la Bonette, 2 860 m
- la tête des Tablasses, 2 855 m
- le caïre du Préfouns, 2 835 m
- la cime du Lombard, 2 832 m
- le mont Ponset, 2 828 m
- la tête des Bresses, 2 823 m
- la cime de Baissette, 2 822 m
- la cime de Pal, 2 818 m
- le mont Mounier, 2 817 m
- le mont Colomb, 2 816 m
- la cime de la Lombarde, 2 800 m
- la cime de Tavels, 2 795 m
- la tête du Basto, 2 794 m
- le mont Neiglier, 2 786 m
- la cime du Mercantour, 2 772 m
- le mont Pélago, 2 768 m
- la tête de Trecolpas, 2 760 m
- la roche Grande, 2 752 m
- la caïres Nègres du Pélago, 2 745 m

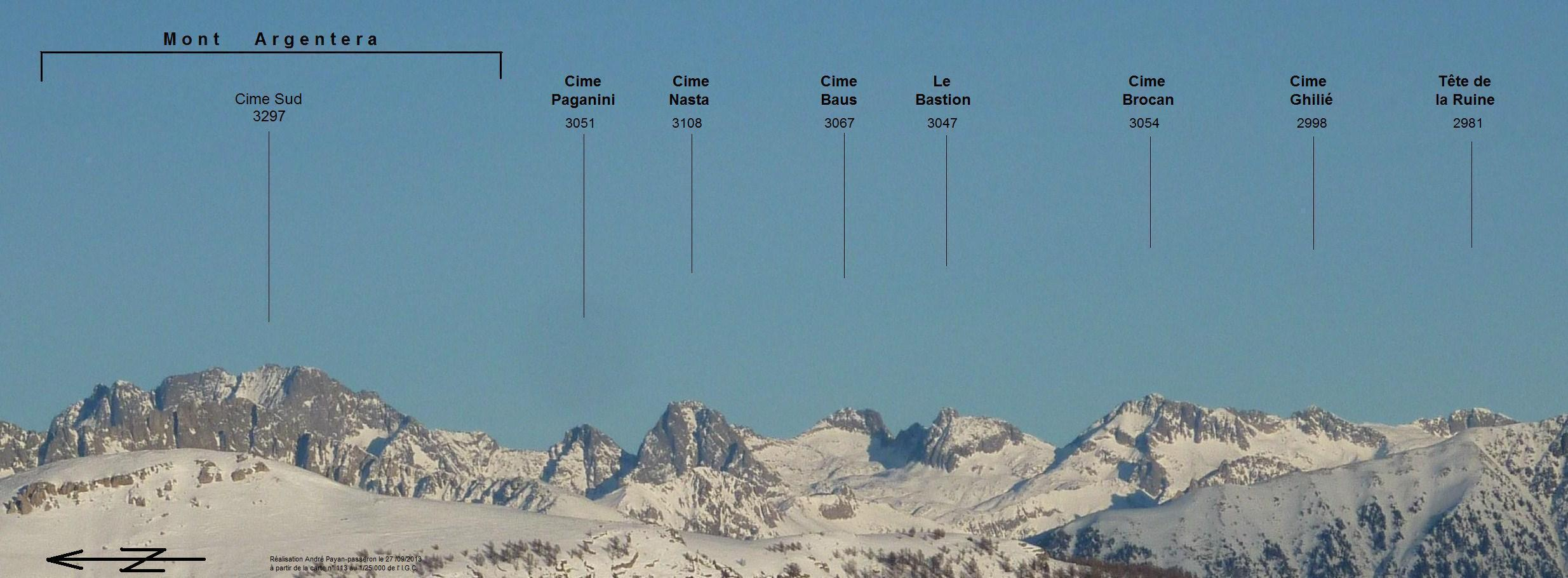
Panorama légendé du chaînon principal du massif de l'Argentera en territoire italien.

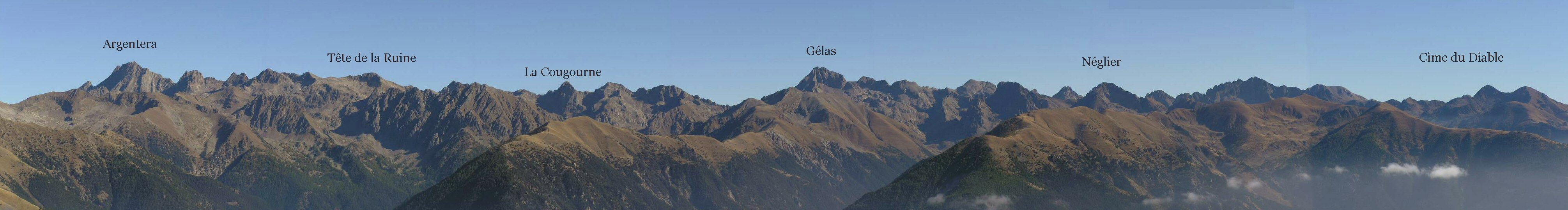
Panorama légendé du massif du Mercantour.

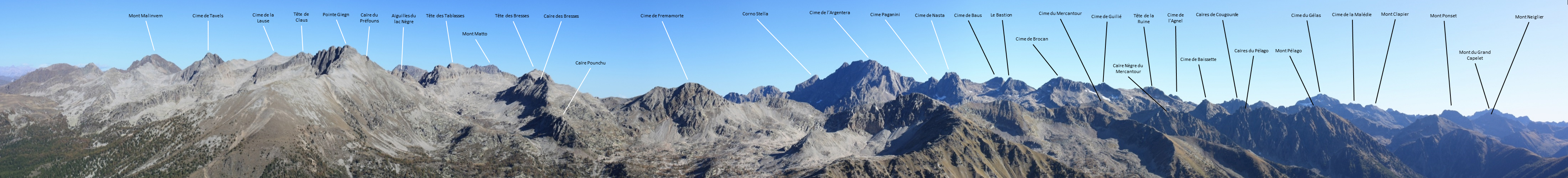
Panorama documenté du massif du Mercantour-Argentera, pris du sommet du Caïre Archas.

- la tête du Lac-Autier, 2 740 m
- la cime de Frémamorte, 2 730 m
- la cime de Rogué, 2 705 m
- la cime de l'Agnellière, 2 700 m
- la cime du Diable, 2 685 m

### Hydrographie
La partie française du massif correspond assez largement aux bassins versants des affluents de rive gauche du Var (notamment la Tinée et la Vésubie) et de rive droite de la Roya, (notamment la Bévéra). Sur la partie italienne, le massif correspond au bassin versant de rive droite de la Stura di Demonte, jusqu'à Coni (incluant notamment ses affluents Gesso et Vermenagna).

#### Lacs
Il existe un peu plus de 200 lacs répertoriés dans le massif : ce territoire supporte en effet l'une des densités lacustres les plus importantes des massifs alpins français. Leur l'origine est quasi intégralement d'origine glaciaire, ces étendues d'eau se situant dans des cuvettes creusées par l'érosion des glaciers, durant la glaciation de Würm.
| Nom                                        | Altitude | Nom               | Altitude        | Nom                 | Altitude        |
| ------------------------------------------ | -------- | ----------------- | --------------- | ------------------- | --------------- |
| Lac Long (vallée de la Gordolasque)        | 2 560 m  | Lac du Basto      | 2 341 m         | Lac du Boréon       | 1 473 m         |
| Lac Long supérieur (vallée des Merveilles) | 2 110 m  | Lac Noir          | 2 278 m         | Lac de Tavels       | 2 235 m         |
| Lac Long inférieur (vallée des Merveilles) | 2 095 m  | Lac Vert          | 2 221 m         | Lacs de Terre-Rouge | 2 417 à 2 452 m |
| Lac Fourca                                 | 2 165 m  | Lac de la Fous    | 2 180 m         | Lac de Rabuons      | 2 500 m         |
| Lacs de Prals                              | 2 275 m  | Lac de la Muta    | 2 274 m         | Lac Blanc           | 2 665 m         |
| Lac Nègre                                  | 2 354 m  | Lac de l'Agnel    | 2 645 m         | Lac Clapière        | 2 625 m         |
| Lac Autier                                 | 2 275 m  | Lac du Mercantour | 2 454 m         | Lacs des Adus       | 2 130 m         |
| Lacs Bessons                               | 2 550 m  | Lacs de Vens      | 2 275 à 2 327 m | Lac de Trecolpas    | 2 150 m         |

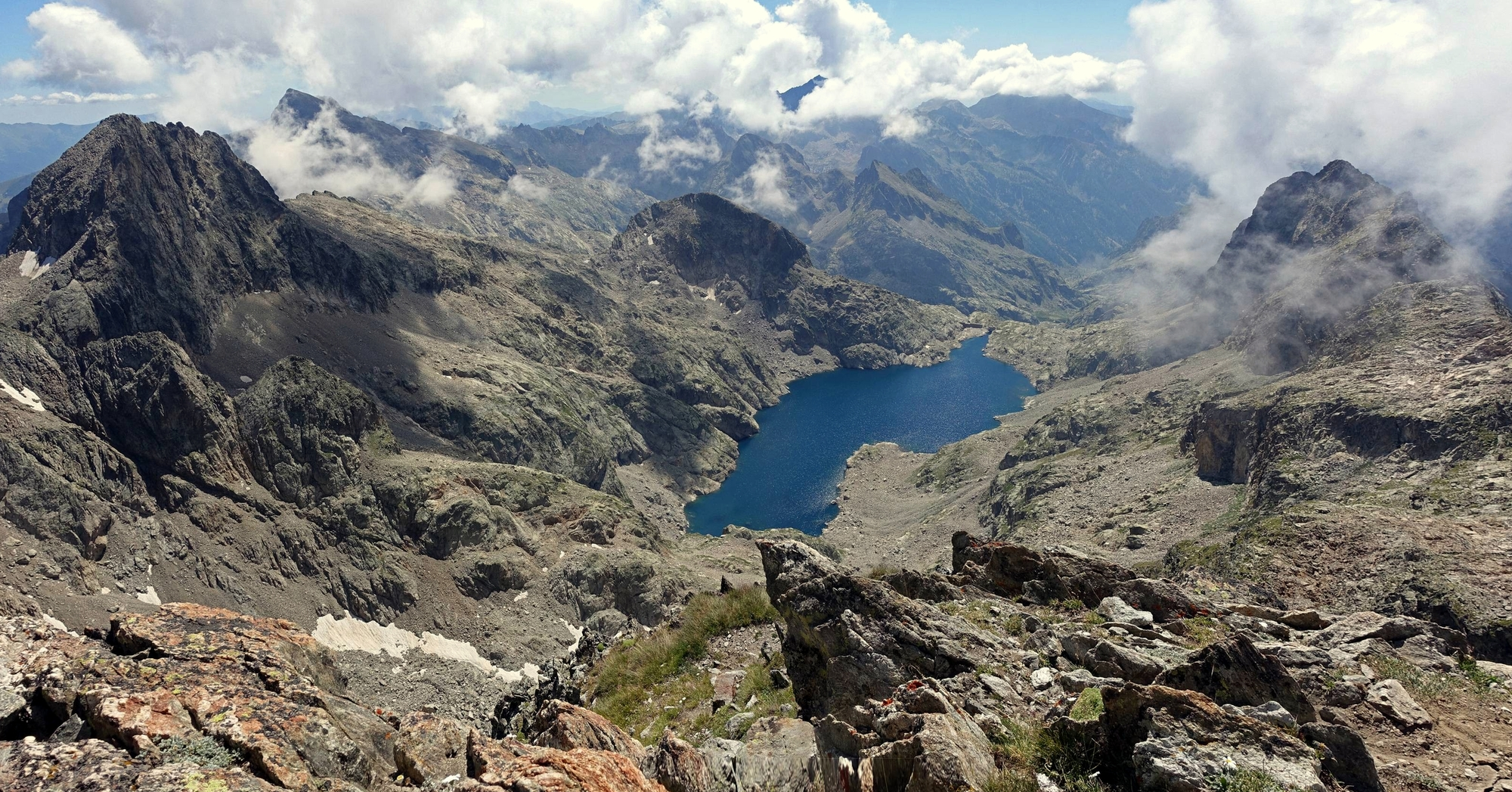
Le lac Long, dans la haute Gordolasque.
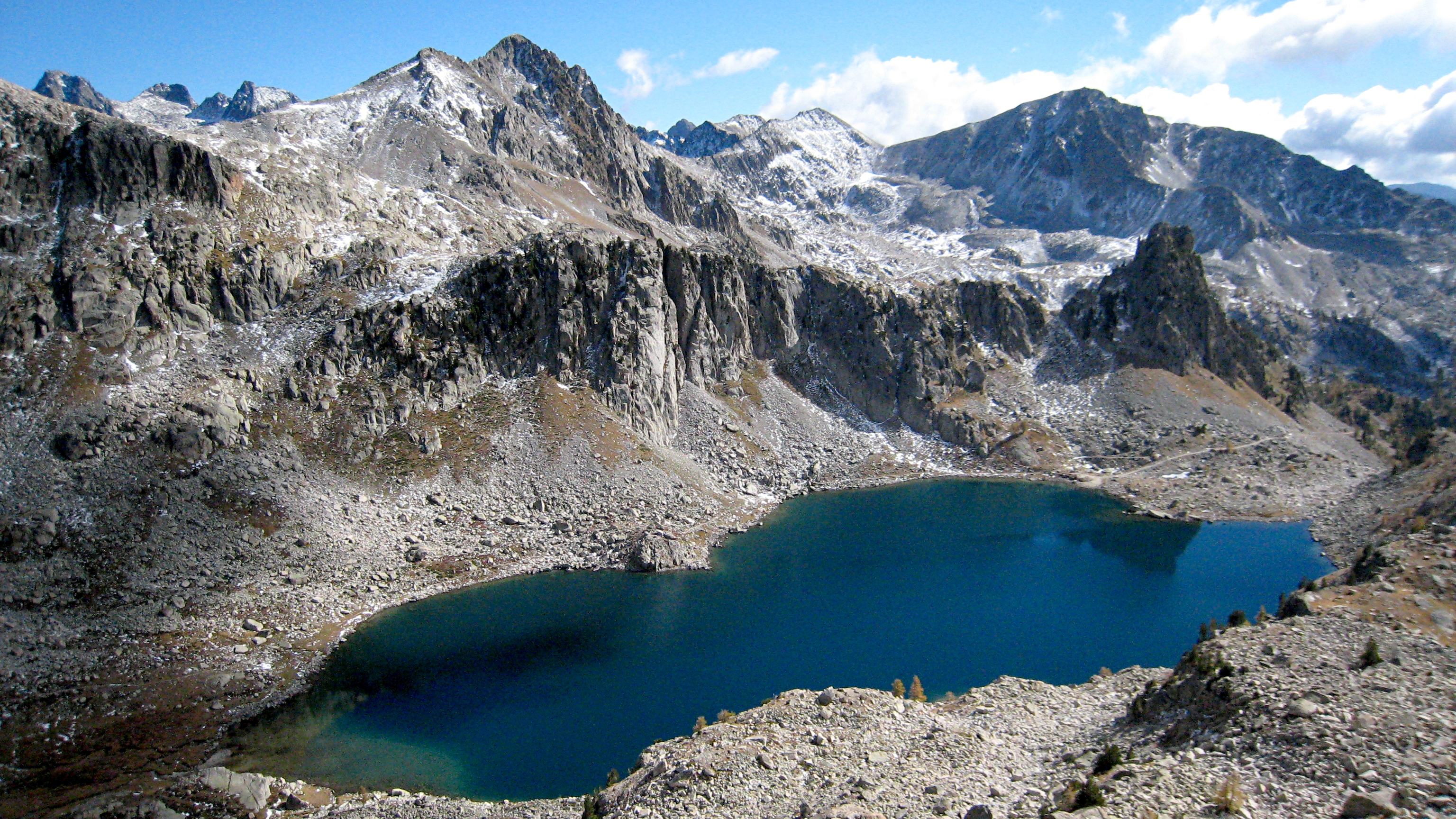
Le lac Nègre.
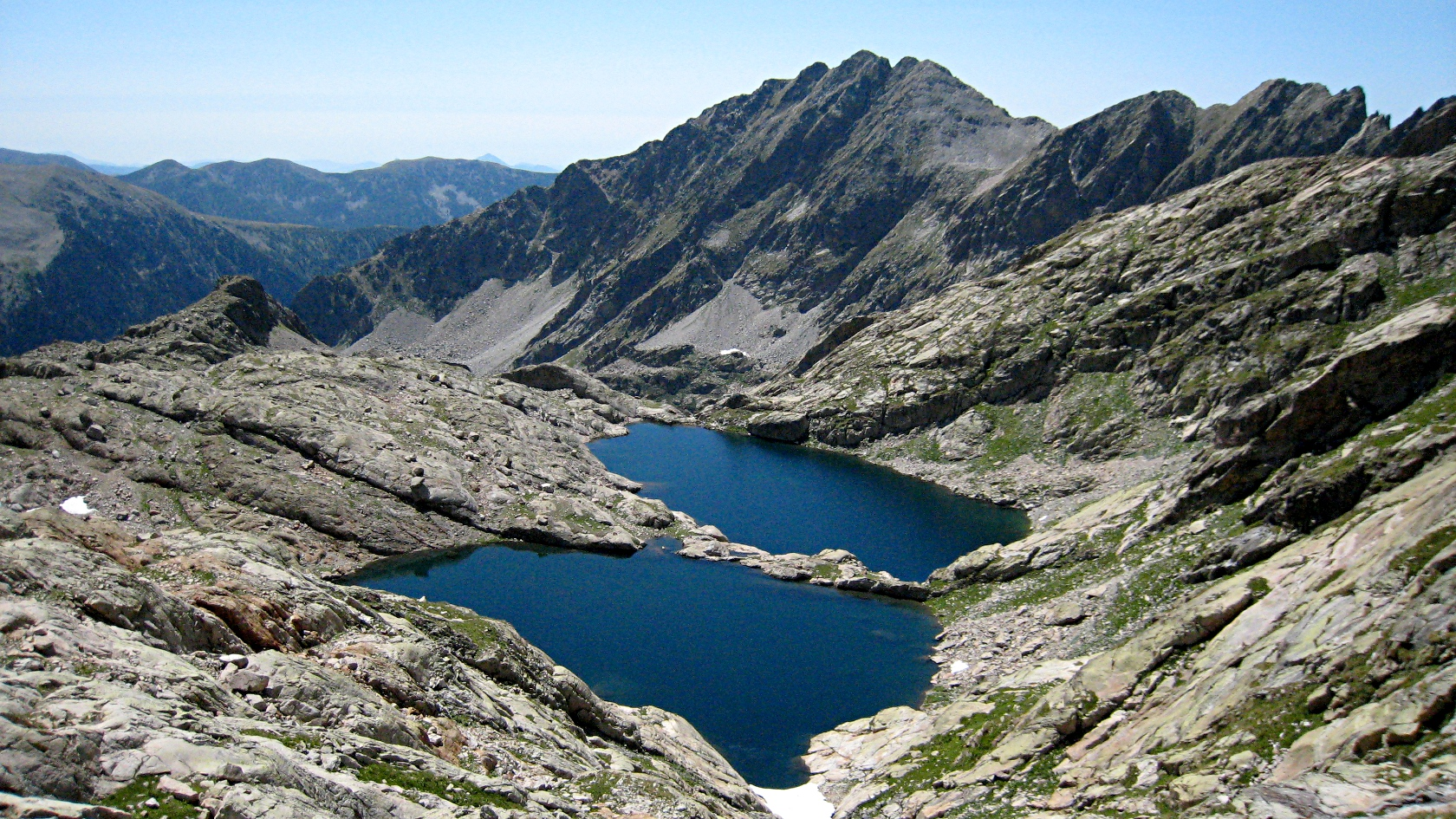
Les lacs Bessons.

| Nom               | Altitude | Nom                         | Altitude        | Nom                | Altitude        |
| ----------------- | -------- | --------------------------- | --------------- | ------------------ | --------------- |
| Lac Vei del Bouc  | 2 054 m  | Lac Brocan                  | 2 000 m         | Lac du Claus       | 2 344 m         |
| Lac de la Rovine  | 1 535 m  | Lac Sottano della Sella     | 1 882 m         | Grand lac Valscura | 2 274 m         |
| Lac Chiotas       | 1 978 m  | Lac Soprano della Sella     | 2 329 m         | Lac Malinvern      | 2 123 m         |
| Lac des portettes | 2 361 m  | Lacs de Fremamorte italiens | 2 359 à 2 380 m | Lacs de Lausfer    | 2 357 à 2 370 m |

#### Cours d'eau
Le massif bénéficie d'une pluviométrie plus abondante que les basses vallées et plaines environnantes et joue le rôle d'une réserve d'eau pour ces dernières. Les cours d'eau notables au sein du massif sont les suivants :
| Principaux cours d'eau en France | Principaux cours d'eau en France | Principaux cours d'eau en Italie | Principaux cours d'eau en Italie |
| -------------------------------- | -------------------------------- | -------------------------------- | -------------------------------- |
| Torrent de Vens                  | Rivière Tinée                    | Torrent Gesso di Entracque       | Torrent Vermenagna               |
| Torrent de Gialorgues            | Torrent du Boréon                | Torrent Gesso della Valletta     | Rivière Gesso                    |
| Torrent de Rabuons               | Rivière Gordolasque              | Torrent Valle Grande             | Rivière Stura di Demonte         |
| Torrent Tuébi                    | Fleuve Var                       | Torrent del Cros                 | Torrent Sottana                  |
| Torrent de Sestrières            | Rivière Vésubie                  | Torrent Rio Roaschia             | Torrent Bousset                  |
| Rivière Cians                    | Fleuve Roya                      | Torrent Colomart                 | Torrent Bucera                   |
| Rivière Bévéra                   | Torrent de la Barlatte           | Torrent Vallasco                 | Torrent della Valletta           |
| Torrent de la Roudoule           | Rivière Ardon                    | Torrent Sant'anna                | Torrent Rio Freddo               |

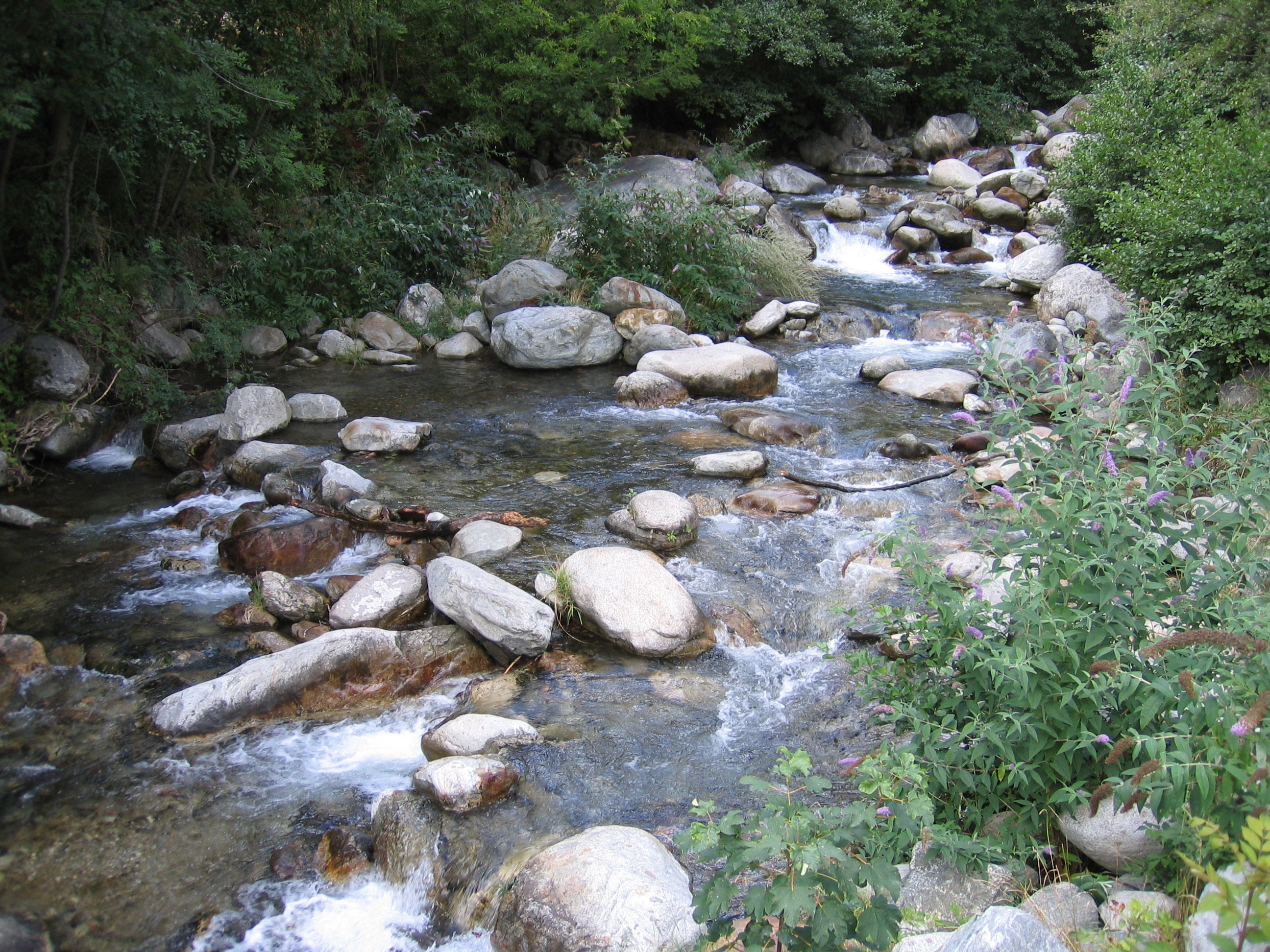
La Vésubie.
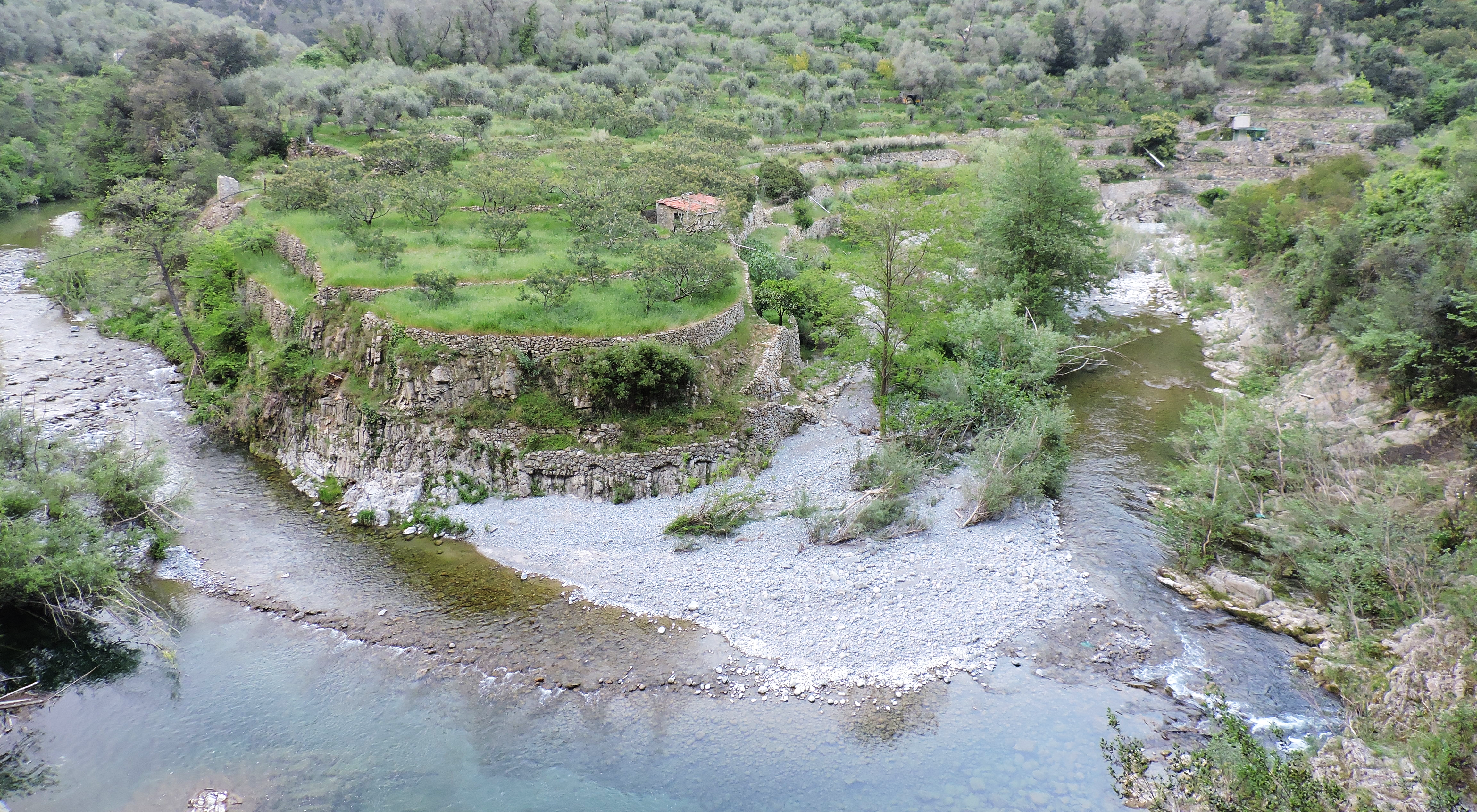
La Bévéra.
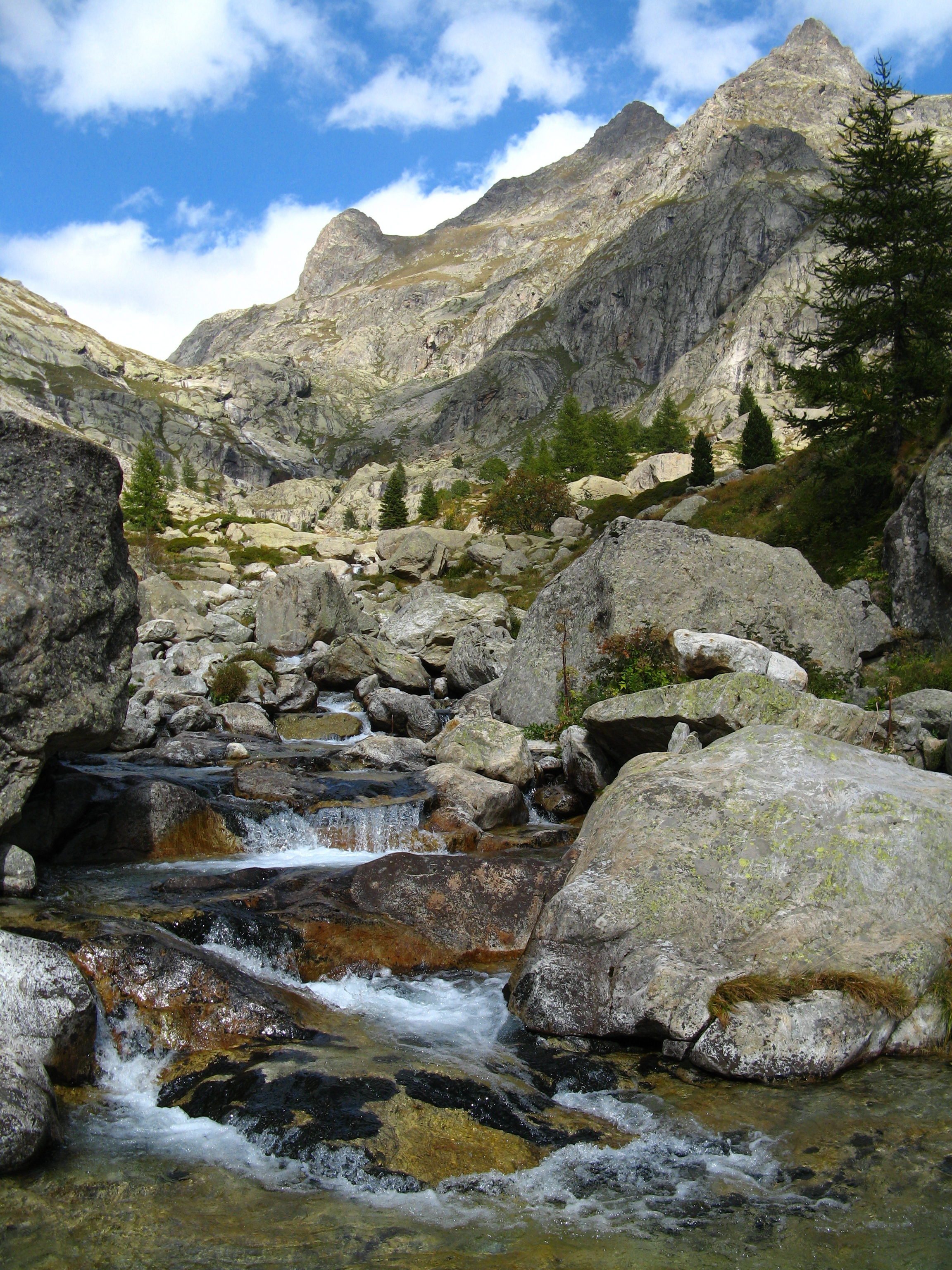
La Gordolasque.
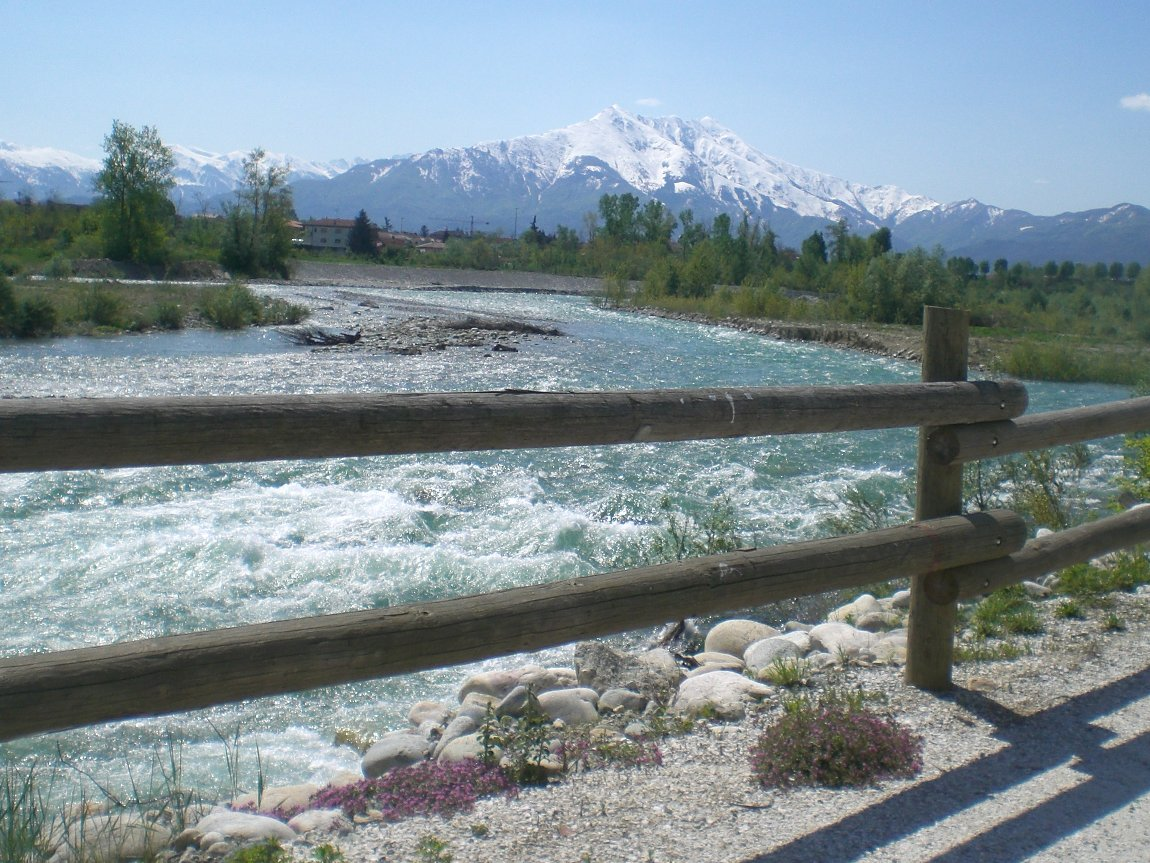
Le Gesso.

#### Glaciers
Le massif abritait encore plusieurs glaciers au début du XXe siècle. Sur les versants italiens, au début des années 1930, ils totalisaient une surface d'environ 200 hectares. Au début du XXIe siècle, ces glaciers ont disparu, ou sont réduits à l'état de glace inerte située sous la moraine. Au début du XXe siècle, les principaux glaciers du massif étaient les suivants :
| Nom                                              | Surface vers 1930 | Nom                   | Surface vers 1930 |
| ------------------------------------------------ | ----------------- | --------------------- | ----------------- |
| Glacier du Clapier                               | 40 ha             | Glacier de Cessole    | 5 ha              |
| Glacier de Peirabroc                             | 15 ha             | Glacier du Lourousa   | 12 ha             |
| Glacier de la Malédie                            | 31 ha             | Glacier du Corborant  | 7 ha              |
| Glacier Murajon                                  | 14 ha             | Glacier de Schiantala | 11 ha             |
| Glaciers du Gélas (est, nord-est, nord et ouest) | 43 ha             | Glacier de l'Ubac     | 9 ha              |

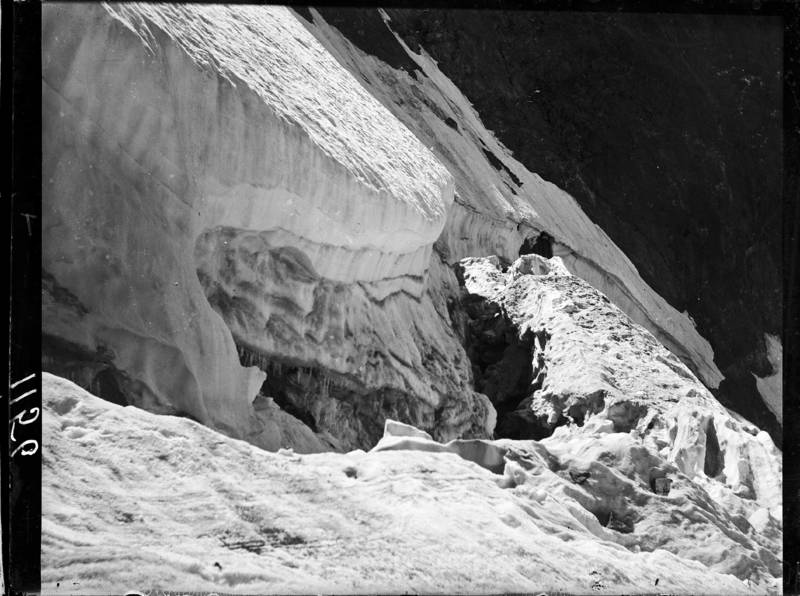
Rimaye du glacier du Gélas (Alpes-Maritimes), 13 août 1898.
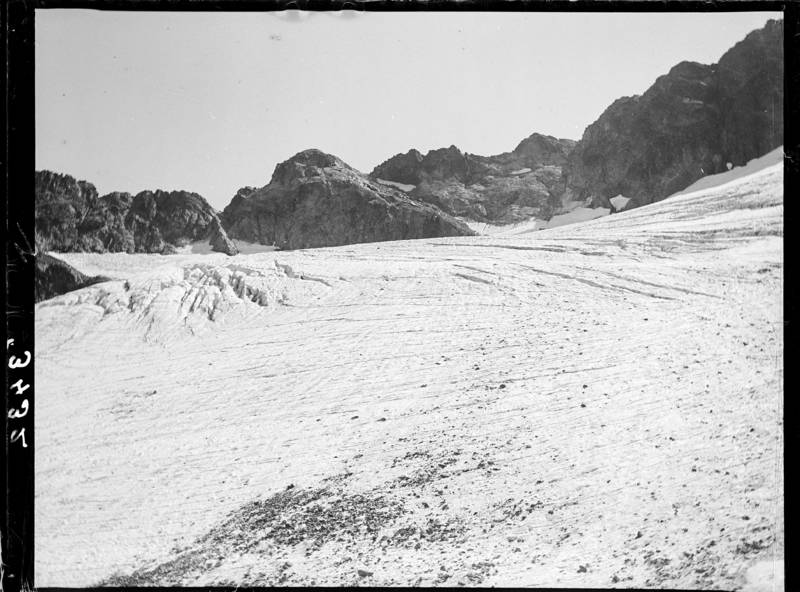
Glacier du Gélas (Alpes-Maritimes), 30 août 1906.
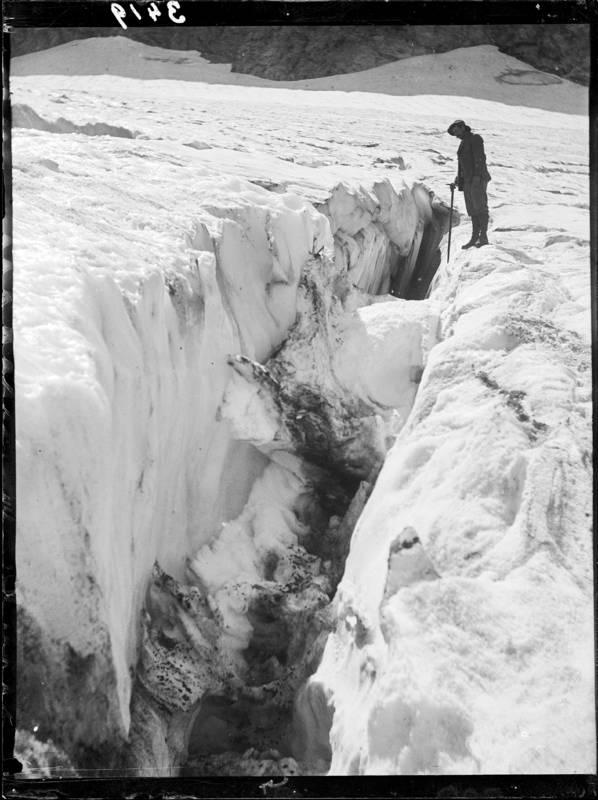
Le guide Jean Plent devant une crevasse du glacier du Clapier, le 29 août 1906.

### Géologie

#### Orogenèse

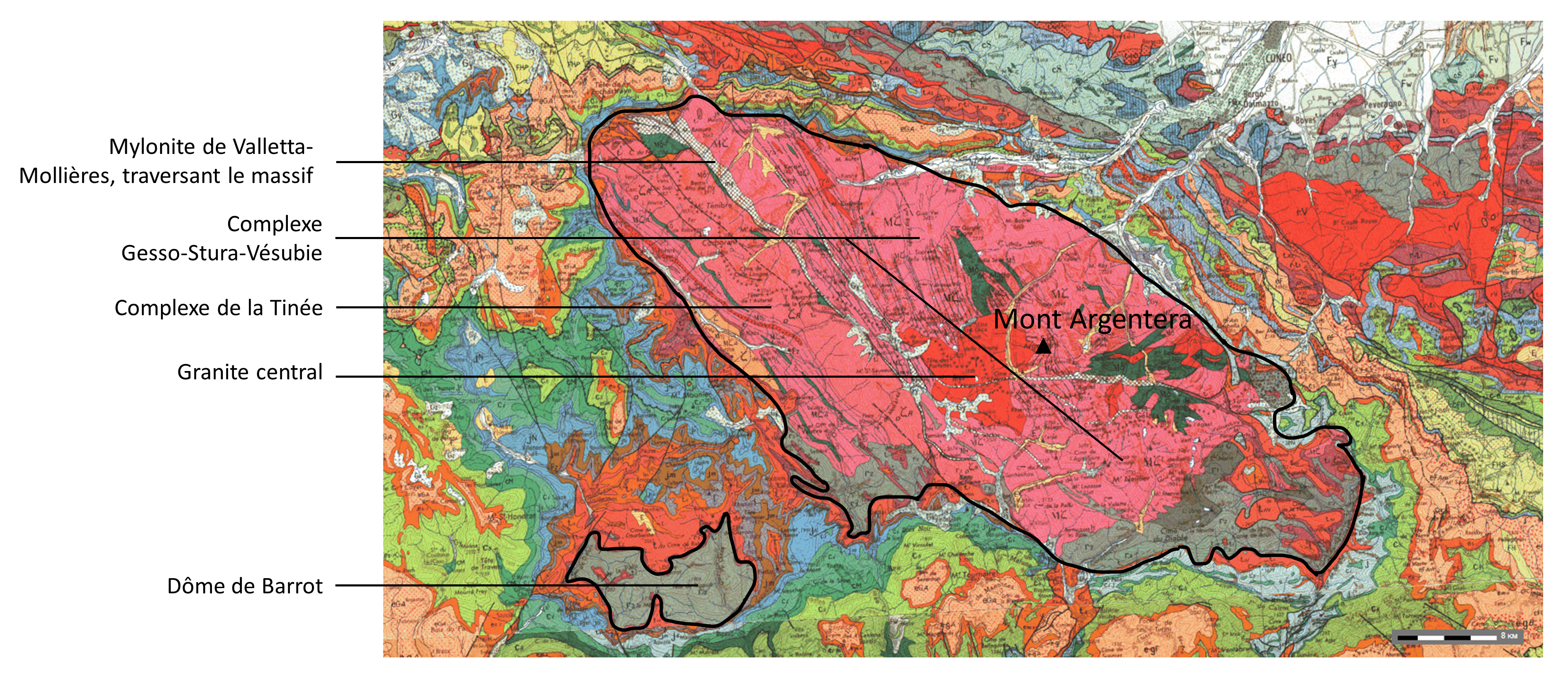
Carte géologique du massif du Mercantour-Argentera (forme elliptique schématisée en noir).

Le massif, au sens géologique, possède une forme elliptique d'axe nord-ouest – sud-est et fait partie de l'ensemble des massifs cristallins externes de la chaîne des Alpes, dont il est le plus méridional. Le massif est donc un fragment de la croûte continentale de la chaîne hercynienne. Il a subi par la suite les déformations et le métamorphisme alpin : les événements de l'orogenèse alpine s'y superposent donc aux événements paléozoïques, pour constituer un massif de roches cristallines très anciennes (au moins 350 millions d'années).
Quatre complexes principaux peuvent être distingués au sein du massif, :
- le complexe de la Tinée (constitué de migmatites et de gneiss)[27] ;
- le complexe Gesso-Stura-Vésubie (composé de migmatites, anatexites et amphibolites)[27] ;
- les granites permiens, au centre du massif[27] ;
- la mylonite de la Valletta-Mollières, traversant le massif de part en part, selon l'axe nord-ouest – sud-est, composée principalement de micaschistes[27].

Les géologues associent aussi le dôme de Barrot au massif principal. En effet, cet îlot situé au sud-ouest de la zone est géologiquement proche du massif du Mercantour-Argentera : il contient comme ce dernier des formations permiennes, et possède une unité tectonique avec le massif principal.
À l'est du massif, on rencontre des roches sédimentaires plus récentes comme du calcaire, du schiste, ou le grès violacé de la vallée des Merveilles. C'est également le cas au nord et à l'ouest du massif, sur les bordures des vallées de l'Ubaye, de la Tinée et du Var, où les alluvions sont encore présentes.
Sur le terrain, des affleurements de granite sont visibles au caïre du Préfouns, à la tête de Claus ou à la pointe Giegn par exemple. La zone du dôme de Barrot permet quant à elle, sur un espace réduit, d'observer un paysage d'une grande richesse géologique.

#### Glaciations
L'impact des périodes glaciaires sur le massif est connu à travers l'étude des glaciations alpines. Si la connaissance des glaciations très anciennes à anciennes, relativement au massif, reste parcellaire au début du XXIe siècle, l'impact des glaciations de Riss et de Würm sur le massif est mieux établi depuis le début du XXe siècle, et ce, même si la glaciation de Würm a notablement remodelé les paysages et altéré les traces morainiques de la glaciation de Riss. L'analyse des données de terrain, en particulier dans la vallée italienne de la Stura di Demonte, permettent d'établir le maximum glaciaire durant la période de Riss. Cette avancée maximale de la langue glaciaire, se situait, par exemple dans la Vésubie coté français, entre les localités de Saint-Martin-Vésubie et de Lantosque. Durant la période würmienne, le glacier de la Gordolasque, particulièrement conséquent, atteignait par exemple une épaisseur de 300 mètres.
Les traces laissées par ces glaciers sont visibles au sein du massif : les blocs erratiques ainsi que les roches raclées ou polies par l'action des glaces (appelées chiappes) y sont répandues, en particulier dans les vallées des Merveilles et de Fontanalbe.

#### Sismicité
La partie française du massif est située majoritairement dans une zone de sismicité moyenne (niveau 4 sur l'échelle nationale française allant de 1 à 5, 5 étant le niveau de risque le plus élevé). La vallée de la Vésubie en particulier a été touchée par des séismes importants au cours des XVe, XVIe et XVIIe siècles. La partie italienne du massif se situe en zone de sismicité faible à moyenne (niveau 3 sur l'échelle nationale italienne allant de 1 à 4, 1 étant le niveau de risque le plus élevé).

#### Glissement de terrain
Le glissement de terrain dit de « La Clapière », situé en rive gauche de la Tinée, à 1 km en aval du village de Saint-Étienne-de-Tinée, constitue l'un des mouvements de terrain les plus importants de France en volume et en vitesse de déplacement, au début du XXIe siècle. Il est largement étudié depuis les années 1980,.

### Climat
Le climat du massif est de type montagnard. Les étés sont chauds et secs, et les hivers sont doux. Cependant, les situations climatiques au sein du massif sont particulièrement riches. En effet, celui-ci est soumis à l'influence alpine, au nord, et à l'influence de la Méditerranée, au sud. Le massif a donc tendance à bénéficier de températures, en moyenne et pour une altitude donnée, plus douces que les massifs situés plus au nord. De plus, l'existence de trois topoclimats (adret, ubac et fond de vallée) est y attestée, grâce aux relevés des stations météorologiques installées dans la haute Vésubie. La pluviosité sur le massif diminue d'est en ouest, la vallée de la Roya bénéficiant de la pluviosité la plus élevée et celle du Var de la pluviosité la moins élevée. Globalement, les précipitations y sont abondantes (plus de 1 000 mm par an) et en général violentes, particulièrement à l'automne. Le massif est particulièrement sensible à l'effet de foehn et est soumis à l'influence de la dépression du golfe de Gênes, responsable notamment de vents froids soufflant sur le massif depuis l'est, comme la lombarde. En hiver, l'enneigement suit la même distribution géographique que les précipitations, et atteint souvent plusieurs mètres. Le massif est également soumis au réchauffement climatique, à hauteur de 0,3 °C par décennie sur la période 1959-2009.
| Mois                                                        | Janvier      | Février      | Mars         | Avril        | Mai          | Juin        | Juillet     | Août        | Septembre   | Octobre      | Novembre     | Décembre     |
| ----------------------------------------------------------- | ------------ | ------------ | ------------ | ------------ | ------------ | ----------- | ----------- | ----------- | ----------- | ------------ | ------------ | ------------ |
| Record de température maximale (C°), et année d'observation | 19,0 (2007)  | 20,0 (2016)  | 19,0 (2018)  | 21,3 (2022)  | 29,0 (2015)  | 27,5 (2004) | 30,0 (1982) | 30,0 (2017) | 27,0 (2007) | 22,5 (2018)  | 19,5 (2015)  | 15,5 (1986)  |
| Température maximale moyenne (C°)                           | 3,3          | 4,4          | 6,9          | 9,1          | 13,5         | 17,7        | 21,0        | 20,8        | 16,5        | 12,3         | 7,2          | 3,8          |
| Température minimale moyenne (C°)                           | -7,5         | -7,6         | -4,5         | -1,9         | 1,9          | 5,0         | 7,2         | 6,8         | 3,8         | 0,9          | -3,0         | -6,1         |
| Record de température minimale (C°), et année d'observation | -22,0 (1985) | -22,0 (1986) | -20,0 (2005) | -14,5 (1991) | -11,0 (1991) | -3,0 (2006) | -0,5 (1993) | -4,5 (1986) | -6,0 (2001) | -11,0 (2003) | -17,0 (2010) | -18,0 (2005) |
| Cumul de précipitations moyen (mm)                          | 103,2        | 59,7         | 77,8         | 125,7        | 116,4        | 89,7        | 75,2        | 71,9        | 98,7        | 166,5        | 181,0        | 109,0        |

### Faune et flore
Le massif du Mercantour-Argentera bénéficie d'une richesse biologique exceptionnelle, avec un taux d'endémisme très élevé.

#### Flore
Le massif abrite plus de 2 000 espèces végétales, ce qui représente plus de la moitié des espèces présentent en région Provence-Alpes-Cote-d'Azur, et plus de 40 % de la flore indigène française.
L'étage supra-méditerranéen est dominé par des forêts de Frêne commun (Fraxinus excelsior) et de Châtaignier (Castanea sativa). Du côté de l'adret, les pentes sont largement peuplées par des formations de Genévrier (Juniperus thurifera).
À l'étage subalpin, le Mélèze (Larix decidua) et le Pin cembro (Pinus cembra) dominent, en mixité avec des landes à Rhododendron (Rhododendron ferrugineum). Des mégaphorbiaies bien développées de l'Adenostylion alliariae, bordent les nombreux cours d'eau de l'étage subalpin. Ces friches humides comprennent des espèces endémiques, comme le Chérophylle élégant (Chaerophyllum elegans), le Séneçon de balbis (Tephroseris balbisiana), le Cirse des montagnes (Cirsium alsophilum) ou le Doronic d'Autriche (Doronicum austriacum). Lacs et bassins acides à Laîche noire (Carex nigra) permettent d'observer Caricion fuscae qui abritent des espèces rares telles que la Drosera à feuilles rondes (Drosera rotundifolia), la Laîche courte (Carex canescens) et diverses espèces de sphaignes (Sphagnum auriculatum, Sphagnum teres, Sphagnum russowii, Sphagnum warnstorfii).
Les parois rocheuses siliceuses, situées sur les étages subalpins à alpins, sont dominées par des espèces endémiques : le Silène à feuilles en cœur (Silene cordifolia) et la Saxifrage à fleurs nombreuses (Saxifraga florulenta). Les parois calcaires sont également peuplées d'espèces endémiques : le Silène campanule (Silene campanula) et la Raiponce à feuilles en cœur (Phyteuma cordatum).
À l'étape alpin, les lacs, nombreux dans le massif, sont peuplés de Rubanier à feuilles étroites (Sparganium angustifolium) du Littorellion uniflorae. Les combes à neige silicicoles, également répandues à l'étape alpin, permettent le développement du Salicetum herbaceae,.

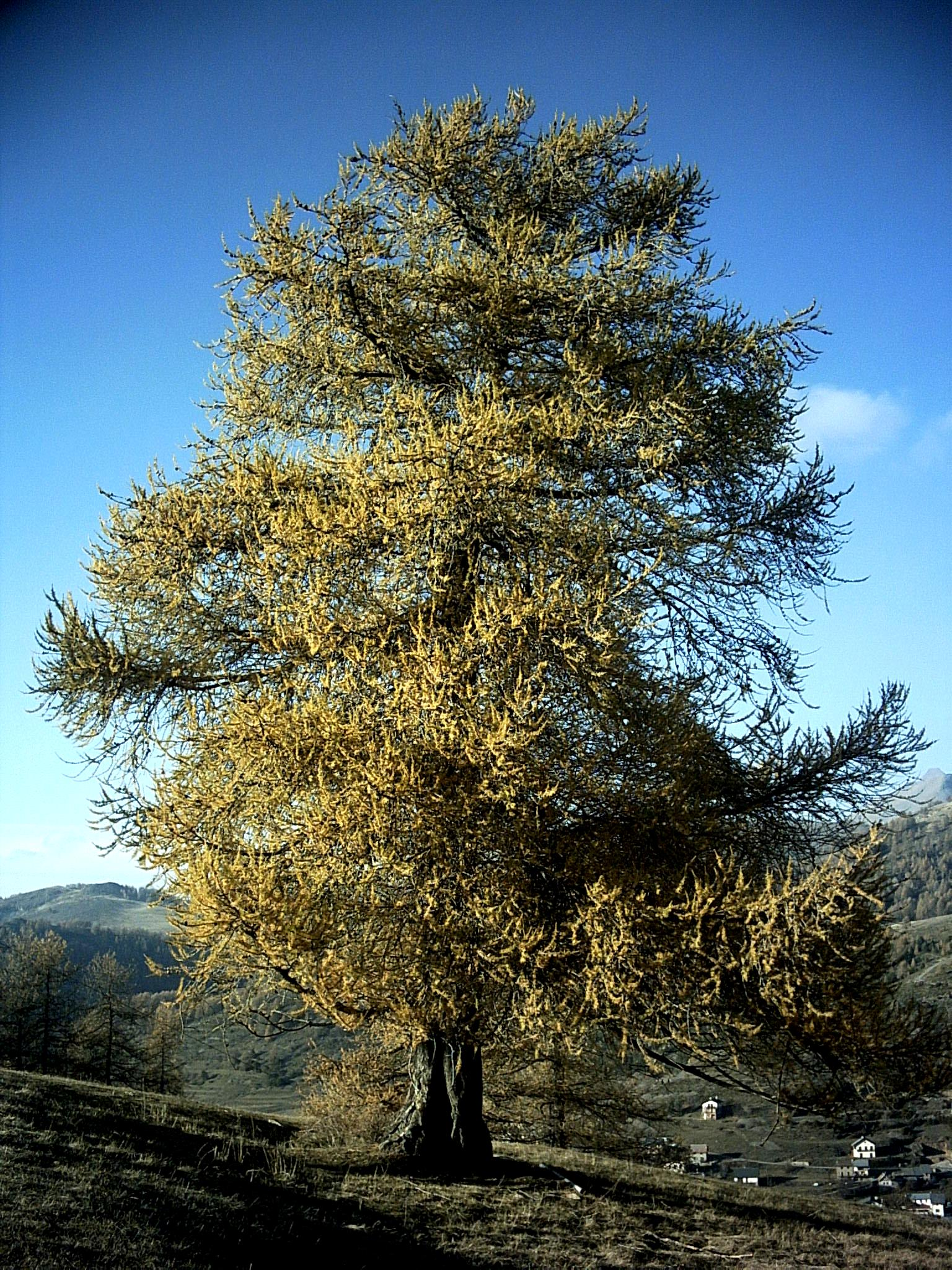
Un mélèze près de Beuil.
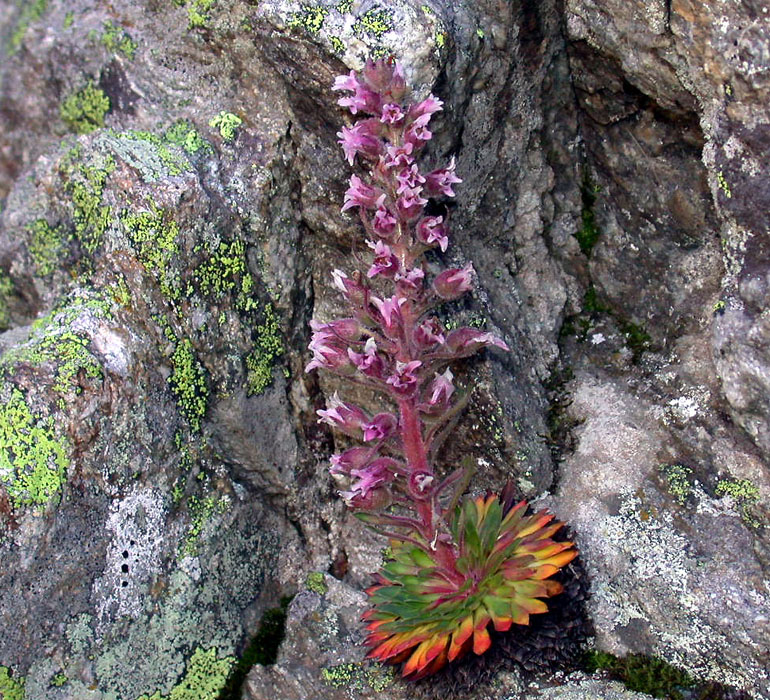
La saxifrage à nombreuses fleurs.
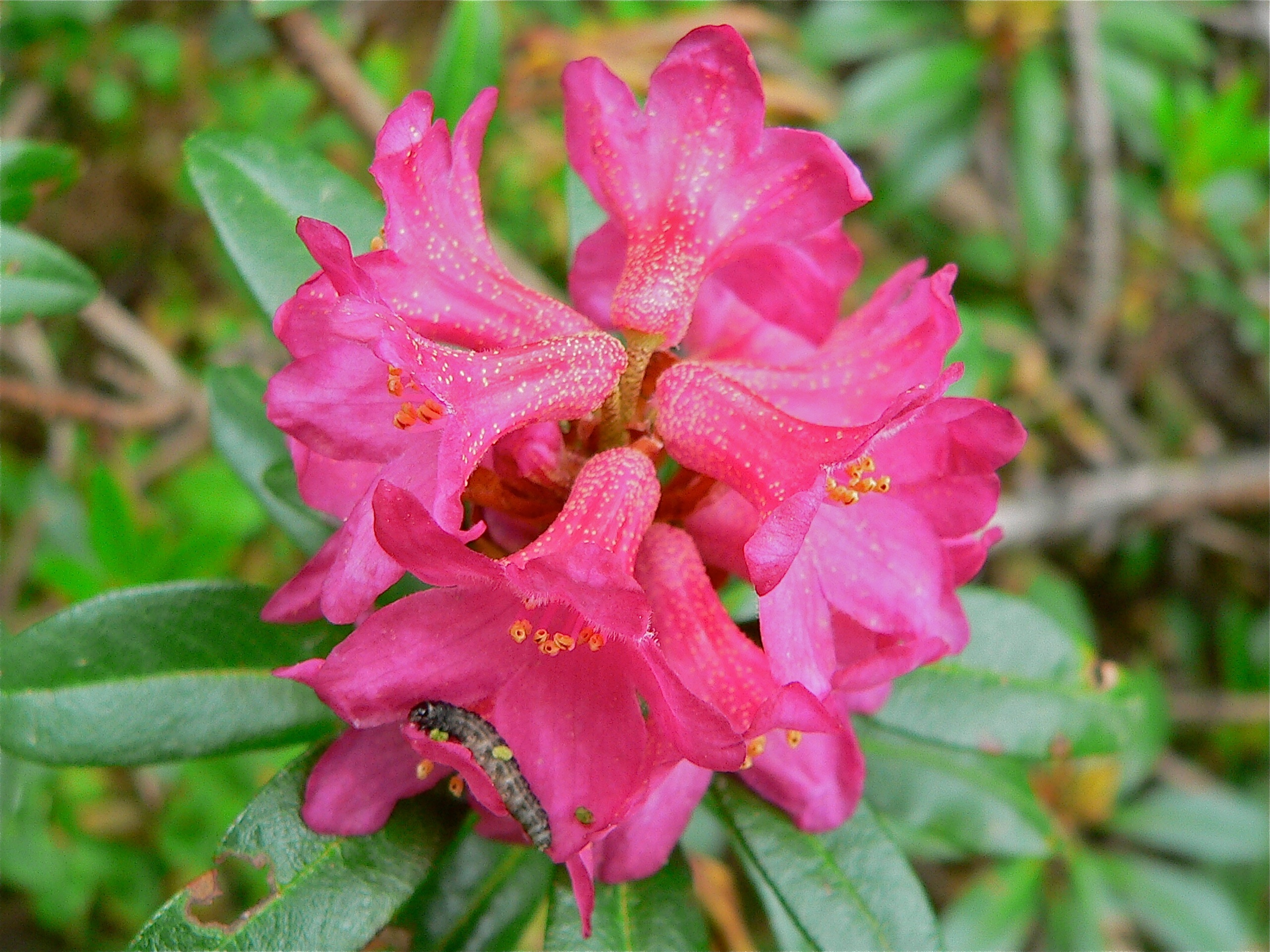
Rhododendron à la Madone de Fenestre.
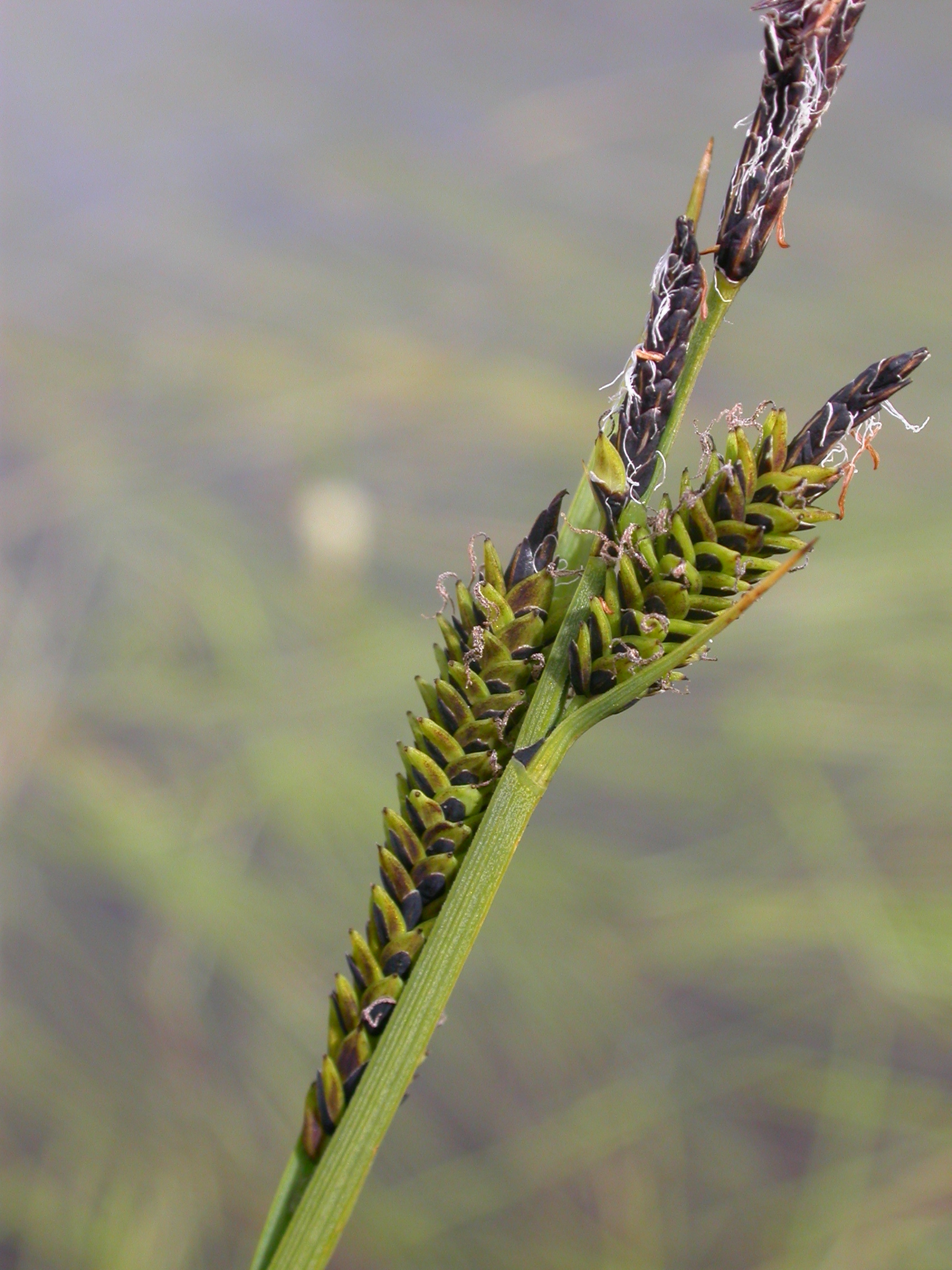
Laîche noire (canton du Valais, Suisse).

#### Faune
Le massif est peuplé de très nombreuses espèces animales, dont 94 d'intérêt patrimonial et 47 sont déterminantes.
Les mammifères du massif sont souvent des espèces rares ou menacées localement, telles que : le Bouquetin des Alpes (Capra ibex, déterminant), ruminant alpin dont les effectifs restent peu élevés, vivant entre 2 000 m et 3 500 m d'altitude, le Lièvre variable (Lepus timidus), le Loup gris (Canis lupus, déterminant), carnivore à nouveau présent depuis 1992 et le Campagnol de Fatio (Microtus multiplex), petit rongeur particulièrement bien adapté au milieu montagnard jusqu'à 2 000 m d'altitude. Différentes espèces de chauve-souris sont également présentes : le Grand rhinolophe (Rhinolophus ferrumequinum, déterminant), la Grande noctule (Nyctalus lasiopterus), le Petit Rhinolophe (Rhinolophus hipposideros) espèce en régression présente jusqu'à 2 000 m d'altitude, la Noctule de Leisler (Nyctalus leisleri), présente jusqu'à 2 200 m d'altitude, la Sérotine de Nilsson (Eptesicus nilssonii, déterminante), espèce en danger, présente jusqu'à 2 300 m d'altitude, le Vespère de Savi (Hypsugo savii), espèce forestiere pour la chasse et rocheuse pour les gîtes, présente jusqu'à 2 400 m d'altitude, la Barbastelle commune (Barbastella barbastellus, déterminante), espèce vulnérable et en régression, présente jusqu'à 2 000 m d'altitude, le Molosse de Cestoni (Tadarida teniotis), espèce dont les effectifs restent faibles, présente jusqu'à 2 500 m d'altitude et le Murin à oreilles échancrées (Myotis emarginatus, déterminante).
De nombreuses espèces d'oiseaux sont présentes, dont 3 sont déterminantes : le Faucon pèlerin (Falco peregrinus), la Chouette de Tengmalm (Aegolius funereus), présente jusqu'à 2 300 m d'altitude, et la Chevêchette d'Europe (Glaucidium passerinum). Plusieurs autres espèces remarquables peuplent le massif, telles que : Aigle royal (Aquila chrysaetos), Lagopède alpin (Lagopus mutus), Tétras lyre (Tetrao tetrix), Perdrix bartavelle (Alectoris graeca), Grand-duc d'Europe (Bubo bubo), Cincle plongeur (Cinclus cinclus), Tichodrome échelette (Tichodroma muraria), Monticole de roche (Monticola saxatilis), Crave à bec rouge (Pyrrhocorax pyrrhocorax), Gros bec casse noyaux (Coccothraustes coccothraustes), Venturon montagnard (Carduelis citrinella), Niverolle alpine (Montifringilla nivalis) et Bruant ortolan (Emberiza hortulana).
Quelques amphibiens et reptiles se trouvent également dans le massif. Chez les amphibiens, citons le Spélerpès de Strinatii (Speleomantes strinatii), très localisée dans la région, présente entre 0 et 2 400 m d'altitude. Chez les reptiles, citons le Lézard des souches (Lacerta agilis, déterminante), présent jusqu'à 2 000 m d'altitude et dont les populations locales sont isolées et fragmentées.
Les insectes sont également représentés par des espèces rares ou endémiques. Citons la Cordulie des Alpes (Somatochlora alpestris, déterminante), présente jusqu'à 2 200 m d'altitude, le Criquet de la Bastide (Chorthippus saulcyi daimei, déterminant), l'Analote ligure (Anonconotus ligustinus, déterminante), sauterelle aux ailes atrophiées, l'Analote du Mercantour (Anonconotus mercantouri), sauterelle endémique de la haute vallée de la Vésubie, Acalypta visolensis (déterminante), menacée d'extinction. 6 espèces de coléoptères sont également déterminantes (Amara lantoscana, Licinus oblongus, Cychrus angulicollis, menacée d'extinction, Bembidion decorum decorum, Trechus delarouzeei, Tragosoma depsarium).
Enfin, chez les mollusques gastéropodes, citons l'Escargot de Nice (Macularia niciensis niciensis), protégée en France, et présente jusqu'à 2 500 m d'altitude.

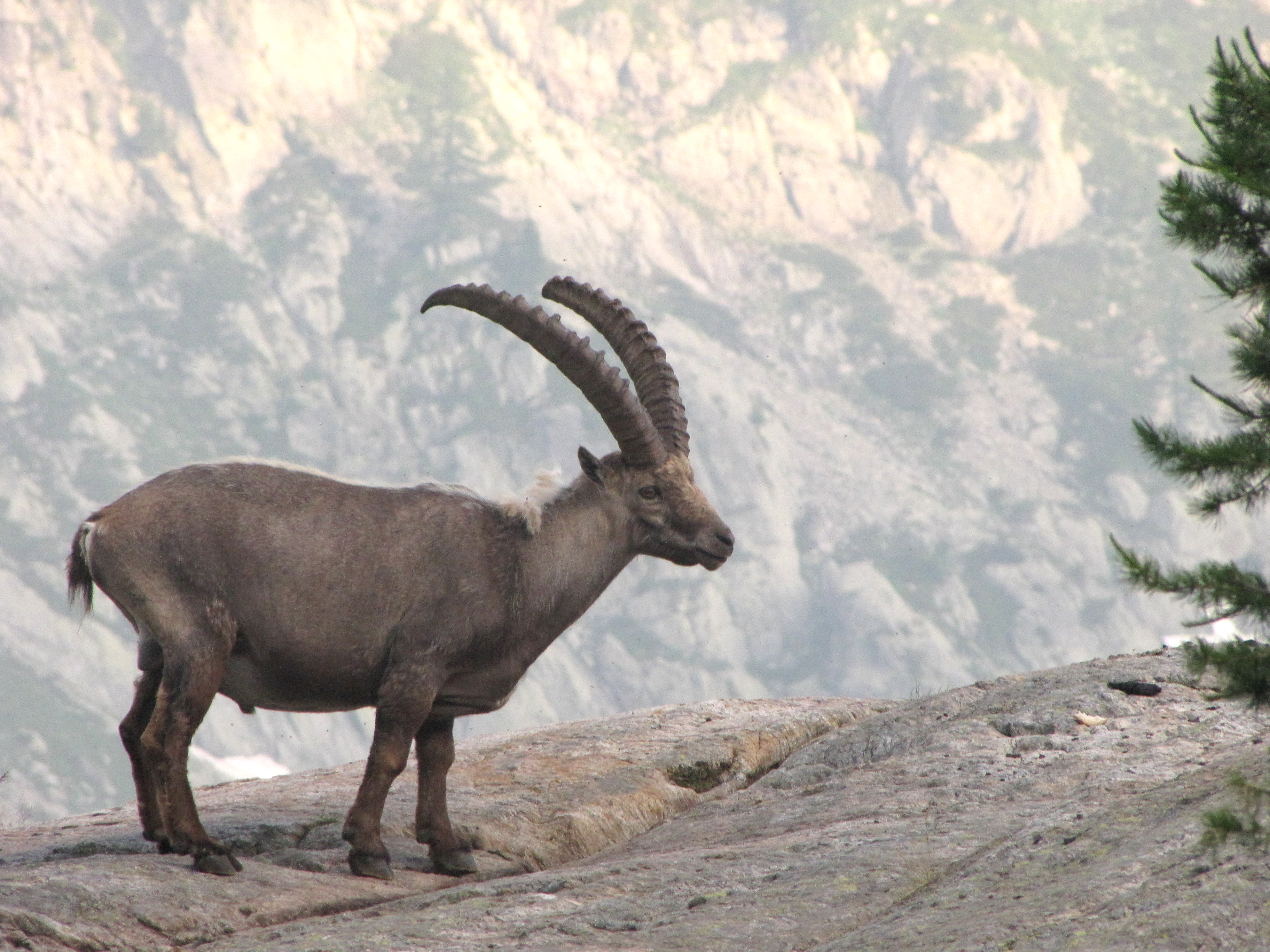
Bouquetin mâle à proximité du refuge de la Cougourde.
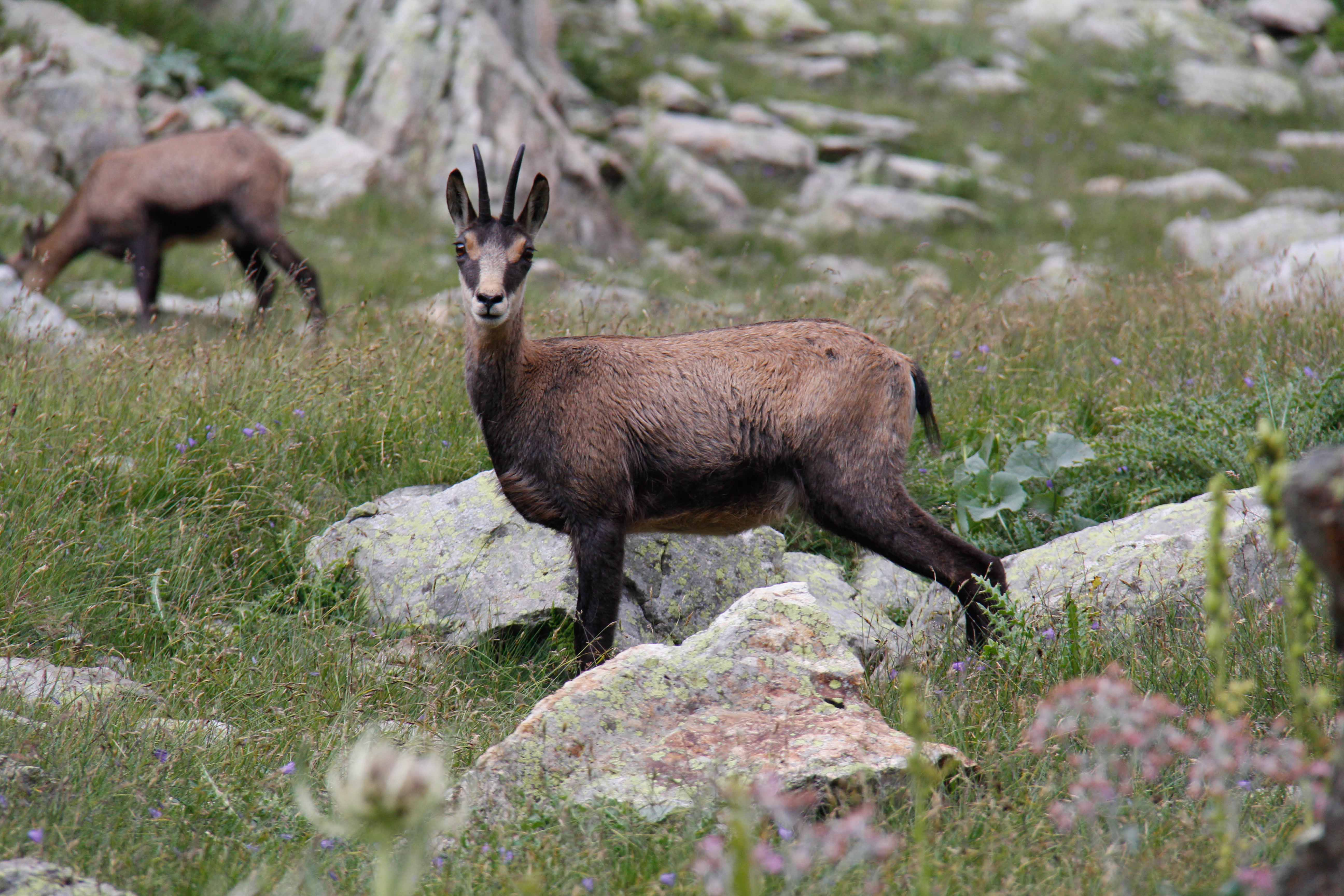
Chamois à la Madone de Fenestre.
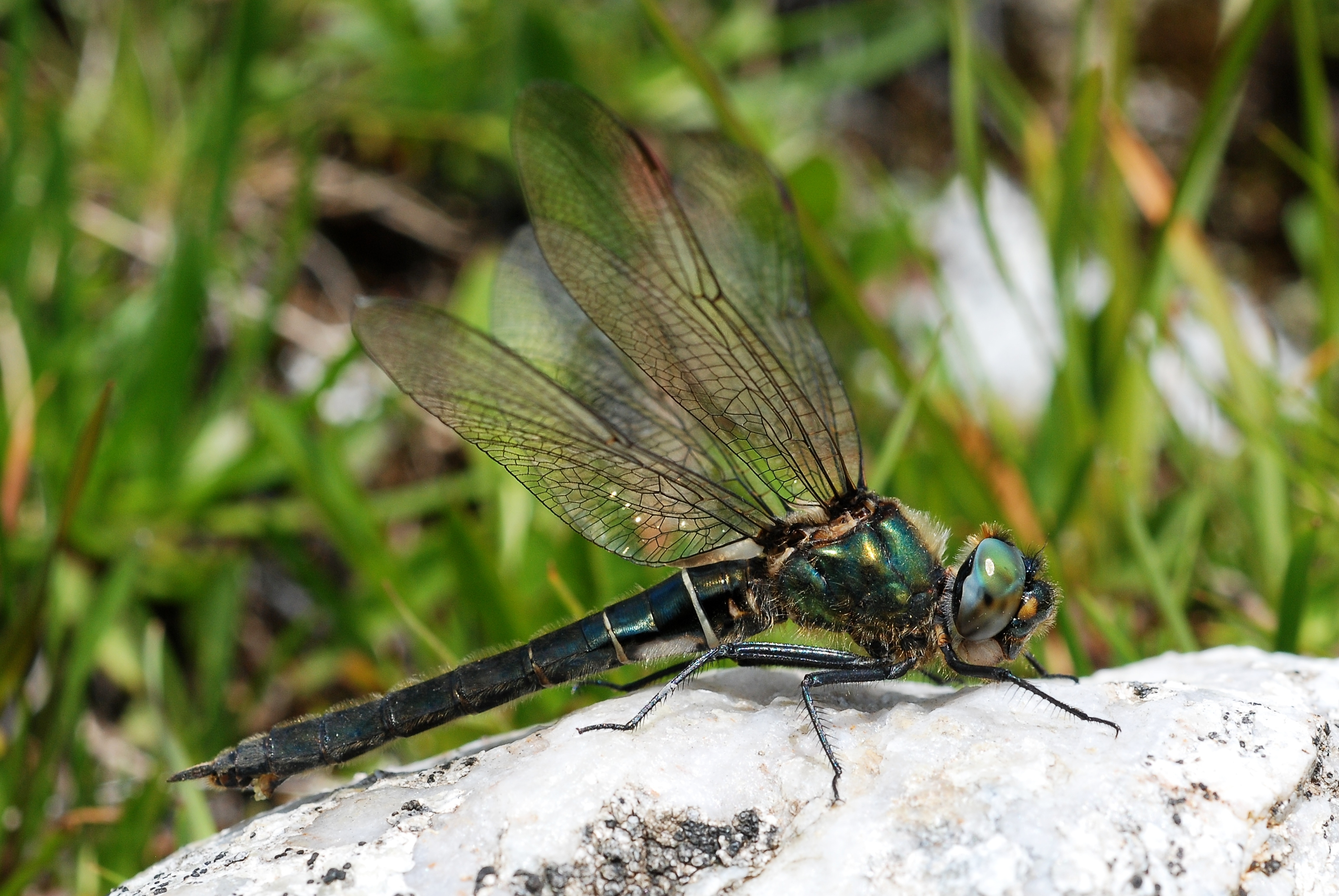
Cordulie des Alpes (parc national de la Vanoise).
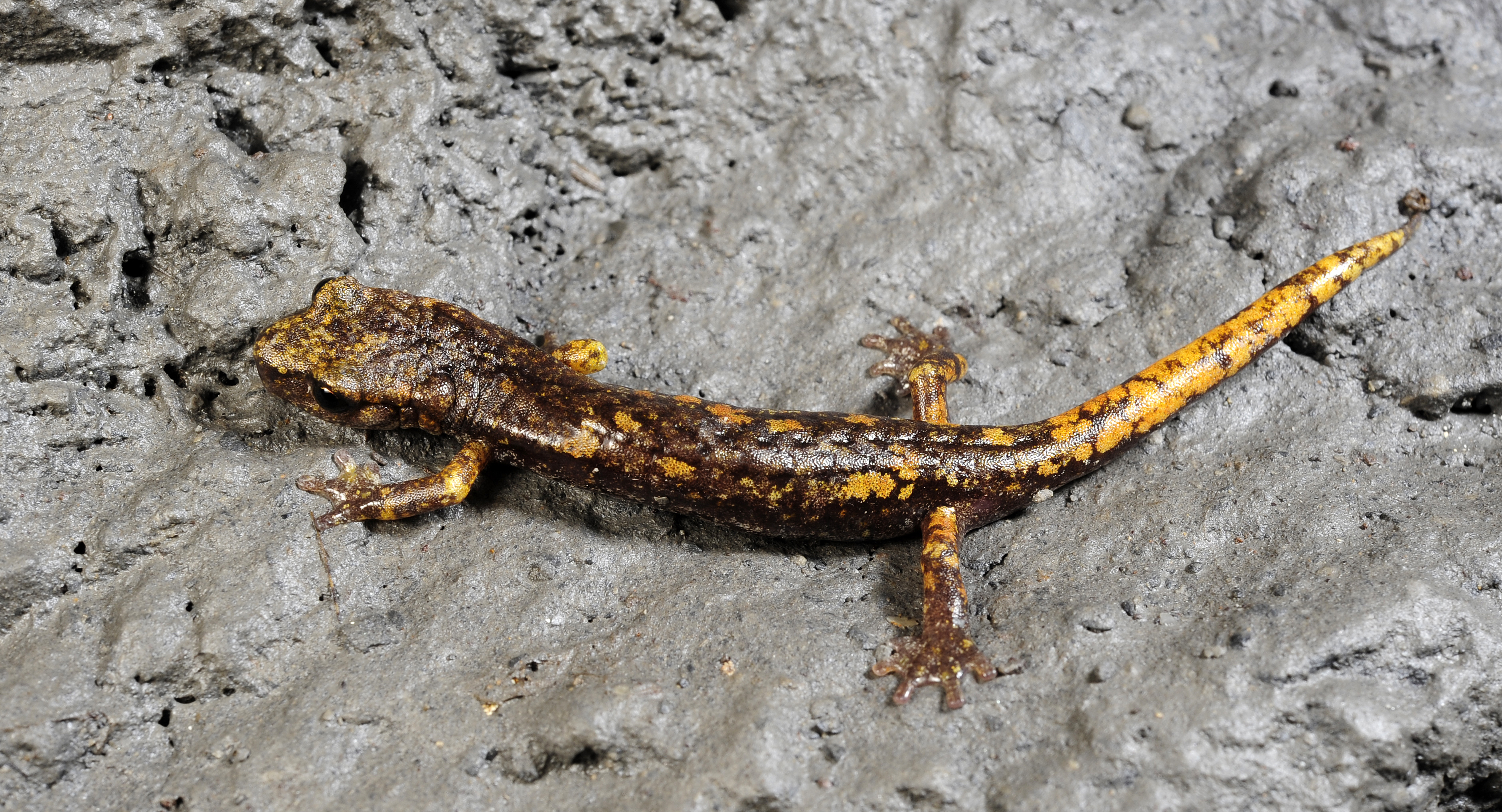
Spélerpès de Strinatii.

### Populations

#### Urbanisation et démographie
Les principales zones urbanisées du massif, sur sa partie française, sont constituées de communes rurales, de types « bourgs ruraux », ou appartenant à des « zones rurales à habitat dispersé ou très dispersé », au sens de la grille communale de densité de l'INSEE. Au sein du massif, sont présents les villes et villages suivants :
- à l'ouest : Entraunes, Saint-Martin-d'Entraunes, Châteauneuf-d'entraunes, Péone, Beuil, Guillaumes, Daluis, Pierlas, Rigaud, Lieuche, Thiéry, Touët-sur-Var, Puget-Théniers ;
- au centre : Saint-Dalmas-le-Selvage, Saint-Étienne-De-Tinée, Isola, Saint-Sauveur-sur-Tinée, Roubion, Roure, Rimplas, Ilonse, Valdeblore, Clans, Bairols, Tournefort, Marie, La Tour, Venanson, Lantosque, Roquebilière, Belvédère, La Bollène-Vésubie, Saint-Martin-Vésubie ;
- à l'est : Aisone, Roaschia, Valdieri, Entracque, Vinadio, Vernante, Breil-sur-Roya, Fontan, Saorge, Tende, Limone.

La zone centrale du massif est couverte par la structure intercommunale constituée par la métropole Nice Côte d'Azur. L'urbanisation y est réglementée depuis le 25 octobre 2019 par le plan local d'urbanisme métropolitain (PLUM), lequel intègre la charte du parc national du Mercantour,. La densité de population, sur la partie française du massif, est faible : de l'ordre de 10 habitants au km². Le développement de ce territoire est en effet contraint par un relief très accidenté, et il ne comporte que de rares surfaces artificialisées ou agricoles. Les infrastructures de transport y sont également peu développées.
Les villes et villages du massif sont soumis à un exode rural depuis le début du XXe siècle, qui perdure toujours au début du XXIe siècle, en particulier sur la partie italienne du massif,. Cependant, côté français, certains villages voient leur population augmenter de nouveau depuis le début du XXIe siècle (par exemple à Clans, Saint-Martin-Vésubie, Valdeblore, Belvédère, Lantosque, Saint-Étienne-de-Tinée ou Entraunes).
Sur la partie française du massif, l'aire d'adhésion du parc national du Mercantour couvre quant à elle, en 2022, 23 communes, représentant 20 600 habitants,. Et sur la partie italienne du massif, les 5 communes du parc naturel des Alpes maritimes (Aisone, Entracque, Roaschia, Valdieri et Vernante) représentent en 2011 un peu plus de 3 000 habitants.
Les hameaux les plus hauts côté français sont Mollières, dans le haut Boréon (1 572 m), et Bousieyas (1 960 m, rattaché à la commune de Saint-Dalmas-le-Selvage). Au début du XXIe siècle, ces hameaux ne sont plus occupés que de façon saisonnière.

#### Architecture
Deux types d'habitat sont à distinguer au sein du massif : le bâti concentré et urbain d'une part (villes et villages), qui correspond à un habitat permanent, et le bâti dispersé et rural d'autre part, qui correspond à un habitat temporaire (granges, cabanes...).
L'architecture traditionnelle du massif possède certains traits caractéristiques du bâti montagnard : adaptation des constructions à la pente, implantation sur l'adret, utilisation de matériaux disponibles localement sur le site de construction. Mais au-delà du bâti destiné à l'habitat, le massif possède des éléments architecturaux caractéristiques comme les fontaines et lavoirs, les terrasses de culture, des moulins à huile (jusqu'à 700 m d'altitude) et certaines décorations colorées présentes en façade.
Une nette influence italienne est visible dans la vallée de la Roya, avec des maisons aux couleurs rouges ou ocres, de petites places avec des arcades, de nombreuses loggias, des clochers à bulbes avec des tuiles de couleurs… Cette influence italienne diminue dans la vallée de la Vésubie. Mais on y voit apparaître, tout comme dans la Tinée, de nombreuses petites granges, dispersées des fonds de vallée jusqu'à l'alpage, à environ 2 000 m d'altitude. À l'intérieur de l'enceinte des villages du massif, l'espace est souvent réduit : les ruelles sont étroites, et les maisons sont hautes, avec parfois des différences de hauteur du bâti, d'un côté à l'autre des rues, du fait de la déclivité.
En ce qui concerne les toitures, la tuile canal domine dans les basses vallées, mais celle-ci est remplacée par la lauze de schiste ou le bardeau de mélèze dans les hautes vallées. La chaume de seigle est également utilisée, en particulier pour les granges. Le mortier de chaux est utilisé pour la maçonnerie, et la pierre, en blocs généralement non équarris, y est abondante, voire dominante sur la partie italienne du massif,.
Le grenier-séchoir, élément architectural caractéristique du massif, est placé au-dessus de la maison. Il servait au séchage et à la conservation des denrées, dans des villages vivant en quasi-autarcie. Son utilisation est donc d'autant plus présente que l'on s'éloigne du littoral. D'une manière générale, les espaces de stockage et de séchage représentent une part visible importante des bâtiments du massif.
Les granges sont généralement constituées d'une base en pierres sèches ou maçonnées, et d'une partie haute constituée d'un ou deux étages. Cette partie haute, la plupart du temps en mélèze, ou parfois en pin sylvestre est généralement formée de rondins de bois empilés, de type blockbau,. L'ensemble est surmonté d'un fenil. L'étage d'habitation étant toujours l'étage intermédiaire.
Les fontaines et les lavoirs sont très présents dans les villages du massif. Ils faisaient partie des lieux de fréquentation importants, le développement de l'eau courante en milieu rural ne s'étant accéléré qu'au milieu du XXe siècle.
Les terrasses de culture, indispensables du fait des pentes souvent abruptes, ont été créées au prix d'un effort très important des populations locales. Elles visent deux objectifs : la prévention de l'érosion par l'eau des terres cultivables, et l'extension de la surface cultivable, en particulier du fait de la poussée démographique des XVIe siècle et XVIIe siècle.
Au niveau décoratif, le bâti des vallées est d'autant plus coloré que l'on se rapproche de l'Italie. Les façades sont peintes avec des couleurs chaudes, et peuvent inclure des motifs, des frises ou des trompe-l'œil,.
Depuis les années 1970, on voit se développer une conscience de la valeur du patrimoine bâti du massif, avec par exemple la publication de manuels de recommandations relatifs à l'architecture et la restauration du bâti,. En effet, les granges d'altitude du massif, constituées principalement de bois, tendent à disparaître.

#### Linguistique
Le massif est géographiquement et historiquement placé sur une zone linguistique charnière, entre la zone occitane à l'ouest, et les zones ligures et piémontaises à l'est,. Ce positionnement en fait un bassin linguistique riche et complexe.

Distribution des dialectes historiques au sein du département français des Alpes-Maritimes.
Occitan : mentonasque
Occitan : vivaro-alpin intermédiaire
Occitan : vivaro-alpin alpin
Occitan : maritime
Occitan : niçois
figoun (ligure, éteint et remplacé par le maritime)
Royasque : ligure
Brigasque : ligure
Tendasque : ligure

Les langues parlées historiquement dans le massif varient donc selon les vallées et les villages. La tendance linguistique qui se dessine est une influence de l'occitan à l'ouest du massif et une influence du ligure et du piémontais à l'est du massif. Cependant, les langues du massif forment un groupe linguistique à part entière, avec des caractéristiques propres, qui les distinguent de leurs voisines provençales et transalpines,. Ce groupe linguistique comprend un dégradé de dialectes, dérivés les uns des autres et s'influençant mutuellement. Cette diversité de dialectes est dominée par le vivaro-alpin ou gavot, mais inclut également des dialectes locaux, comme le tendasque ou le brigasque. Des dictionnaires édités au XXIe siècle existent, de et vers le français, pour plusieurs de ces dialectes locaux,.
Les vallées du Gesso, de la Stura et de la Vermenagna font d'ailleurs partie d'un ensemble plus large, appelé vallées occitanes, et dont les populations sont reconnues légalement en Italie comme « minorité linguistique historique occitane » depuis 1999.
Le nombre de locuteurs des langues occitane et ligure alpines est cependant en diminution et celles-ci sont répertoriées dans l'Atlas des langues en danger dans le monde, publié par l'UNESCO. En effet, les langues nationales que sont le français et l'italien tendent à supplanter les dialectes locaux de part et d'autre du massif.

## Histoire

### Préhistoire

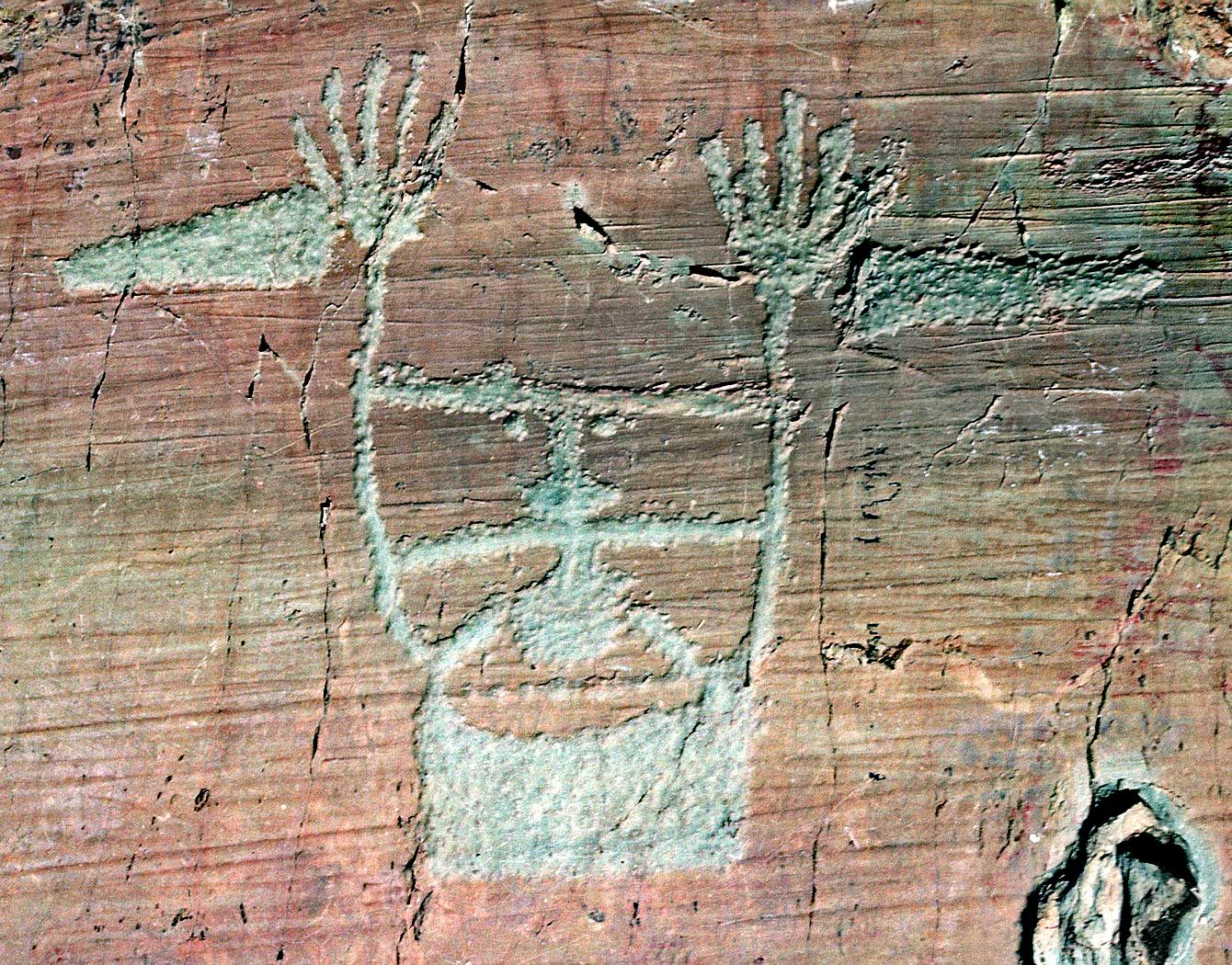
Gravure rupestre de la vallée des Merveilles (ici « le sorcier »).

L'occupation du massif par l'homme commence au Néolithique, et la colonisation des vallées alpines remonte au Ve millénaire av. J.-C. Viennent ensuite l'organisation de la transhumance et l'exploitation des pâturages, activités attestées dès l'âge du cuivre. Les gravures rupestres de la vallée des Merveilles, témoignage par excellence du passage de l'homme dans le massif, sont situées entre 2 000 et 2 600 m d'altitude. Elles sont datées de l'âge du cuivre et de l'âge du bronze. Ces gravures témoignent de préoccupations religieuses, agricoles, ou de tentatives de mesure de l'écoulement du temps. Durant l'âge du bronze, l'activité métallurgique se développe et le semi-nomadisme se poursuit : des abris de bergers sont identifiées dans cette zone comme lieux de passage saisonniers,. Cependant, le développement des activités humaines d'altitude connaît un fort ralentissement entre 1550 et 1050 av. J.-C., du fait d'un refroidissement du climat dans l'arc alpin,. En revanche, des traces de rapports entre communautés protohistoriques sont visibles, y compris à longue distance, à travers certaines armes importées (lance carpatique retrouvée à Coni par exemple). La documentation archéologique augmente à partir de l'âge du bronze final, et indique une stabilisation des zones de peuplement. Les traces d'une présence humaine continue sont visibles par exemple à Valdieri, ou une nécropole fréquentée durant l'âge du bronze récent et final a été identifiée sur la commune : le rituel funéraire y est à incinération et recouvrement de l'urne,. Au début de l'âge du fer, le peuplement du massif s'intensifie, ainsi que les échanges entre les communautés.

### Antiquité
Durant l'Antiquité, la fréquentation du massif et l'utilisation de ses cols, tant par des peuples romains que barbares, sont attestés par les découvertes effectuées à l'occasion des fouilles archéologiques. Les cols sont empruntés pour la circulation des hommes et des marchandises (en particulier le col de Tende). À l'est du massif, ont été identifiés, entre autres : une voie pavée romaine, entre Limone Piemonte et le col de Tende, des pièces de monnaie romaines (retrouvées sur ce même col), des céramiques et de la monnaie romaine dans la grotte-sépulture de la Babula, à Tende, et une cuillère romaine en bronze sur la commune de La Brigue. Le site archéologique de la cime de la Tournerie est un sanctuaire gaulois majeur, dont la fréquentation s'étale entre les Ve et IIe siècles av. J.-C. Il se situe sur la commune de Roubion. De nombreux bijoux et pièces d'armement y ont été retrouvées. Concernant justement la maîtrise des métaux, dans le Valdeblore par exemple, des mines et dépôt de scories ont été identifiés, témoignant d'une activité métallurgique du fer sur le massif, étalée entre le IIe siècle av. J.-C. et le VIIe siècle.
La conquête et la pacification des peuples alpins sont dues à l'empereur Auguste. Une inscription retrouvée à Saint-Dalmas-le-Selvage en témoigne, : « […] FVLVIVS […] DEVICTIS ET SVPERATIS LIGVRIBVS VAGIENNIS VEDIANTIBVS MONTANIS ET SALLAVICIS », qui peut se traduire par : « (le légionnaire) Fulvius (…) a vaincu et soumis les (tribus) ligures des Bagienni, Vediantii, Montani et Sallavici ». Les « Montani » étant un terme générique latin désignant les tribus montagnardes. Cette conquête alpine est glorifiée à travers le trophée d'Auguste, ou trophée des Alpes, situé au pied du massif, à La Turbie et datant de 7-6 av. J.-C. La liste des 44 peuples alpins conquis par Rome est gravée sur le monument lui-même, incluant des peuples celto-ligures, présents dans la région du massif.
À la fin du Ier siècle, les parties ouest et centrale du massif sont incluses dans la province romaine des Alpes maritimes, et sa partie est se trouve quant à elle dans la IXe région italienne.

### Moyen Âge
Au Moyen Âge, la puissance monastique dominante du massif est l'abbaye San Dalmazzo da Pedona, créée au VIIe siècle, et idéalement située dans la ville de Borgo San Damazzo (anciennement Pédone), à la confluence des 3 vallées italiennes du Gesso, de la Stura et de la Vermenagna. Elle domine la circulation des personnes et des biens entre la plaine du Pô et la Provence. Elle possède également des prieurés et possessions dans les vallées françaises voisines, notamment à Saint-Dalmas-le-Selvage et Saint-Martin-Vésubie.
Au XIe siècle, le massif fait partie des États de Savoie. Par la suite, entre le XIIIe et le XIVe siècle, le massif fait partie de la baillie du val de Lantosque, du comté de Vintimille et du comté de Tende. Au XIVe siècle, par dédition de Nice à la Savoie, est créé le comté de Nice, dont l'ouest et le centre du massif font partie.
Pendant le Moyen Âge, le massif reste un lieu de passage important pour les bergers, de part et d'autre de la ligne de partage des eaux. Au XIIIe siècle, on assiste à de véritables flux migratoires liés à la transhumance, et au XVIe siècle, les bergers de Vinadio et Sambuco se rendent dans les pâturages de la Vésubie en passant par les cols du massif et inversement. Ces pratiques unissaient les communautés et ceci est visible dans les registres des villages des deux versants, qui contiennent des noms en français côté italien et inversement.

#### Les routes du sel
Au Moyen Âge, le transport du sel entre la France et l'Italie emprunte largement le massif. Côté français, la gabelle de Nice organise la logistique, et les chemins empruntés passent par les vallées du Paillon, pour rejoindre différents cols du massif permettant d'accéder au Piémont : col de Sainte-Anne, col de Cerise, col de Frémamorte et surtout col de Fenestre et col de Tende. Au XVIe siècle, 800 tonnes de sel transitent annuellement par la vallée de la Vésubie. Ces « routes du sel » (en réalité des chemins muletiers) ainsi que les nombreux ponts qu'elles empruntaient, devaient être entretenues régulièrement, et voyaient passer un nombre important de marchands, de porteurs et de troupes militaires. Ces activités ont contribué à l'essor économique du massif jusqu'au XIXe siècle,.

### Époques moderne et contemporaine

#### Les frontières au sein du massif

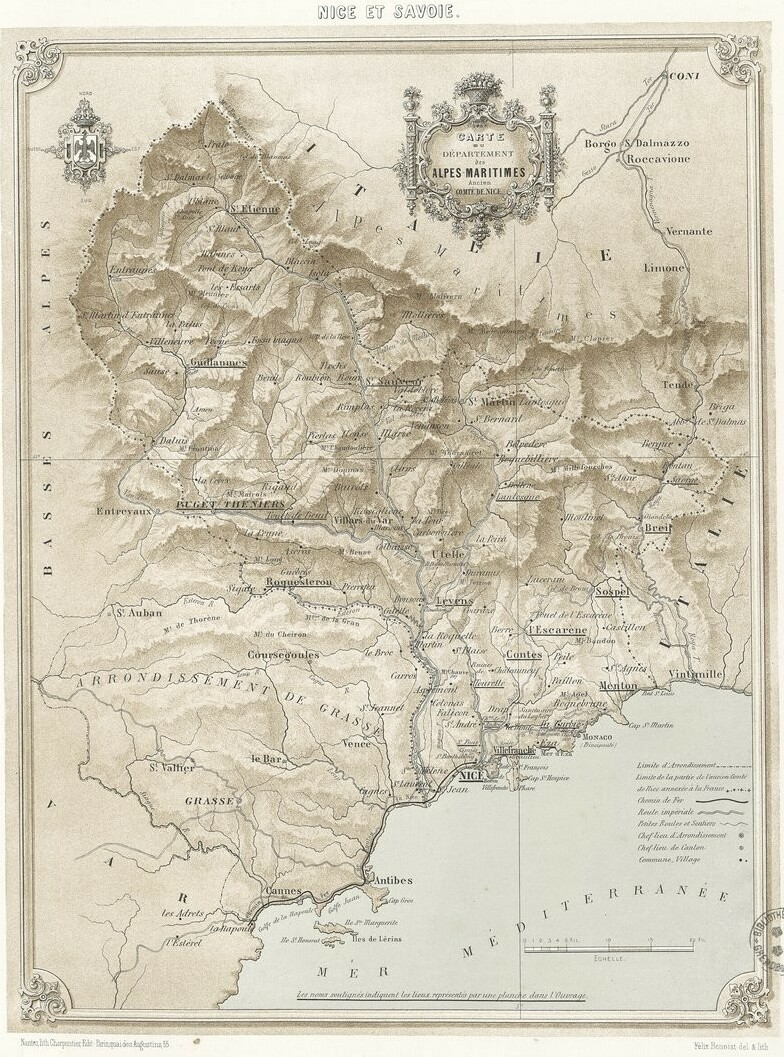
Carte des Alpes-Maritimes après leur rattachement à la France en 1860, lithographie de Félix Benoist, 1864.

À la fin du XVIe siècle, le comté de Tende se rattache aux États de Savoie. Le comté de Nice faisant déjà partie des États de Savoie, le massif se situe désormais entièrement dans les possessions de la maison de Savoie. En 1720, par échange de la Sicile avec la Sardaigne, se crée le royaume de Sardaigne, dans lequel le massif bascule. Le 24 mars 1860, le traité de Turin entérine le rattachement du comté de Nice à la France. La majorité du massif (parties ouest et centrale), jusqu'ici partie du royaume de Sardaigne, est donc rattachée à la France. La partie est du massif et le nord des vallées de la Vésubie et de la Tinée, deviennent italiens.
Cependant, des tensions entre la France et l'Italie apparaissent durant la seconde moitié du XIXe siècle, ce qui débouche sur une militarisation de la frontière avec la construction des ouvrages de Tende (fort Central, fort Pépin, fort Tabourde, fort de la Marguerie, fort Pernante, fort de Giaure), de Breil-sur-Roya, ou de l'Authion (redoute des Trois-Communes, fort des Mille-Fourches, fort de la Forca),.

#### Développement des infrastructures de transport
La topographie accidentée du massif a toujours rendu son accès difficile et au moment du rattachement du comté de Nice à la France, en 1860, les voies qui le desservent ne sont encore que des chemins muletiers. Cependant, un important programme de développement des infrastructures routières permet de relier la vallée de la Tinée à une route carrossable en 1870. La route atteint également la haute vallée de la Vésubie en 1877. Cependant, la circulation des voitures à chevaux sur ces routes tourmentées reste peu pratique et en 1900 est avancée l'idée de relier les vallées françaises du massif au réseau ferré général. Les travaux sont entrepris et, à partir de 1909 et 1912, deux lignes de tramways électriques, exploitées par les Tramways des Alpes-Maritimes (ou TAM) desservent respectivement les vallées de la Tinée et de la Vésubie. Ces lignes sont exploitées durant une vingtaine d'années, mais déficitaires et rapidement concurrencées par l'autocar pour le transport de voyageurs, elles ferment respectivement en 1929 et 1931. La fermeture de ces lignes, implantées le long des routes des vallées, permet un élargissement des voies de circulation au profit du transport automobile. Ces travaux d'aménagement et d'élargissement routiers se poursuivent toujours au début du XXIe siècle,.

#### Conquête du massif

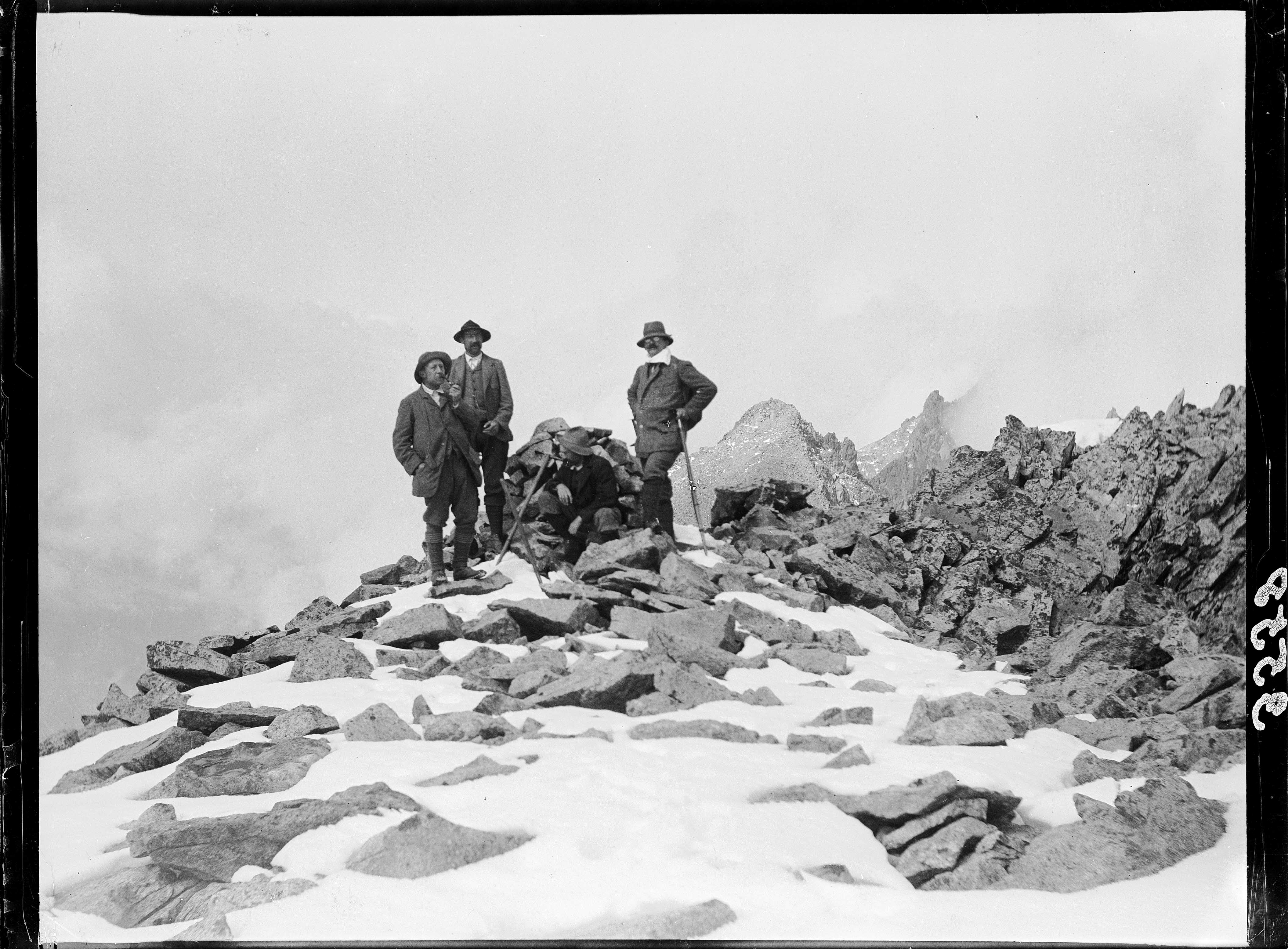
La conquête systématique des sommets du massif. Jean Plent, Louis Maubert et Albert Vérani au sommet de la tête de la Ruine, le 23 septembre 1907 (photo de V. de Cessole).

La première ascension du mont Argentera est effectuée dès le 18 août 1879, par William Auguste Coolidge, accompagné des guides Christian Almer père et fils. Cependant, à la fin du XIXe siècle, une large partie des sommets du massif est encore vierge. Entre 1889 et 1905, Victor de Cessole en organise de nombreuses ascensions et leur documentation systématique.Ces expéditions sont d'abord effectuées en été, puis, à partir de 1896, Victor de Cessole s'attaque aux montagnes du massif en hiver. La cime sud de l'Argentera, point culminant du massif, est ainsi atteinte pour la première fois en hiver le 23 janvier 1902. Victor de Cessole effectue ces nombreuses ascensions accompagné de ses guides, généralement Jean et Jean-Baptiste Plent, mais également Hippolyte Bernart en Vésubie, Charles Gallean en Tinée ou Andrea Ghigo et B. Piacenza sur l'Argentera. Parmi ses ascensions les plus notables figurent deux sommets réputés inaccessibles à l'époque : le Corno Stella, atteint le 22 août 1903, et les aiguilles de Pelens, atteintes en août 1905. Le travail de documentation systématique, quasiment scientifique, de Victor de Cessole, est également accompagné d'une importante base iconographique, avec près de 7 200 photos relatives aux sorties en montagne.

#### Seconde Guerre mondiale
À partir du 10 juin 1940, le massif est le théâtre d'affrontements entre l'armée des Alpes française, et le groupe d'armées ouest italien, pendant la bataille des Alpes. Face à une efficace défense française, les troupes italiennes ne gagnent que quelques centaines de mètres de terrain sur les crêtes d'altitudes, dans le Boréon et la Gordolasque. Dans la vallée de la Roya, les gains sont plus significatifs avec l'occupation du village de Fontan. Dès le 24 juin, l'armistice est signé,.

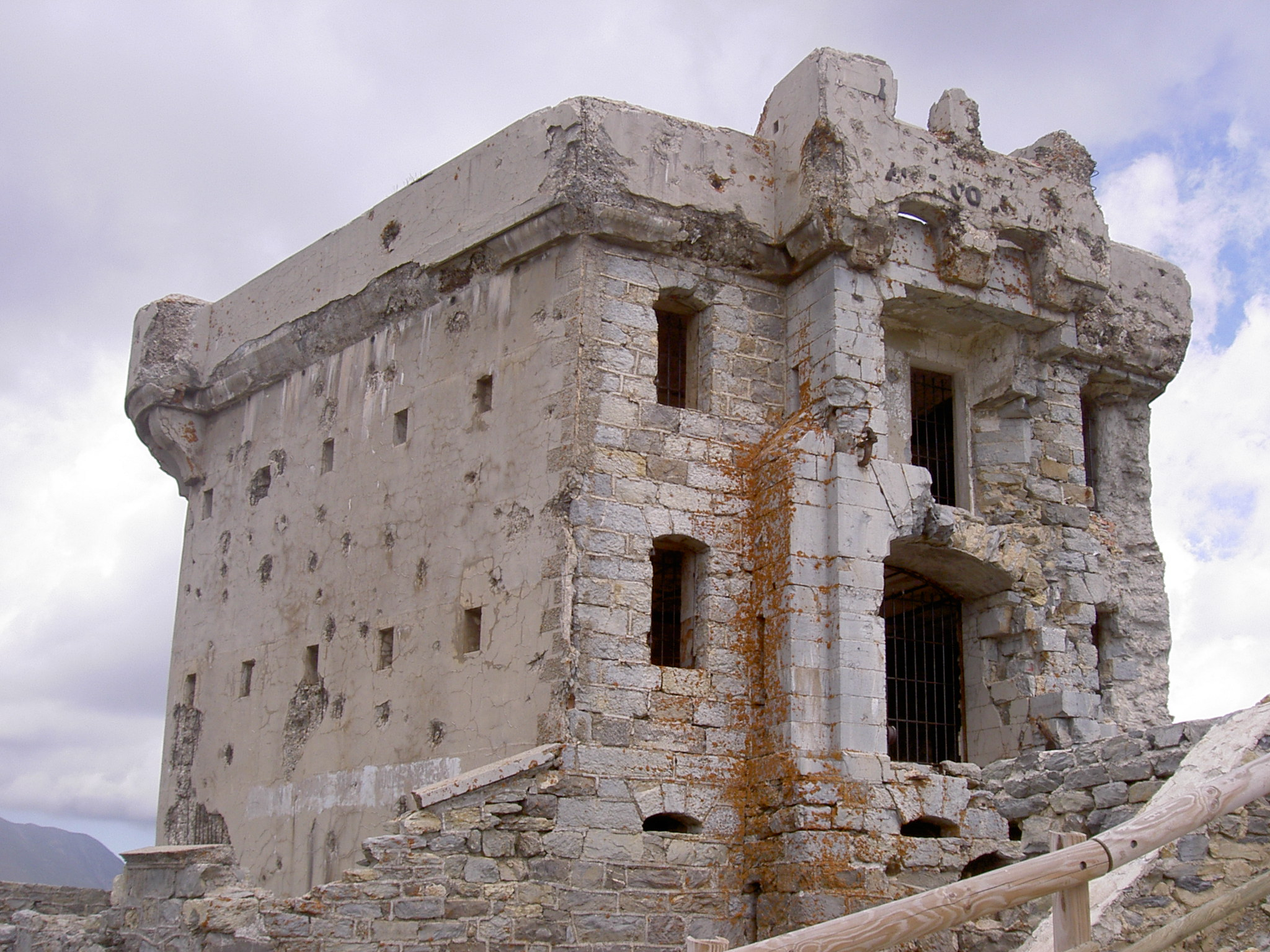
Redoute des Trois-Communes, à l'Authion. Son état résulte des combats pendant la bataille de l'Authion, en 1945.

La libération du massif a lieu durant l'opération Canard, pendant la deuxième bataille des Alpes. Les buts de cette opération sont : récupération des lignes de crêtes, de la haute Roya, et reconquête de la zone de l'Authion. Cette opération, lancée par le général de Gaulle depuis Nice, lors de son discours du 9 avril 1945, dure du 10 au 25 avril, et voit s'affronter dans le massif, au cours de violents combats, les troupes italo-allemandes et françaises. Il s'ensuit l'occupation française de la vallée de la Roya.
À la suite de la Seconde Guerre mondiale, la signature du traité de Paris, par report de la frontière sur les lignes de crête du massif, entérine le transfert de l'Italie à la France, du nord des vallées de la Vésubie et de la Tinée, et de l'est de la Roya, qui redeviennent françaises.

#### Le massif depuis l'après-guerre
Dans l'immédiat après-guerre, un essor important touche le tourisme de montagne. Les stations de sports d'hiver historiques comme Auron ou Valberg connaissent une fréquentation accrue, et de nouvelles stations sont créées de toutes pièces, comme Isola 2000, en 1971,. Mais cette urbanisation est peu respectueuse de l'environnement : cette prise de conscience, au milieu des années 1970, amorcera la transition vers une activité touristique plus respectueuse de l'environnement. Le parc national du Mercantour, en France, est créé le 8 août 1979 et son équivalent italien, le parc naturel des Alpes maritimes est créé en 1995. En mai 1986, les Alpes du Sud, et le massif en particulier, sont exposés aux retombées radioactives du nuage de particules provenant de l'accident de la centrale de Thernobyl. L'impact sanitaire et environnemental de cette pollution, principalement au césium 137, est toujours étudié et débattu dans les années 2000 et 2010,,. Ces territoires voient la réapparition du loup en France : en novembre 1992, deux loups gris sont observés par un garde-moniteur du parc national du Mercantour, sur la crête de Colombrons, au-dessus du vallon de Mollières. Cette observation officialise le retour du loup en France,. L'enjeu environnemental et le rôle des parcs reste un sujet d'importance dans les décennies suivantes, comme en témoigne le débat autour du projet controversé des « Balcons du Mercantour » et leur l'abandon le 23 janvier 2009. En 2019, une tentative d'inscription des « Alpes de la Méditerranée » (dont le massif fait partie) au patrimoine mondial de l'UNESCO se solde par un échec. Les considérations climatiques et leurs influences dans le massif prennent par la suite de l'importance : le 2 octobre 2020, la tempête Alex, phénomène climatique exceptionnel, provoque un lourd bilan humain et matériel dans les vallées de la Vésubie et de la Roya,,. Cet épisode est suivi par une sécheresse exceptionnelle quelques mois plus tard, avec des conséquences sur l'hydrologie du massif,.

## Activités

### Agriculture
Historiquement, le massif abrite plutôt une agriculture vivrière ou de subsistance, qui tend à s'orienter depuis la fin du XXe siècle vers un marché plutôt local, avec des produits à forte valeur ajoutée ou issus de l'agriculture biologique, mais dont la production reste artisanale. L'agriculture est essentiellement non extensive, notamment de par la dispersion des parcelles exploitables et les pentes. La mécanisation reste très faible, en particulier sur la partie française du massif.
L'aspect visuel de ce territoire est en grande partie le résultat historique de l'exploitation agricole. La disposition des villages et des pâturages a souvent été déterminée par leur facilité d'exploitation : possibilités d'irrigation, emplacement des sentiers et drailles de transhumance… Les paysages du massif sont principalement constitués d'alpages (pelouses calcaires, landes à rhododendron, zones humides). Au début du XXIe siècle, ces paysages représentent un peu plus de 50 % du territoire du parc national du Mercantour,.
Les troupeaux sont principalement de type ovin viande (66 %, soit 120 000 ovins en 2010, les Alpes du Sud étant traditionnellement orientées vers ce type d'élevage), suivi par les bovins viande (20 %). Des activités de maraîchage sont présentes dans le sud des vallées de la Roya, Bévéra et Vésubie (avec présence d'oliveraies par exemple, témoignant de l'influence méditerranéenne). La vallée de la Tinée et les basses vallées italiennes du massif sont spécifiquement productrices de châtaigne,, la châtaigne de Coni bénéficiant d'une IGP qui recouvre la partie italienne du massif,. La commune d'Entracque est quant à elle réputée pour sa production de pomme de terre de montagne,.
Les activités de fauches restent modestes et ne couvrent que la moitié des besoins locaux, les terrains accidentés limitant ce type d'exploitation.
Sur la partie italienne du massif, dans la vallée la Stura, se trouve notamment une fromagerie d'importance économique locale, qui est également l'un des plus gros producteurs laitiers du massif.
Au début du XXIe siècle, il existe sur les territoires du massif un contraste entre une activité agricole sédentaire soumise globalement à la déprise, et un pastoralisme d'altitude très dynamique.

### Industrie
À l'exception de la production hydroélectrique, le secteur industriel est très peu développé au sein du massif, du fait de l'éloignement des centres urbains, des difficultés de communication et de la faiblesse des ressources naturelles,.
Le massif possède cependant une petite industrie minière. Sur la partie italienne du massif existent l'usine de production de silice de Robilante, et l'usine d'extraction de calcaire de Roaschia. Sur la partie française du massif se trouve l'usine de granulats de la Courbaisse.

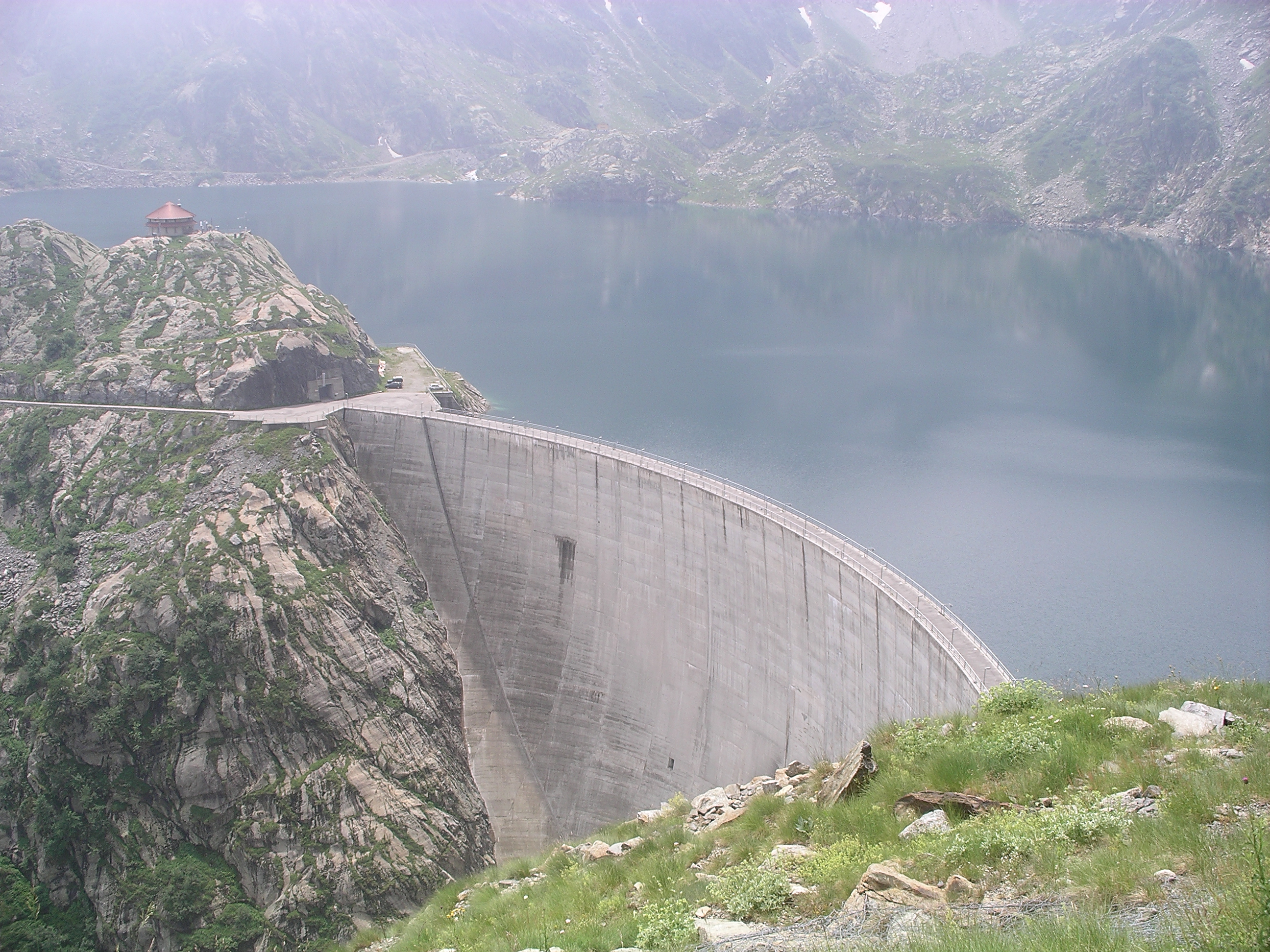
Barrage du réservoir supérieur du Chiotas de la centrale d'Entracque, à 1978 m d'altitude.

L'industrie hydroélectrique est en revanche extrêmement développée au sein du massif, tant sur ses parties française qu'italienne. Ce sont les besoins croissants du littoral en électricité, à la fin du XIXe siècle et au début du XXe siècle, qui ont conduit à la construction de nombreuses centrales hydroélectriques. En France, le groupe Énergie Electrique du Littoral Méditerranéen (EELM) fut largement impliqué dans ce développement. 14 des 18 ouvrages hydroélectriques du département des Alpes-Maritimes sont situés au sein ou en limite du massif : ils sont alimentés par ses nombreux lacs, permettant la production de 13 % de la consommation du département. En France se trouvent notamment les centrales du Bancairon, de Pienne-Basse à Breil-sur-Roya et de Saint-Martin-Vésubie. Cette dernière, construite en 1961, produit annuellement la consommation électrique de 63 000 personnes. Sur la partie italienne du massif, la centrale hydroélectrique d'Entracque, située à 1 978 m d'altitude, est la plus importante du parc hydroélectrique italien, et l'une des plus grosses d'Europe.
Au sein de la vallée de la Stura se trouve l'usine d'embouteillage d'eau minérale de Vinadio, d'une capacité de plusieurs centaines de millions de bouteilles par an,.

### Stations de sports d'hiver
Les stations de sports d'hiver du massif accueillent chaque année plusieurs millions de visiteurs, locaux comme internationaux, et proposent plusieurs centaines de kilomètres de pistes de ski alpin. Elles disposent d'espaces nordiques, pour la pratique du ski de fond ou de la raquette à neige. Au début du XXIe siècle, l'enneigement dans les Alpes du Sud connaissant des déficits réguliers, la plupart de ces stations, tant en France qu'en Italie, font appel à des dispositifs de neige artificielle, comme des canons à neige,. Les stations sont au nombre de 10 dans le massif :
| Stations en France | Station en Italie |
| ------------------ | ----------------- |
| Auron              | Argentera         |
| Beuil              | Entracque         |
| Isola 2000         | Limone Piemonte   |
| La Colmiane        | Bagni di Vinadio  |
| Valberg            |                   |
| Le Sauze           |                   |

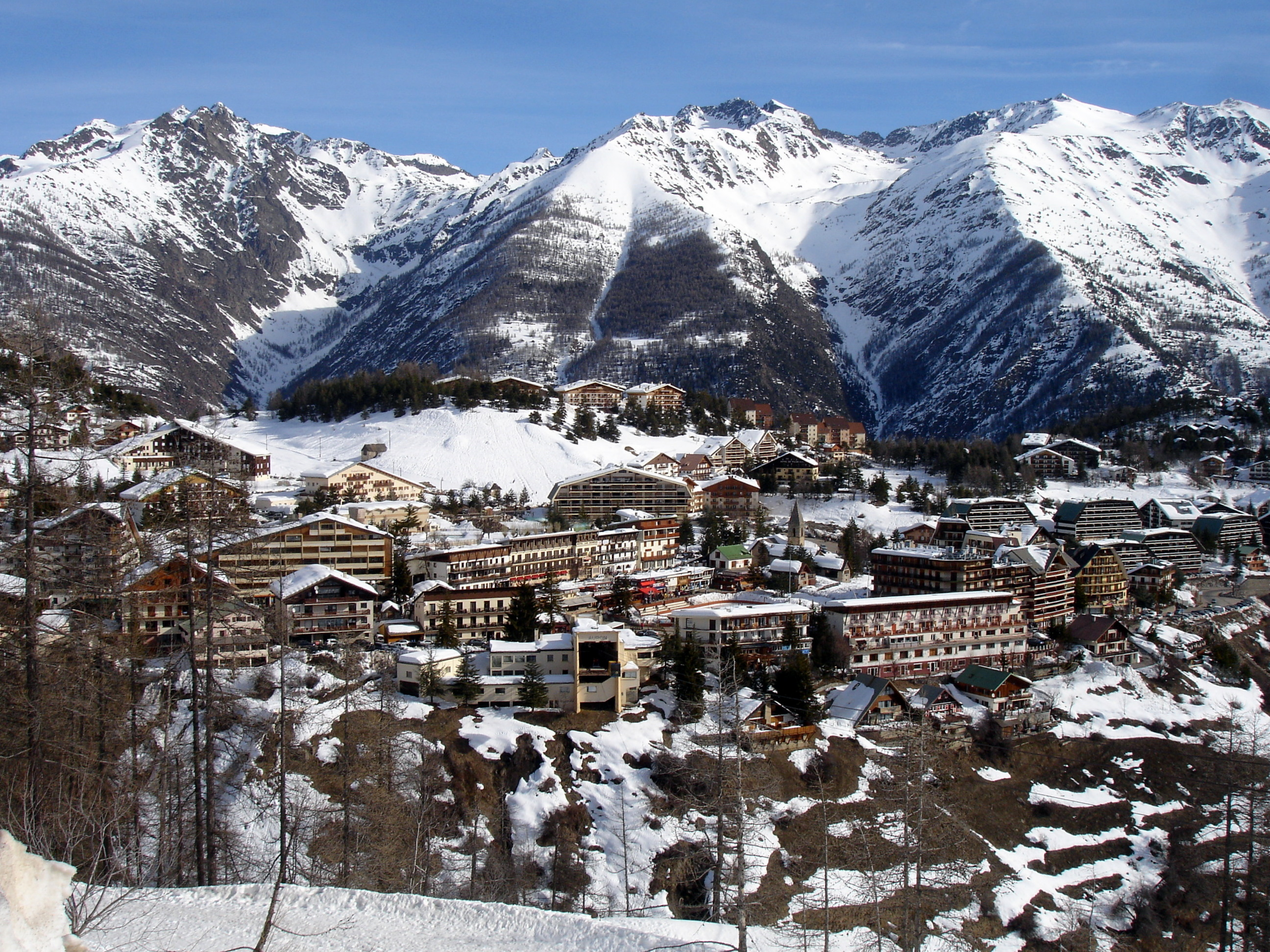
La station d'Auron.
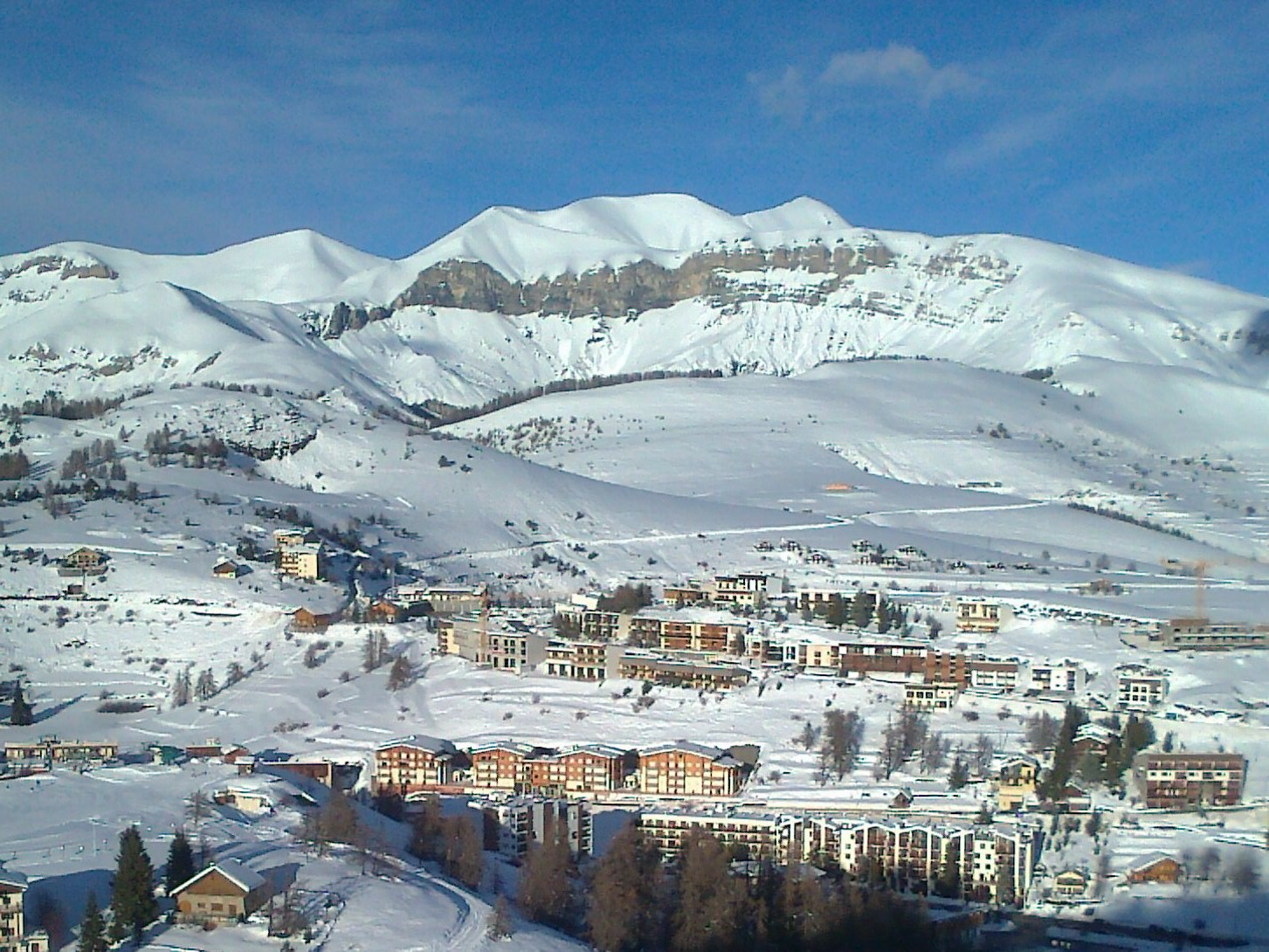
La station de Valberg et le massif du Mont-Mounier.
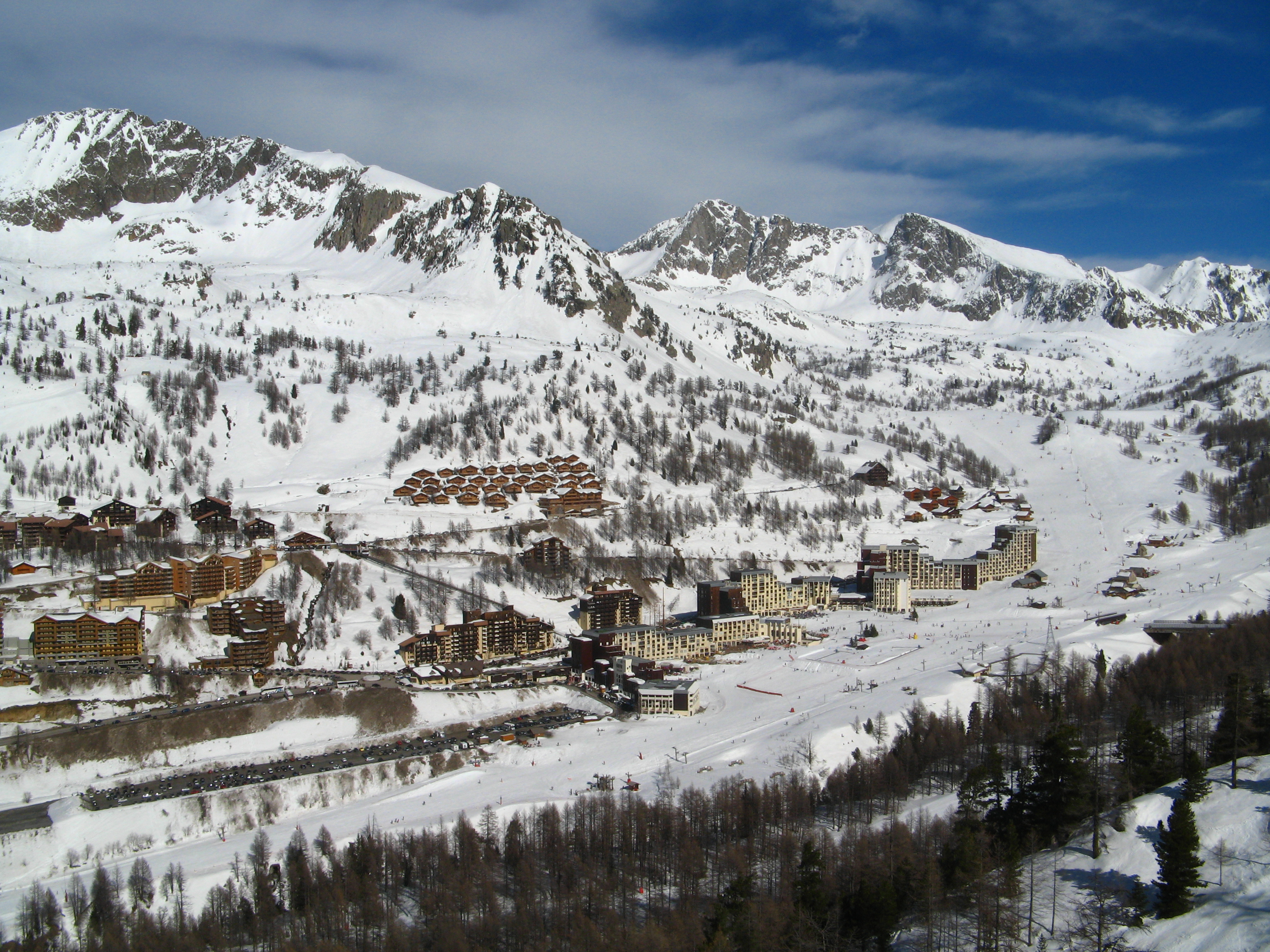
La station d'Isola 2000.

### Ski de randonnée

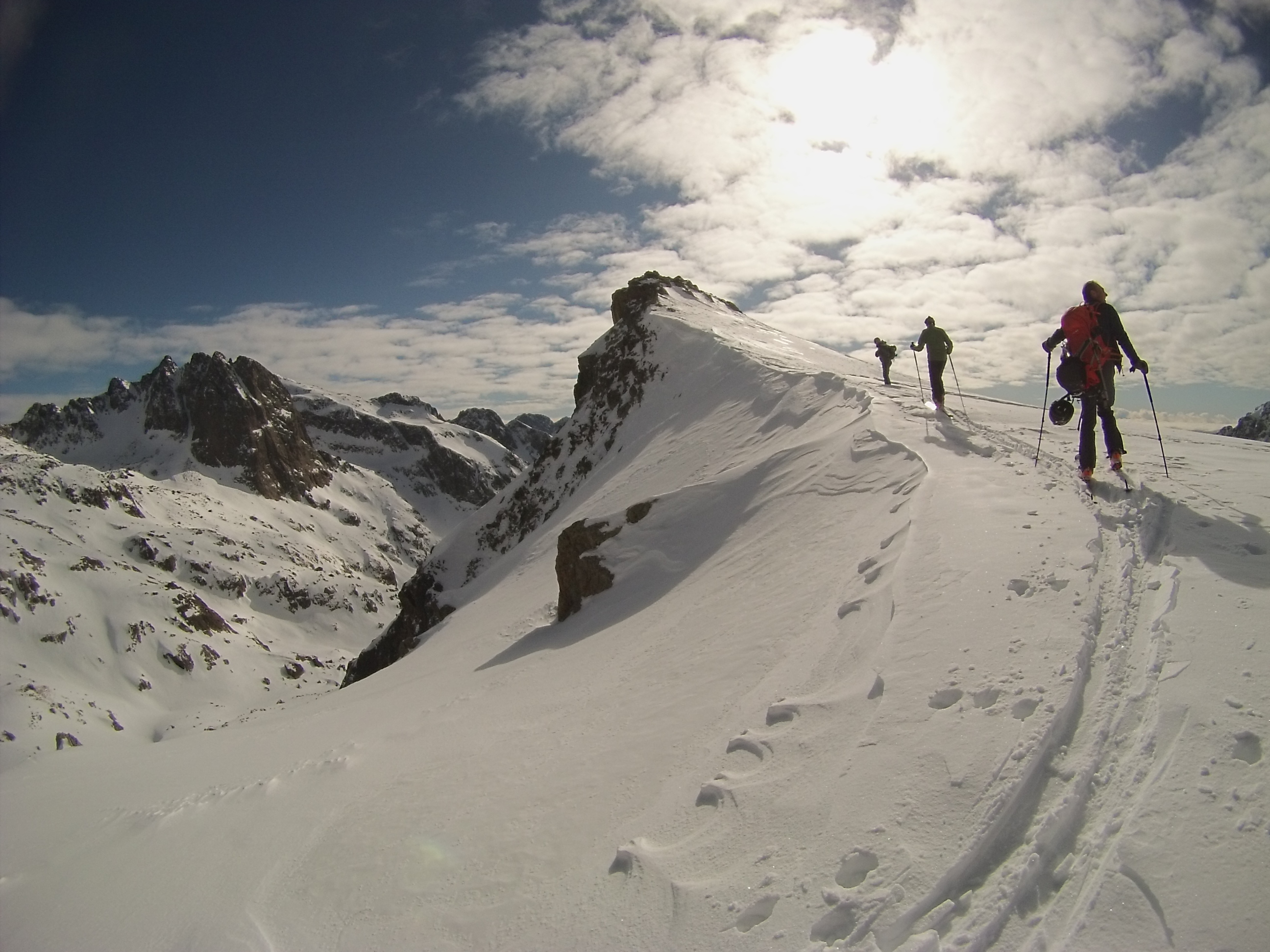
Pratique du ski de randonnée dans le Haut-Boréon, parc national du Mercantour.

Le massif, réputé pour le ski de randonnée, propose plus de 400 itinéraires. Les sorties s'effectuent pour la plupart à la journée, même si des raids sur plusieurs jours sont possibles, grâce à la présence de nombreux refuges d'hiver. La période idéale pour le ski de randonnée s'étale de décembre à mai ou juin, selon les itinéraires et les conditions d'enneigement.

### Randonnées pédestres

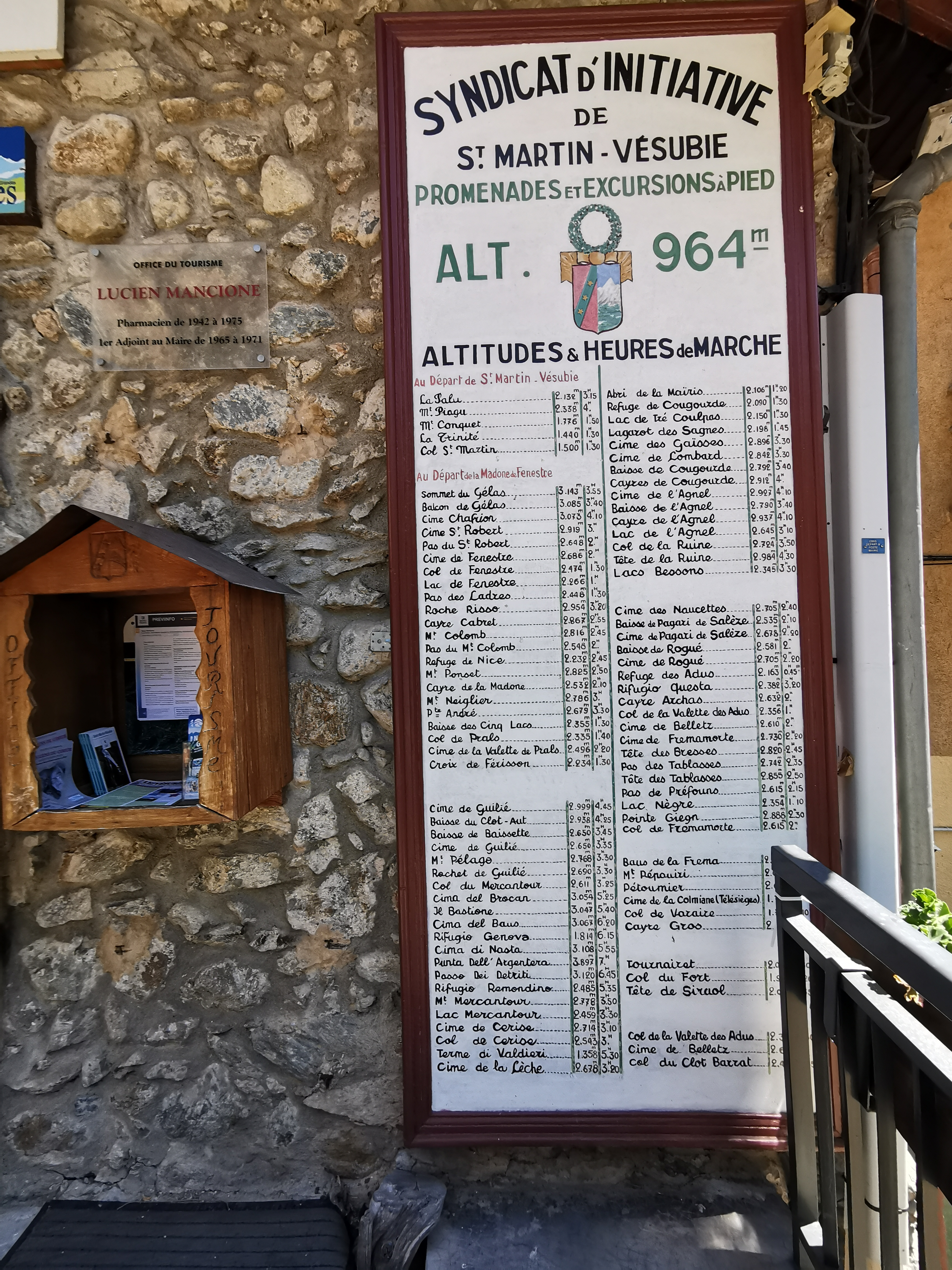
Altitudes et heures de marche, à l'office de tourisme de Saint-Martin-Vésubie.

Le massif accueille plusieurs centaines de milliers de randonneurs chaque année. Le parc national du Mercantour, situé au sein du massif, entretient 1 700 km de sentiers de randonnée, dont 550 km dans la zone centrale du parc. Dans la partie italienne du massif, le parc naturel des Alpes maritimes est parcouru par 400 km de sentiers de randonné. Le massif est notamment traversé par les sentiers GR 5 et GR 52. La grande traversée des Alpes (ou GTA) constitue d'ailleurs un segment du GR 5 qui emprunte le massif sur sa partie française, son équivalent sur la partie italienne du massif étant la Grande Traversata delle Alpi. Les itinéraires « bleu » et « rouge » de la Via Alpina empruntent également le massif.
Des itinéraires de tous niveaux sont donc envisageables dans le massif, la plupart pouvant s'effectuer à la journée, et les plus longs, comme la Grande traversée du Mercantour (ou GTM),, nécessitant plus de deux semaines.

### Alpinisme
De très nombreux itinéraires d'escalade rocheuse ou mixte existent dans le massif. L'altitude relativement modeste des sommets et la présence de nombreux refuges permettent la plupart du temps d'effectuer ces itinéraires à la journée. Sur la seule partie française du massif, dans une zone située entre le mont Malinvern et le mont Bégo, près de 1 100 courses différentes sont répertoriées. À celles-ci s'ajoutent, entre autres, les centaines de courses que propose le chaînon de l'Argentera, sur la partie italienne du massif.
Les itinéraires sont un mélange de voies historiques, ouvertes par des pionniers de l'exploration de ce territoire, comme Victor de Cessole, de voies d'ampleur, ouvertes par de grands noms de l'alpinisme, comme Jean Vernet, Patrick Berhault ou Alessandro Gogna ou de voies plus modernes et souvent techniques, dont certaines ouvertes dans les années 2010,.
Les voies du massif ont fait l'objet d'une campagne de rééquipement dans les années 2000, portée par un groupe de guides locaux, débouchant sur la pose de fixations permanentes de type « spit », dans certains passages,.

### Cyclisme
Le Tour de France emprunte régulièrement les cols du massif depuis 1950, et la Mercan'Tour Classic Alpes-Maritimes est une course de cyclisme sur route organisée depuis 2020 autour de Valberg. Cette commune accueille également depuis 2005 une course de VTT nommée l'« Enduro des Portes du Mercantour ». Jusqu'en 2015 se déroulait au sein du massif la Prom' Gélas, une course alliant cyclisme sur route depuis le bord de mer, puis ski de randonnée jusqu'à la cime du Gélas. Au sein du massif, il est également possible de pratiquer le VTT, hors saison, dans plusieurs stations de sports d'hiver,. Cependant, la pratique du VTT dans les zones protégées des parcs du Mercantour et des Alpes Maritimes est en général fortement réglementée,.

### Autres activités sportives
Il est également possible de pratiquer le traineau à chiens et la pêche. La luge d'été est praticable dans plusieurs stations de sports d'hiver. Le « parc Alpha », situé au Boréon, propose un parcours éducatif sur le thème du loup. La station de la Colmiane dispose également de l'une des plus grandes tyroliennes d'Europe. Le col de Turini est régulièrement emprunté lors du rallye de Monte-Carlo. Depuis 2012, la commune de Saint-Martin-Vésubie accueille chaque année une épreuve de kilomètre vertical, ainsi qu'une épreuve d'ultra trail depuis 2014,. Plusieurs communes du massif ont aménagé des via-ferrata,. Les vallées de la Tinée, de la Vésubie, de la Roya et de la Bévéra disposent de plusieurs parcours de canyoning,. En 2016, la commune de Saint-Martin-Vésubie s'est dotée d'un pôle montagne, le « Vesúbia Mountain Park », qui dispose de 3 000 m2 de structures consacrées à l'escalade, au canyoning, à la spéléologie, ainsi que de plusieurs espaces aquatiques.

### Tourisme

#### Contexte
L'industrie touristique se développe au sein du massif à partir du milieu de XIXe siècle, et connait notamment une croissance importante après-guerre, pendant les Trente Glorieuses. Cette période voit s'inverser les flux de population entre les villages de montagne et les villes des plaines : les migrations temporaires des alpins vers les centres urbains, à la recherche d'emplois saisonniers, se voient remplacées par l'arrivée des hivernants de la côte, dans les stations de montagne. Cette croissante connait cependant un ralentissement à partir de la fin du XXe siècle, même si au XXIe siècle, l'industrie touristique au sein du massif reste supportée par plusieurs centaines d'entreprises. Au début du XXIe siècle, l'industrie touristique est en mutation. L'écotourisme, ou tourisme durable, se développe en réaction notamment à l'impact touristique sur les zones protégées du massif,.

#### Activités touristiques
Le massif présente des sites d'intérêt historique ou culturel, tels que la vallée des Merveilles et ses milliers de gravures rupestres, le sanctuaire de la madone de Fenestre, et son pèlerinage annuel, ou le hameau de Mollières dans du haut Boréon, qui est l'un des lieux habités les plus hauts de ce territoire. Les vallées du massif possèdent également un riche patrimoine religieux (architectural et pictural), dont plusieurs édifices sont classés monument historique, comme la chapelle Saint-Sébastien de Venanson, l'église de l'Invention-de-la-Sainte-Croix de Saint-Dalmas, ou le monastère de Saorge. La chapelle Notre-Dame de la Ménour et son pont-escalier, situés dans la commune de Moulinet, sont également un lieu de pèlerinage important. Enfin, la visite du col de Tende permet de découvrir l'une des routes historiques les plus importantes du massif.
Dans la partie italienne du massif, le jardin botanique de Valdieri et le musée de la civilisation du seigle se visitent au sein du parc naturel des Alpes maritimes. Dans le secteur d'Aisone, il est également possible de visiter le secteur des grottes préhistoriques. Enfin, le centre d'information « Luigi Einaudi », permet de comprendre le fonctionnement de l'importante centrale hydroélectrique d'Entracque, laquelle peut aussi se visiter.
Le massif est également riche en fortifications et ouvrages militaires, en particulier à proximité du secteur fortifié des Alpes-Maritimes. Le massif de l'Authion, site stratégique pendant la Seconde Guerre mondiale, se visite à travers le circuit de l'Authion. Quant aux vallées de la Vésubie et de la Tinée, elles abritent entre autres et respectivement les importants ouvrages de Flaut et de Rimplas.
Dans les zones naturelles du massif, les gorges du Cians, canyon taillé par l'eau dans le schiste rouge, sont surnommées le « Colorado niçois ». Ce surnom est également utilisé pour désigner les gorges de Daluis, tout aussi impressionnantes, situées dans le Haut Var, en limite du massif. Plus au nord, le pont de la Mariée, ouvrage historique, permet de franchir le fleuve Var. Les zones de la haute Gordolasque et du haut Boréon permettent de découvrir le massif à pied, de l'alpage aux zones minérales d'altitude. Enfin, les lacs de Prals sont une des destinations de randonnée familiale les plus classiques pour découvrir le massif et ses lacs.
Le massif possède également deux stations thermales d'altitude, l'une à Valdieri (1 368 m, en Italie), l'autre à Berthemont-les-Bains (hameau sur la commune de Roquebilière, en France, à 1 000 m d'altitude).

#### Hébergement
Plus de vingt refuges de montagne,,,,,, accueillent les visiteurs, avec notamment :
| Dans la vallée de la Roya | Dans la vallée de la Vésubie    | Dans la vallée de la Tinée |
| ------------------------- | ------------------------------- | -------------------------- |
| Refuge de Valmasque       | Refuge de la Madone de Fenestre | Refuge de Vens             |
| Refuge des Merveilles     | Refuge de la Cougourde          | Refuge de Rabuons          |
| Refuge de Fontanalbe      | Refuge de Nice                  | Refuge de Longon           |
|                           | Refuge des Adus                 | Refuge de Gialorgues       |
|                           | Refuge de la Maïris             |                            |
|                           | Refuge Saladin                  |                            |

| Dans la vallée du Gesso              | Dans la vallée de la Stura |
| ------------------------------------ | -------------------------- |
| Refuge Remondino                     | Refuge Migliorero          |
| Refuge Bozano                        | Refuge Zanotti             |
| Refuge Questa                        | Refuge Prati del Vallone   |
| Refuge Federici-Marchesini al Pagari | Refuge Becchi Rossi        |
| Refuge Genova-Figari                 | Refuge Malinvern           |
| Refuge Elena                         | Refuge de Laus             |
| Refuge Ellena-Soria                  |                            |
| Refuge Morelli-Buzzi                 |                            |
| Refuge Livio-Bianco                  |                            |
| Refuge Valasco                       |                            |

### Gastronomie

#### Contexte
Historiquement, l'isolement des villages du massif a toujours favorisé l'utilisation de productions locales. Bien que certains produits (riz ou maïs, cultivés dans la plaine piémontaise ou préparations en salaison par exemple) aient été importés vers les hautes vallées, l'économie d'autosuffisance restait la norme, et ce mode de vie a influencé la culture gastronomique du massif. La cuisine traditionnelle est donc principalement basée sur des produits locaux.
Les parties française et italienne du massif possèdent une culture gastronomique et des recettes qui souvent se ressemblent (comme les oignons farcis ou la porchetta) et les recettes des hautes vallées sont influencées par celles des basses vallées et de la plaine : depuis Nice ou Vintimille par exemple.
L'un des traits caractéristiques de la cuisine du massif est de n'inclure que rarement de la viande dans les recettes. Historiquement, les animaux d'élevage fournissent laine, lait ou sont utilisés aux champs, et sont en général trop précieux pour contribuer à l'alimentation. On ne retrouve de la viande dans les recettes qu'à l'occasion des fêtes (comme Pâques), ou quelquefois de la viande de porc (donnant les trulles ou la porchetta par exemple), ou provenant des produits de la chasse,,. L'utilisation de viande ou de poisson impliquait souvent d'effectuer des salaisons, de sorte à pouvoir conserver la nourriture pendant le transport ou durant la saison froide. Les substituts à la viande et au poisson sont les produits laitiers et l'œuf.
Enfin, la cuisine niçoise, dont fait géographiquement partie la cuisine du massif, est inscrite au patrimoine culturel immatériel français depuis le 19 octobre 2019.

#### Recettes

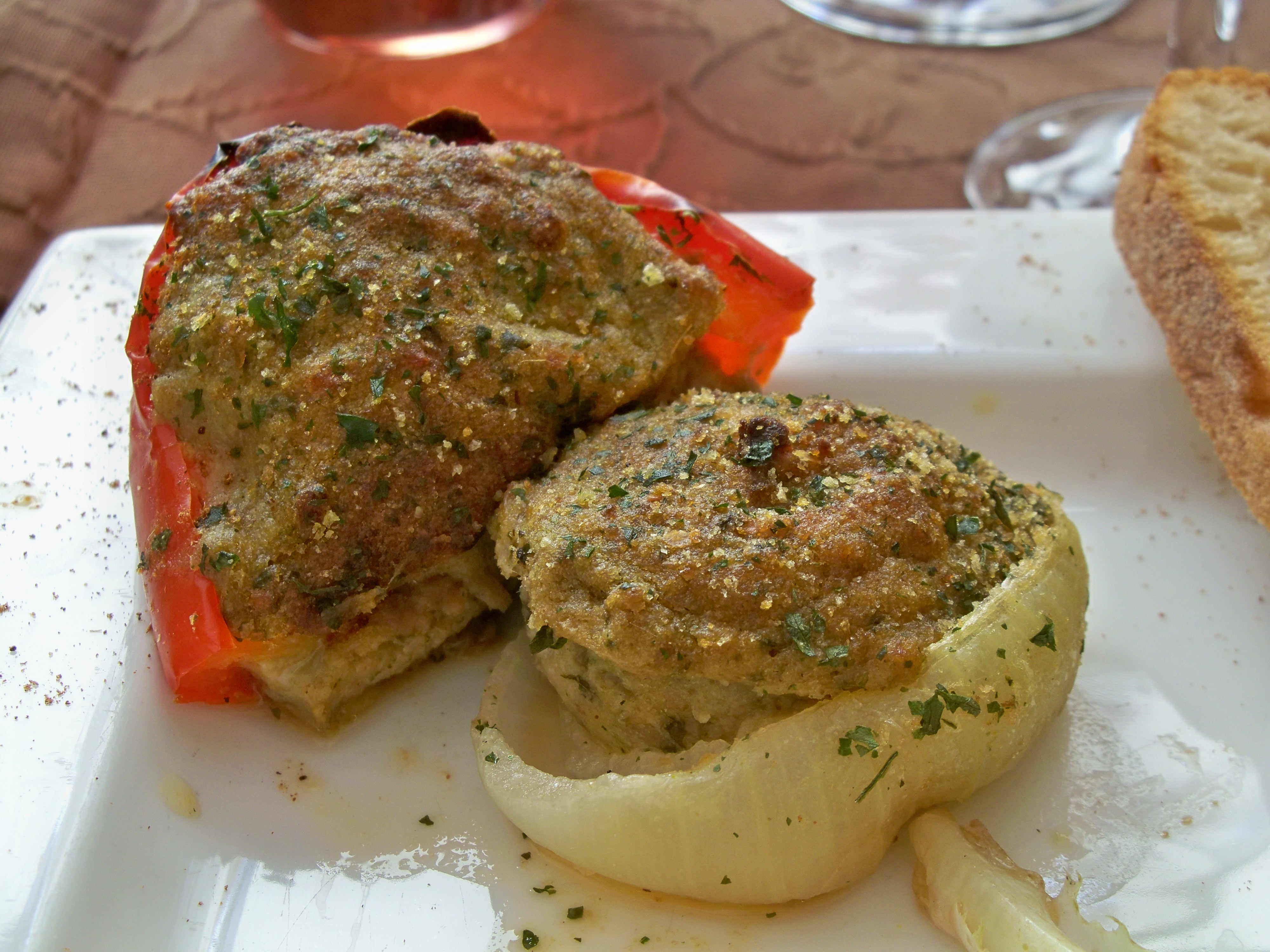
Farcis d'oignon et de tomate.

L'oignon farci est typique des vallées de Vermenagna, du Gesso et de la Stura ainsi que de tout le pays niçois. Il est l'un des plats importants pouvant inclure de la viande au sein de la farce, en plus du riz et de l'œuf, bien que ce ne soit pas obligatoire. Ce plat est dénommé cipolle ripiene sur la partie italienne du massif,. L'utilisation de l'oignon n'est pas systématique : d'autres légumes, comme la tomate ou la courgette, peuvent être utilisés.
Parmi les spécialités de la vallée de la Roya figurent les boursouzes ou barbajuans, farcis de forme carrée ou triangulaire, frits,.

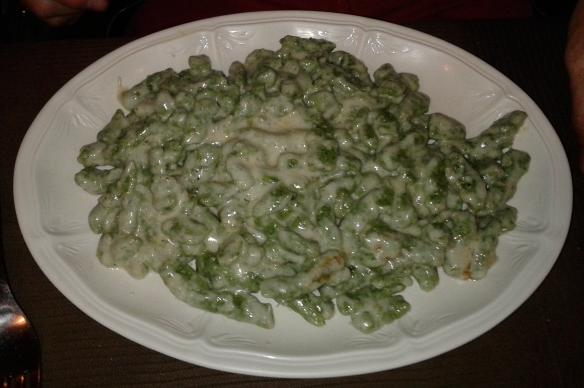
Gnocchi verts ou « merda dé can ».

Au début du XIXe, la pomme de terre devient l'une des denrées de base de l'alimentation alpine, et du massif en particulier. La « Piatlina d'Entracque » et la « Quarantina d'Entracque » sont deux variétés de pomme de terre propres au massif. Après son introduction, la pomme de terre est ensuite dérivée en spécialités locales, par exemple sous forme de gnocchi, lorsqu'elle est associée à la farine et à l'œuf. Les gnocchi aux blettes sont une préparation traditionnelle de tout le pays niçois, appelé localement « merda dé can »,.
La polenta, les pates et leurs dérivés sont également très présents dans la culture gastronomique du massif, par exemple les raviolis à la courge, et les raviolis aux épinards.
La courgette longue de Nice, profondément encrée dans la culture gastronomique locale, est consommée de différentes façons selon son degré de maturité. Elle peut se préparer sous forme de salade ou de farcis par exemple, lorsqu'elle est immature, jeune et verte (on parle de la cougourdéta en niçois). Mais les paysans du massif laissent aussi enfler une courgette sur chaque plan, à la fin de l'été : en murissant, celle-ci prend une teinte orangée et peut atteindre 1 mètre pour 5 à 6 kilos (on parle alors de cougourda en niçois). Elle se consomme dans ce cas plutôt sous forme de soupe, de tourte ou de gratin, durant la saison froide.
Le poisson est généralement absent de la culture gastronomique locale, à l'exception de la truite, qui est présente dans les torrents du massif, et de quelques poissons en salaison comme les anchois ou la morue. Cette dernière se prépare généralement en ragout, donnant l'estocaficada, ou avec des poireaux,.
La présence de châtaigniers dans une large partie du massif, et la facilité de conservation de la châtaigne, permettent son utilisation comme substitut aux céréales. Elle est consommée fraiche (bouillie ou grillée), ou sèche et utilisée broyée comme une farine, dans la préparation de polenta, ou en soupe.

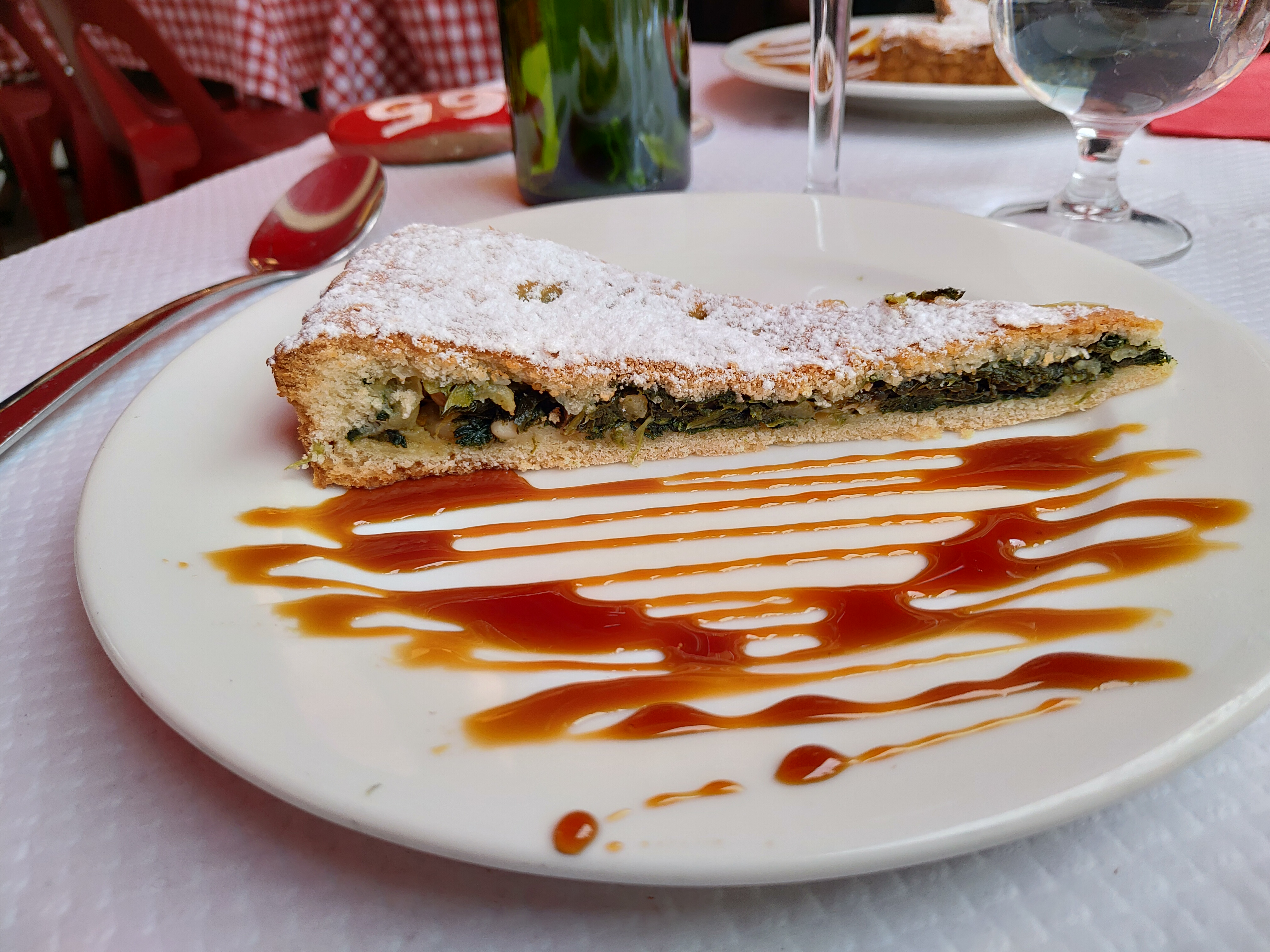
Tourte de blettes sucrée.

Enfin, dans les recettes sucrées figurent les ganses (ou baijie), sorte de beignet à base de blé, le nougat, et la tourte de blettes, celle-ci pouvant se déguster indifféremment sucrée ou salée, mais froide en général.

### Protection environnementale
Les premières considérations « environnementales » relatives au massif découlent de problématiques halieutiques ou cynégétiques. Des méthodes de pêche particulièrement destructrices, attestées dès le XVIIe siècle et ne laissant pas le poisson se reproduire, furent responsables de dégâts importants, notamment dans la Roya. En réaction, les pouvoirs publics du comté de Nice interdirent la pêche à la truite pendant la période de fraie dès 1669. Au milieu du XIXe siècle, Victor-Emmanuel II, grand chasseur, constate une diminution des populations de chamois et de bouquetins dans le massif. Il est le premier à y créer une « réserve royale de chasse », le 26 décembre 1859. Cependant, les populations de bouquetins continuent de diminuer, jusqu'à atteindre l'extinction dans les Alpes du Sud. Une campagne de réintroduction sur la partie italienne du massif est lancée entre 1920 et 1932, utilisant 25 individus prélevés sur le massif du Grand-Paradis,. Le 30 juillet 1947 est créée côté français, par arrêté, la « réserve de chasse du Boréon », couvrant 3 500 ha sur la commune de Saint-Martin-Vésubie. En 1949, la réserve de chasse « de Valdieri-Entracque », de plus de 20 000 ha, est créée par les autorités italiennes. En 1979 est créée la Riserva del Bosco e dei Laghi di Palanfré, et, en 1980, le Parco naturale dell’Argentera, l'une et l'autre étant situées sur la partie italienne du massif. La fusion de ces deux parcs donne naissance, en 1995, au Parco naturale delle Alpi Marittime, couvrant une surface de 278 km2. Concernant la partie française du massif, le parc national du Mercantour, couvrant plusieurs centaines de kilomètres carrés, est créé le 18 août 1979. Malgré ces initiatives de protection des populations animales, le nombre de bouquetins restant faible, des campagnes de réintroduction ont lieu en 1987 et 1989 dans le parc du Mercantour. Entre 1986 et 2015, le gypaète barbu est également l'objet de campagnes annuelles de réintroduction, par des lâchers dans les parcs français et italien, par alternance. Cette proximité géographique et politique des parcs français du Mercantour, et italien des Alpes maritimes permet la création, le 6 juin 2013, du premier parc naturel européen. Au début du XXIe siècle, la pollution lumineuse augmentant rapidement et les réserves de ciel étoilé gagnant en importance pour la biodiversité, le parc du Mercantour obtient, après neuf mois de candidature en décembre 2019, le label « réserve internationale de ciel étoilé » (RICE), décerné par l'association internationale Dark Sky. Puis, le 4 septembre 2021, est créée la troisième réserve intégrale de parc national de France sur le site de la roche Grande, sur le territoire de la commune d'Entraunes : d'une surface d'environ 500 ha, elle se situe en limite ouest du massif. Côté français, le massif est également protégé au titre de la directive oiseaux depuis 1988 et au titre de la directive habitat depuis 1996. Enfin, depuis 2002, des campagnes de nettoyage des fils barbelés sont organisées par l'association Mountain Wilderness. Ces installations, qui furent déployées sur la frontière franco-italienne durant les conflits armés du XXe siècle, sont un danger pour la faune du massif.

## Culture et représentations

### Cartes historiques
Le massif est représenté sur plusieurs planches de l'Atlas Maior de Johannes Blaeu, publié en 1662, et notamment sur les cartes relatives à la Ligurie (Liguria ò Stato della Republica di Genova) et à la riviera de Gênes (Riviera di Genova da Ponente). Sur cette dernière sont visibles les vallées principales du massif ainsi que les cols importants, mais les sommets et la topographie y sont seulement schématisés. En 1758 parait la « Grande carte des Alpes pour servir à la nouvelle limitation entre la France et l'Italie depuis le confluent du Guyer et du Rhône jusqu'à l'embouchure du Var dans la Méditerranée », éditée par l'ingénieur cartographe Jean Villaret, sur laquelle la topographie gagne en précision. Le massif n'est cependant pas représenté sur la carte de Cassini, cette dernière étant antérieure au rattachement du comté de Nice à la France. Cependant, après le rattachement du comté de Nice à la France, en 1860, plusieurs cartes du département des Alpes-Maritimes apparaissent, avec une précision qui s'améliore encore. L'appellation Mercantourn y est d'ailleurs visible. Enfin, au début du XXe siècle apparaissent les premières cartes géologiques détaillées couvrant le massif.

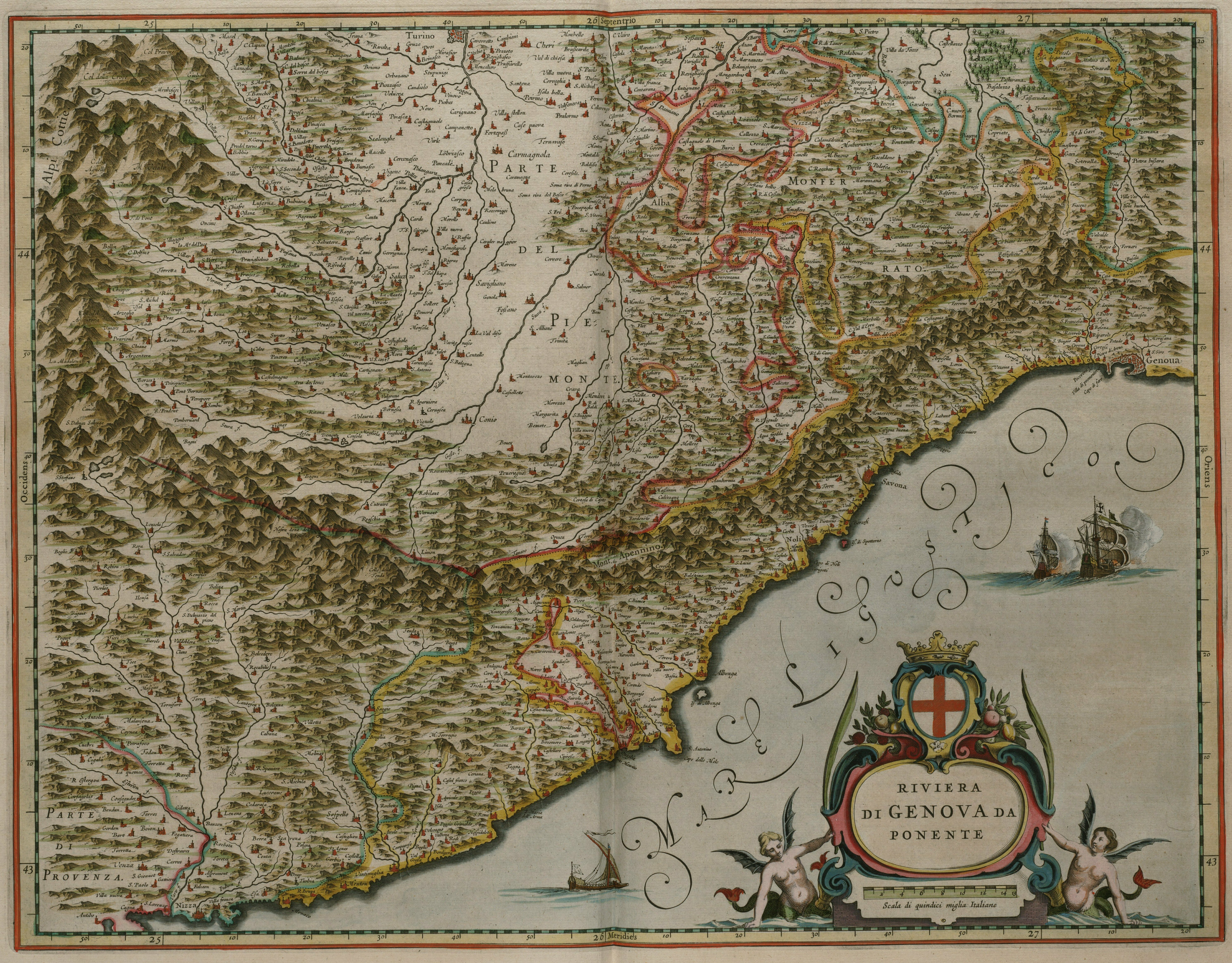
Riviera di Genova da Ponente, issue de l'Atlas Maior de Johannes Blaeu (1662).
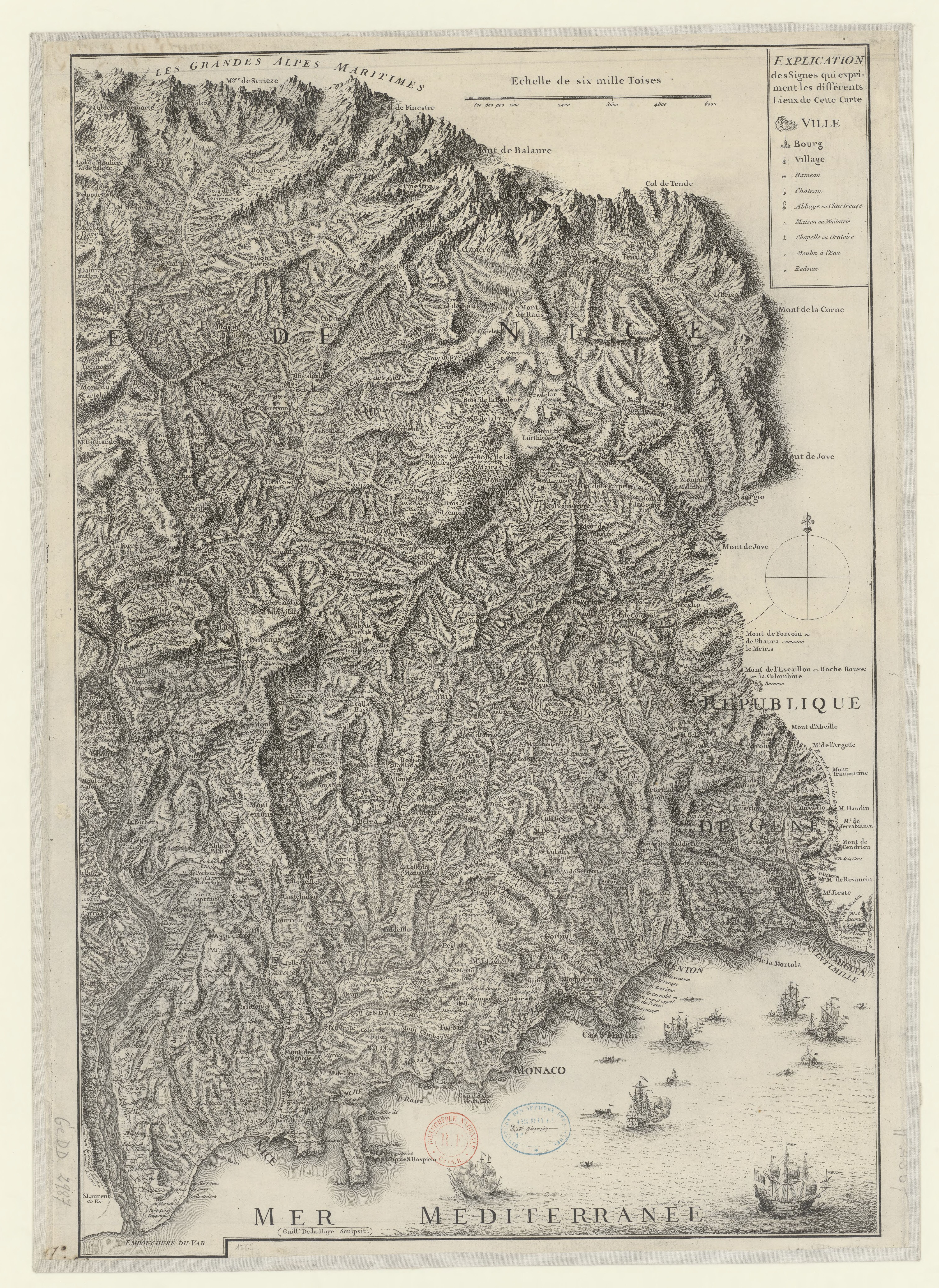
Grande carte des Alpes de Jean Villaret (1758).
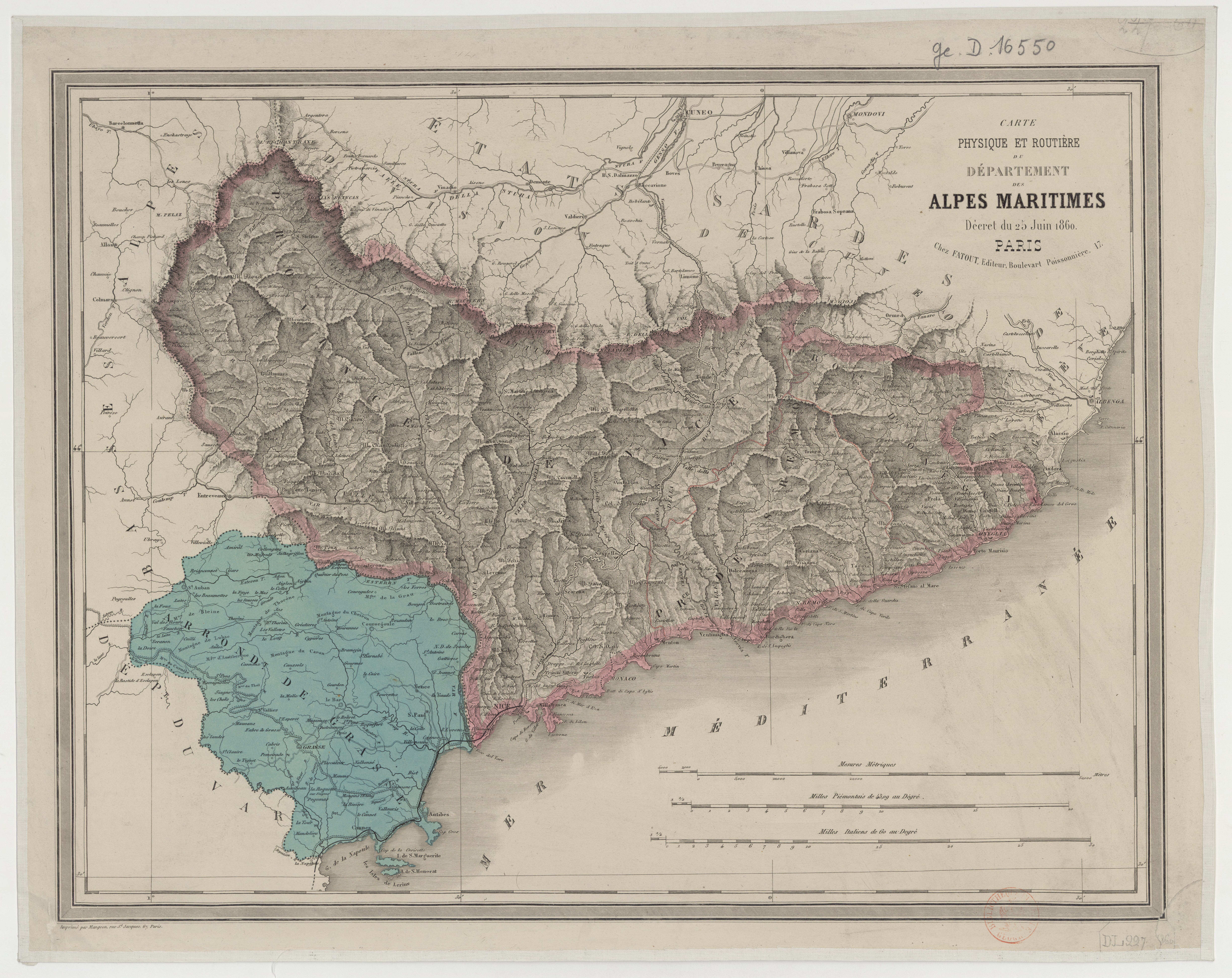
Carte physique et routière du département des Alpes-Maritimes. Décret du 25 juin 1860.
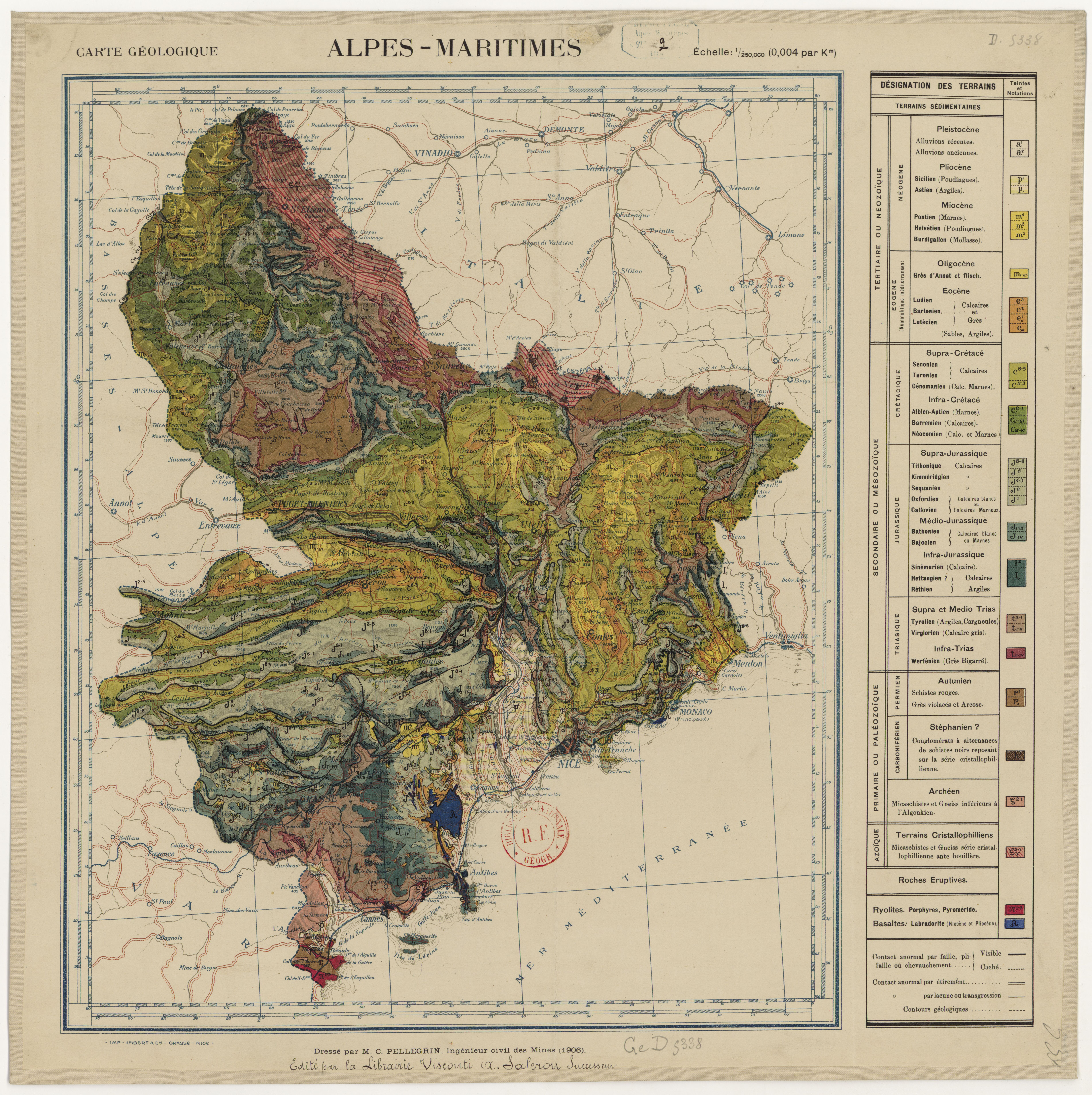
Carte géologique des Alpes-Maritimes dressée par M. C. Pellegrin, ingénieur civil des mines (1906).

### Peinture
Le massif du Mercantour-Argentera a inspiré plusieurs artistes peintres au cours des siècles. Au XIXe, Claude Monet a réalisé différentes huiles sur toile représentant le massif vu d'Antibes et Cyrille Besset a réalisé des toiles de Saint-Martin-Vésubie et de la Roya au village de Fontan. Différents aquarellistes ont également représenté les lieux : Alexis Mossa, avec des œuvres du Boréon, du Haut-Boréon, ainsi que la Gordolasque ou Antoine Trachel, avec des représentations de Tende et de Roquebilière. Albert Thiole a également représenté le Boréon et Jules Defer le torrent de la Gordolasque, au fusain. Fin XIXe et début XXe, Pierre Comba, dans plusieurs de ses aquarelles, a mis en scène des bataillons de chasseurs alpins évoluant au sein du massif. Alban Larousse et Michel Rohmer au XXe puis Alexis Nouailhat, au XXIe, ont produit de nombreuses aquarelles représentant le massif, ainsi que sa faune et sa flore.

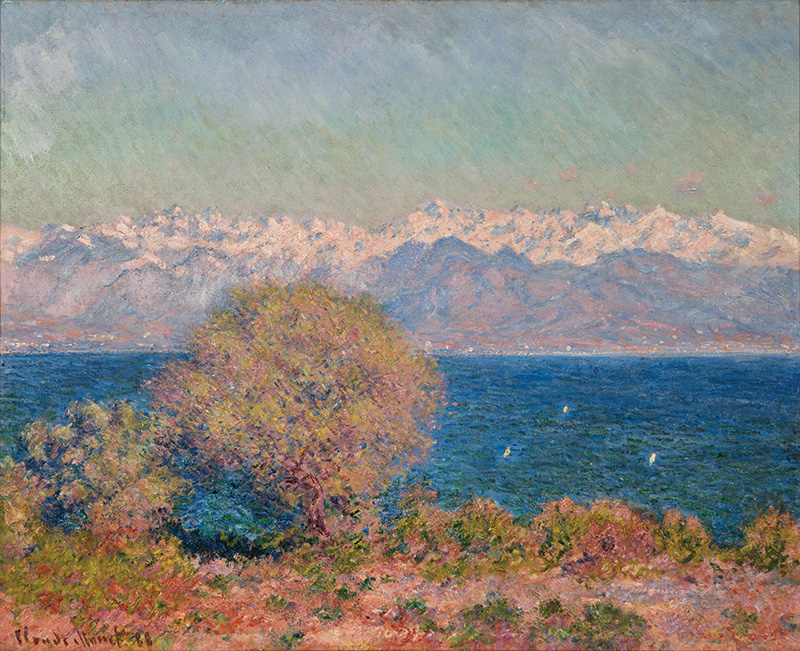
Vue du massif du Mercantour-Argentera, depuis le Cap d'Antibes, Claude Monet, 1888.
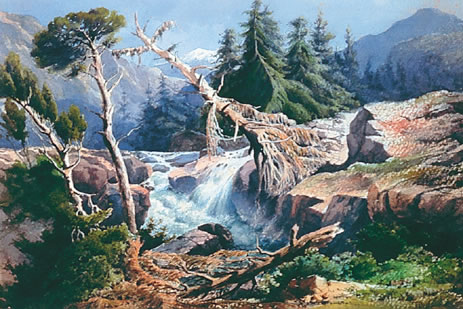
Le Boréon, Albert Thiole, 1894.
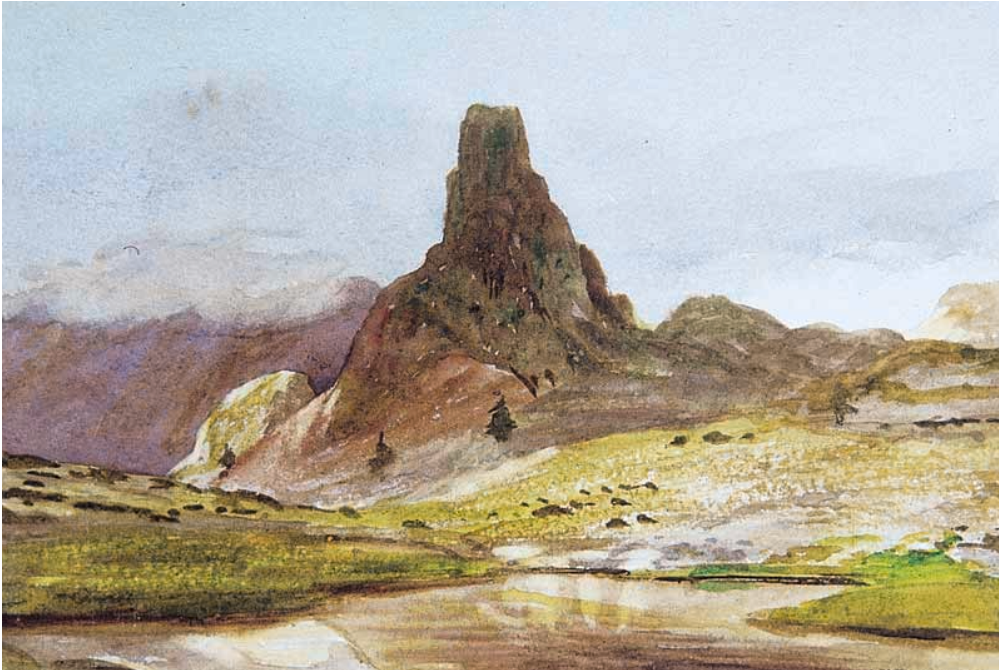
Le Caïre Pounchu vu depuis Camp Soubran (Boréon), Alexis Mossa, 8 Août 1885.
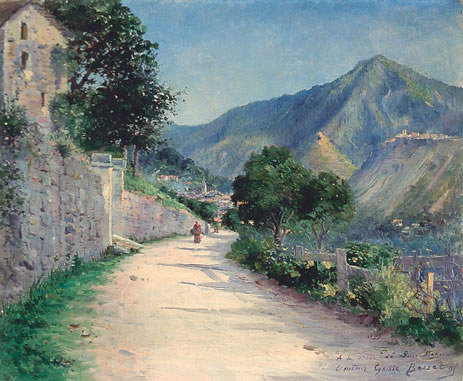
Le village de Saint-Martin-Vésubie, Cyrille Besset, 1895.

### Cinéma et télévision
Dans la Gordolasque, la haute vallée sert de décors à la série Belle et Sébastien, ou au film Sauvage, de Jean-François Amiguet. Le village de Belvédère, quant à lui, sert de décors aux premières scènes du film Le Gendarme de Saint-Tropez, avec Louis de Funès.
La vallée de la Vésubie apparaît également dans le film Le Cas du docteur Laurent, avec Jean Gabin, tourné dans les villages de Saint-Martin-Vésubie et Venanson. Plus haut dans la vallée, la diffusion du 26 septembre 1965 de l'émission En vue direct de…, réalisée par Jacques Ertaud, se déroule sur la face ouest de la Cougourde, avec les alpinistes Jean Grinda, Jean-Marie Morisset, Gaston Rébuffat et Maurice Baquet,.
Dans la vallée de la Roya, le film La Fille sur le pont, avec Daniel Auteuil et Vanessa Paradis, est réalisé par Patrice Lecomte pour partie dans la zone du village de Breil-sur-Roya.
Et plus généralement dans le massif : Minuscule : La Vallée des fourmis perdues est un film d'animation avec décors sur prises de vue réelles utilisant les paysages du parc du Mercantour. La montagne aux histoires est un film issu d'échanges avec des habitants des vallées du massif, réalisé à l'occasion des 40 ans du parc du Mercantour,.
Dans la catégorie des documentaires, Naïs au pays des loups est tourné par un père et sa fille durant trois ans, allant à la rencontre du loup au cœur du parc du Mercantour, et Face au vide, réalisé en 2020, met en lumière l'alpinisme amateur, et est réalisé pour partie au sein du massif.
À la télévision, L'Homme à l'envers est une adaptation du roman éponyme de Fred Vargas, se déroulant dans le massif, et l'émission Des racines et des ailes consacre les épisodes 19 de sa saison 16 et 9 de sa saison 25 en partie au massif et à ses communes,.

### Musique
« Les folies des lacs » est un festival annuel de musique, créé en 2001 par le maire de Valdeblore, auquel participe régulièrement le pianiste François-René Duchâble, et ayant pour caractéristique de se dérouler au bord des lacs du massif. Julien Doré a composé son album & dans un chalet de Saint-Martin-Vésubie, et a enregistré une version acoustique de Coco câline dans les montagnes du massif.

### Littérature
Nice et Savoie, ouvrage commandé par Napoléon III et publié en 1864, contient des lithographies représentant les départements nouvellement rattachés à la France en 1860, et plus particulièrement de différents villages du massif,. La Suisse niçoise, recueil des écrits de Victor de Cessole et Fernand Nœtinger, retrace l'histoire de la conquête du massif. Jean Siccardi, écrivain niçois, met en scène deux frères bergers au cœur du massif, dans son livre Les brumes du Mercantour. Le roman d'Alain Grinda Madone de Fenestre se déroule en partie au sein du massif, dans la zone du sanctuaire de la Madone de Fenestre. Toujours dans la catégorie des romans, Étoile errante, ouvrage de J.M.G. Le Clézio, se déroule en partie à Saint-Martin-Vésubie et L'Homme à l'envers, roman policier de Fred Vargas, se déroule quant à lui dans le parc du Mercantour. Enfin, Mercantour, l'esprit des lieux d'Olivier Lemire propose un voyage photographique au sein du massif.

### Personnalités
Plusieurs familles de notables sont originaires des communes du massif et jouent un rôle historique important sur ce territoire. Les Acchiardi sont l'une des plus importantes familles de Saint-Étienne-de-Tinée : ils eurent une forte influence sur la gestion de la cité de Nice. À Saint-Martin-Vésubie, les Raiberti, mais surtout les Gubernatis sont particulièrement liés à l'histoire locale. La maison Gubernatis, classée aux monuments historiques, est toujours visible dans la commune, laquelle fut même brièvement inféodée à Jérôme-Marcel de Gubernatis. Les Grimaldi de Beuil, branche seigneuriale de la Maison Grimaldi, règnent sur Beuil et plusieurs communes du massif durant plusieurs siècles.
Dans le domaine de l'alpinisme, Victor de Cessole, après avoir rejoint le Club alpin français en 1889, est l'auteur d'un très grand nombre de premières ascensions sur les sommets du massif, accompagné de ses guides. Fin XXe et début XXIe, les guides Stéphane Benoist et Patrick Berhault sont également les auteurs de nombreuses ouvertures ou premières au sein du massif,. Hervé Gourdel est un guide ayant exercé son métier au sein du massif.
Dans le domaine du spectacle, les « géants Ugo » (francisé ultérieurement en « géants Hugo ») sont deux frères de taille exceptionnelle, originaires de la ville italienne de Vinadio. Ils émigrèrent à Saint-Martin-Vésubie, en France, avant de connaître une carrière internationale, sous le nom de « géants des Alpes »,.

### Influences culturelles dans le massif
L'art et les édifices religieux du massif sont largement touchés par l'influence baroque, mouvement artistique initié en Italie au XVIe siècle,. Entre les XVIIe et XVIIIe siècles, des stucateurs parcourent le comté de Nice pour y décorer les édifices religieux. Au XXIe siècle, un parcours culturel nommé « route du baroque nisso-ligure » permet de parcourir le massif et de visiter ces monuments d'influence baroque.

### Légendes et imaginaire liés au massif
Différents contes et légendes existent en relation avec le massif ou le prenant pour décors,,,.
Les êtres surnaturels qui reviennent le plus régulièrement dans ces récits sont les fées, les sorcières et les farfadets,. Selon les légendes, différentes « grottes aux fées » existeraient au sein du massif.
Les légendes du massif sont parfois liées à la toponymie de certains lieux (bien qu'il soit en général difficile de savoir lequel, de la légende ou du toponyme, est apparu en premier). La légende du tyran de Valdeblore, et de sa femme en fuite dans les montagnes fait partie de cette catégorie de récits : elle donne une explication imagée des toponymes du baus de la Frema (« rocher de la femme », un sommet de la commune de Valdeblore), du mont Pepouiri (« pied pourri », un autre sommet de la commune de Valdeblore), et de la cime de Frémamorte (« femme morte », un sommet du haut Boréon).
Enfin, sur les lieux à vocation religieuse, des légendes d'apparition de la Vierge sont assez communes. L'une d'entre elles se rapporte par exemple au sanctuaire de la Madone de Fenestre : la Vierge serait apparue à différentes personnes, à la « fenêtre » rocheuse du caïre de la Madone, un sommet des lieux,.

#### Ouvrages en français
- Patrick Mérienne, Mercantour, Alpes du Sud, éditions Rando, 2006 (ISBN 2841822915)
- Ouvrage collectif, L'ABCdaire du Mercantour, Flammarion, 1999 (ISBN 2080117793)
- Christine Michiels, Parc national du Mercantour, montagnes du soleil, éditions Milan, 1998 (ISBN 2841136884)
- André Verdet et Eric Melis, Monts et merveilles, Melis Éditions, 2006 (ISBN 2352100011)
- Jacqueline Romain et Patrick Focquet, Randonnées classiques et sauvages dans le Mercantour, Serre, coll. « Équilibre », 2002 (ISBN 2864103559)
- Vincent Paschetta, Haut pays niçois, Mercantour Sud : Merveilles, Haute-Roya, Haute-Vésubie, Argentera, Didier et Richard, 1981 (ISBN 2-7038-0017-7 et 978-2-7038-0017-0)
- Claude Raybaud, Lacs des massifs cristallins du Mercantour et de l'Argentera : Alpes du Sud, France-Italie, Gilletta / Nice-matin, 2001 (ISBN 2-903574-46-4 et 978-2-903574-46-8)
- Pascal Bersac, Claude Raybaud et Richard Wacongne, Sommets des Alpes d'Azur, t. 1, Gilletta / Nice-matin (ISBN 2903574901 et 9782903574901)
- Jacqueline Romain, Le massif du Mercantour : guide géologique avec 18 itinéraires & randonnées, Serre, 1982 (ISBN 2-86410-025-8 et 978-2-86410-025-6)
- Michelangelo Bruno, Cols des Alpes de Provence, Gribaudo, 2001 (ISBN 88-8058-215-1 et 978-88-8058-215-1)
- Claude Raybaud, Forteresses des frontières : du Mercantour à la Méditerranée : Ubaye et proche Italie, Gilletta / Nice-Matin, 2001 (ISBN 235956157X et 978-2359561579)
- Victor de Cessole et Fernand Nœtinger, La Suisse niçoise, Sirius, 1982 (ISBN 2-904027-00-9 et 978-2-904027-00-0)
- Christian Boitel, Le Mercantour à skis : 130 courses et 10 raids dans les Alpes du Sud, Serre, 1979 (ISBN 2-86410-001-0 et 978-2-86410-001-0)
- Christiane Lorgues-Lapouge, Alain Philippon et Jacques Thirion, Trésors des vallées niçoises : Les peintures murales du Haut Pays, Serre, 1990 (ISBN 2864101424 et 978-2864101420)
- Pascal Colletta, Camille Cauvin-Chaix et Catherine Chaix, La cuisine du Haut-Pays niçois, Mémoires Millénaires, 2021 (ISBN 2919056840 et 978-2919056842)
- Alexis Nouailhat, Le massif du Mercantour, Éd. du Fournel, 2010 (ISBN 978-2-36142-011-6 et 2-36142-011-2)
- Edmond Rossi, Les Vallées du Mercantour - Histoire et patrimoine, Éditions des Régionalismes, 2013 (ISBN 978-2824000329)
- Edmond Rossi, Du mistral sur le Mercantour, Éditions Sutton, 2010 (ISBN 978-2813802415)

#### Ouvrages en italien
- Enzo Bernardini, Le Alpi Marittime e le Meraviglie del Monte Bego, Genova, Sagep Editrice, 1979, 303 p.
- Euro Montagna, Lorenzo Montaldo et Francesco Salesi, Alpi Marittime : Volume I, Club alpino italiano-Touring club italiano, 1984, 476 p. (ISBN 88-365-0084-6, 978-88-365-0084-0 et 88-365-0403-5, OCLC 54149975, lire en ligne)
- Euro Montagna, Lorenzo Montaldo et Francesco Salesi, Alpi Marittime : Volume II, Club Alpino Italiano-Touring Club Italiano, 1990, 663 p. (ISBN 9788836504039, OCLC 797734528, lire en ligne)

### Cartographie
- Carte no 112 au 1/25 000 de l'Istituto Geografico Centrale : « Valle Stura, Vinadio, Argentera »
- Carte no 113 au 1/25 000 de l'Istituto Geografico Centrale : « Parco naturale Alpi Maritime - Entracque, Valdieri, Mercantour, Gelas »
- Carte no 114 au 1/25 000 de l'Istituto Geografico Centrale : « Limone Piemonte, Valle delle Meraviglie »
- Carte 3741OT au 1/25 000 de l'IGN : « Vallée de la Vésubie - Parc national du Mercantour »
- Carte 3640OT au 1/25 000 de l'IGN : « Haut Cians - Valberg - Parc national du Mercantour »
- Carte 3540ET au 1/25 000 de l'IGN : « Haute vallée du Var - Gorges de Daluis - Parc national du Mercantour »
- Carte 3639OT au 1/25 000 de l'IGN : « Haute Tinée 1 - Auron - Parc national du Mercantour »
- Carte 3640ET au 1/25 000 de l'IGN : « Haute Tinée 2 - Isola 2000 - Parc national du Mercantour »
- Carte 3641ET au 1/25 000 de l'IGN : « Moyenne Tinée - La Colmiane - Valdeblore - Parc national du Mercantour »
- Carte 3741ET au 1/25 000 de l'IGN : « Vallées de la Bévéra et des Paillons - Parc national du Mercantour »
- Carte 3841OT au 1/25 000 de l'IGN : « Vallée de la Roya - Vallée des Merveilles - Parc national du Mercantour »
- Carte TOP200203 au 1/200 000 de l'IGN : « Alpes du Sud »
- Carte TOP75010 au 1/300 000 de l'IGN : « Mercantour »